# Tabasco
Tabasco, oficialmente llamado Estado Libre y Soberano de Tabasco, es uno de los treinta y un estados que, junto con la Ciudad de México, conforman México. Su capital y ciudad más poblada es Villahermosa.
Está ubicado en la región sureste del país. Limita al norte con el golfo de México (océano Atlántico); al este, con Campeche; al sureste, con el departamento de Petén en la  República de Guatemala; al sur, con Chiapas; y al oeste, con Veracruz. Con un territorio de 24 738 km², es el octavo estado menos extenso —por delante de Estado de México, Hidalgo, Querétaro, Colima, Aguascalientes, Morelos y Tlaxcala—. Fue fundado el 7 de febrero de 1824.
En el estado, el español convive con numerosos idiomas indígenas, todos ellos reconocidos como lenguas oficiales de entre las lenguas de México, aunque solamente el 4 % de su población habla alguna de ellas (cifra por debajo del promedio nacional, del 6.7 %).

## Toponimia

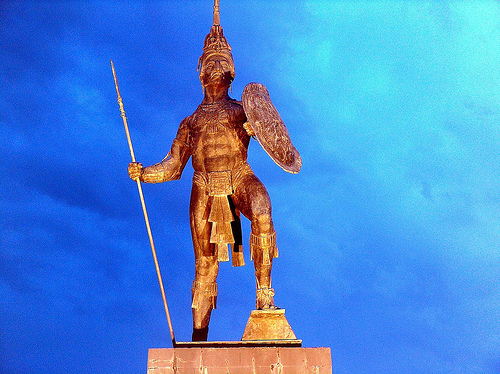
Monumento a Tabscoob, cacique maya de Potonchán, por quien se dice que el estado lleva el nombre.

El origen del nombre del estado ha sido objeto de diferentes interpretaciones. La más aceptada es que proviene del nombre del cacique indígena Tabscoob (en maya: "Nuestro señor de los ocho leones", en alusión a las ocho provincias que comprendía la provincia de Chocohtán), quien gobernaba la provincia en el momento del desembarco de los españoles en 1518. Los conquistadores españoles escucharon a los indígenas referirse al río Grijalva como río Tabasco.
  Al respecto, Bernal Díaz del Castillo relata que, durante la expedición al mando del capitán Juan de Grijalva, "llegaron a la desembocadura de un gran río llamado de Tabasco, porque así se llamaba el cacique de aquel pueblo".

"...y así se le puso este nombre, y llámese Tavasco (Tabasco) la provincia porque el señor de este pueblo Potonchán se decía Tabasco, y así se le quedó por nombre a la provincia del señor de este pueblo..."
Cabildo de la Villa de Santa María de la Victoria. 1577.

El doctor Berend, en su manuscrito Nombres geográficos mayas, asegura que la palabra Tabasco es una forma ligeramente corrompida del conjunto de vocablos mayas Tab-uaxac-coh, que significa ‘nuestro señor el de los ocho leones’. Sin duda alguna, la interpretación de Berend busca conciliar el dicho de Bernal Díaz del Castillo —de que el nombre provenía del nombre del cacique de la región— con la procedencia maya de los nativos tabasqueños.
También se ha dicho que el nombre se origina del vocablo Tlahuashco, que en lengua náhuatl significa ‘lugar que tiene dueño’, lo que coincide con la respuesta dada por los nativos tabasqueños al capitán Grijalva cuando este les propuso la sujeción al rey de España: que no necesitaban nuevo señor, puesto que ya lo tenían.
Los investigadores José Narciso Rovirosa y Narciso Correa afirman que la palabra se origina del náhuatl tlapalco ‘lugar de tierra mojada’ (de tlalli ‘tierra’, paltic ‘cosa húmeda’ y -co, que es una terminación toponímica). Por otra parte, el lingüista Francisco J. Santamaría propone el vocablo náhuatl tlapachtli ‘tierra de pachtli’ (de tlalli ‘tierra’ y pachtli ‘manojo’); nombre de una hierba que cuelga de los árboles.
Tabasco recibe el mote del Edén de México por la exuberancia de su flora y elementos naturales. 

## Historia

### Época prehispánica
El territorio del estado de Tabasco está comprendido en la región central, en las tierras bajas de Mesoamérica. Este territorio fue uno de los puntos más importantes en los que habitó la cultura olmeca, primera civilización en Tabasco y en el golfo de México, durante el periodo preclásico medio, unos 3000 años atrás, dicha cultura se desarrolló hacia el 800 a. C.
La cultura olmeca tuvo asentamientos históricos en el noroeste de Tabasco y sus alrededores, en la zona limítrofe con Veracruz; durante el periodo preclásico se establecieron en La Venta al noroeste de Tabasco, lugar donde se retiraron 300 años más tarde de haber llegado. La actual zona arqueológica de La Venta, es uno de los centros ceremoniales más importantes de la civilización olmeca, y de los más antiguos de América, donde vivían sacerdotes, artesanos y campesinos que acudían ahí para implorar a los dioses olmecas por mejores cosechas.
Al igual que los olmecas, aunque unos siglos más tarde, la cultura maya habitó el territorio tabasqueño, esto fue durante el periodo clásico mesoamericano. La civilización maya fue parte de la historia de Tabasco, teniendo asentamientos en las tierras bajas de su actual territorio, tales como Comalcalco, Pomoná, Moral-Reforma o San Claudio durante el período clásico de Mesoamérica. Al igual que muchas culturas mesoamericanas, la cultura maya fue fuertemente influenciada, en todos los aspectos, por la civilización olmeca.
Entre los siglos IV y V, aproximadamente, y hasta la llegada de Hernán Cortés se establecieron los putunes, un grupo maya autollamados "Yoko yinikob" o Chocoh y bautizados por los mexicas como chontales, que en náhuatl quiere decir ‘extranjero’. Su economía se basaba, principalmente, en el intercambio comercial con otras culturas mesoamericanas y que utilizó la ventajosa hidrografía de Tabasco para crear rutas comerciales y de comunicación entre otros grupos. Controlaron también muchas rutas marítimas comerciales alrededor de la península de Yucatán, desde la laguna de Términos en Campeche hasta el centro de Sula en Honduras, llegando a tener depósitos y factorías en Altar de Sacrificios y Nito, Guatemala, así como en  Naco, Honduras, en las márgenes del río Ulúa, lo que le permitía mantener el control del comercio y de la producción de cacao en el área maya.
Los Putunes o maya chontales tuvieron su asiento principal y original en el delta de los ríos Usumacinta y Grijalva, así como alrededor de la Laguna de Términos. Llegaron a dominar un vasto territorio que iba desde Cupilco en el oriente, hasta Chakán Putún en el golfo y Chactemal en la costa del mar Caribe. Fundaron dos poblaciones principales: Potonchán, importante puerto comercial situado en la desembocadura del río Grijalva, en el actual estado de Tabasco, e Itzamkanac cuya ubicación se encontraba tierra adentro en los actuales límites de Tabasco y Campeche.

### Llegada de los europeos a Tabasco

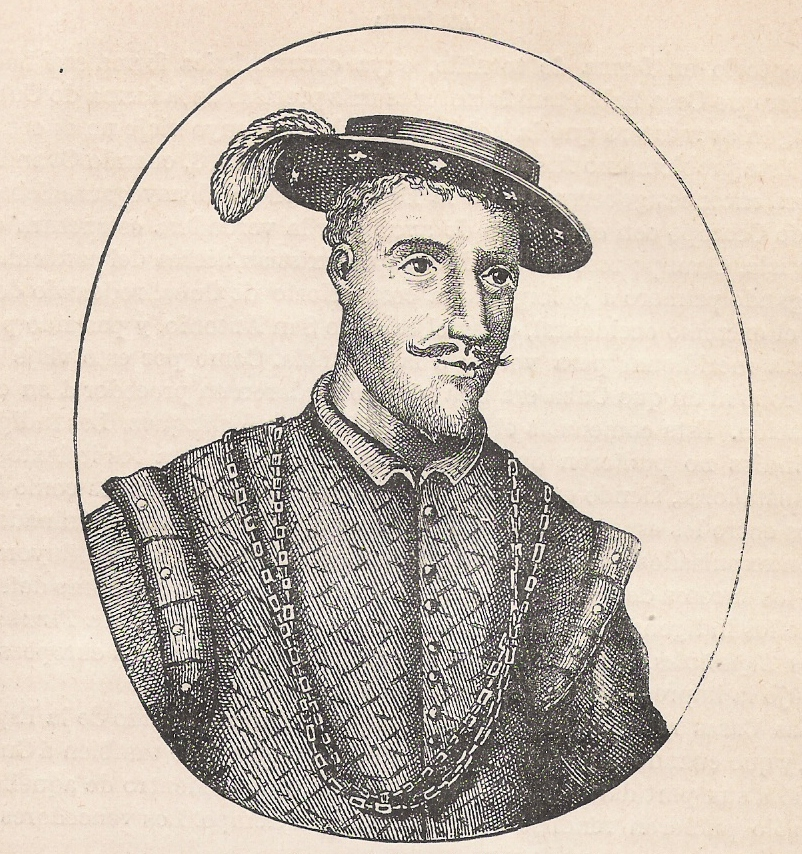
Juan de Grijalva, descubridor español de Tabasco y del río que hoy lleva su nombre.

En 1517 el gobernador de Cuba, Diego Velázquez de Cuéllar, organizó una segunda expedición a las tierras de Yucatán, la primera más allá de Campeche, recuperando las naos del primer viaje, y añadió una carabela y un bergantín. Dicha expedición fue producto de los hallazgos que Francisco Hernández de Córdoba realizó en las costas de Yucatán y Campeche en 1517.
La expedición zarpó del puerto de Matanzas el 10 de abril de 1518, y estaba formada por cuatro embarcaciones bajo el mando del capitán Juan de Grijalva. El 8 de junio de 1518, los españoles arribaron el territorio del actual estado de Tabasco cuando Juan de Grijalva se adentró en la desembocadura del río que los naturales llamaban río Tabasco y los españoles bautizaron como río Grijalva en honor a su capitán, y desembarcó en Potonchán, población del Señorío Chontal de Tabasco.

..."Comenzamos a 8 días del mes de junio de 1518 y yendo la armada por la costa, unas seis millas apartada de tierra, vimos una corriente de agua muy grande que salía de un río principal, el que arrojaba agua dulce cosa de seis millas mar adentro. Y con esa corriente no pudimos entrar por el dicho río, al que pusimos por nombre el Río de Grijalva. Nos iban siguiendo más de dos mil indios y nos hacían señales de guerra (...) Este río viene de unas sierras muy altas, y esta tierra parece ser la mejor que el sol alumbra; si se ha de poblar más, es preciso que se haga un pueblo muy principal: llamase esta provincia Potonchán."
 Juan Díaz. "Itinerario de la Armada". 1518

Juan de Grijalva entabló pláticas con los indígenas de Potonchán entrevistándose con el cacique maya Tabscoob a quien, inclusive, le obsequió varias cosas, incluyendo su jubón de terciopelo verde, mientras que el cacique maya le obsequiaba diversos objetos de oro y artesanías de barro. Después de unos días y de abastecerse de víveres, Grijalva continuó su camino.

### Conquista española

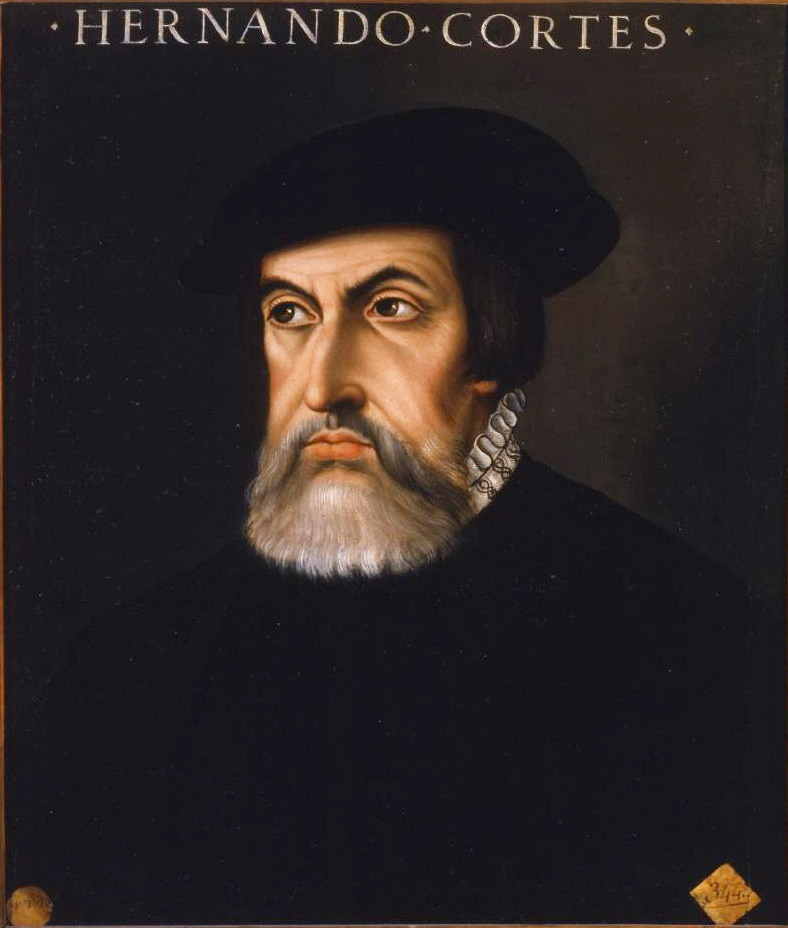
Hernán Cortés inició la conquista de Tabasco derrotando a los mayas en la Batalla de Centla.

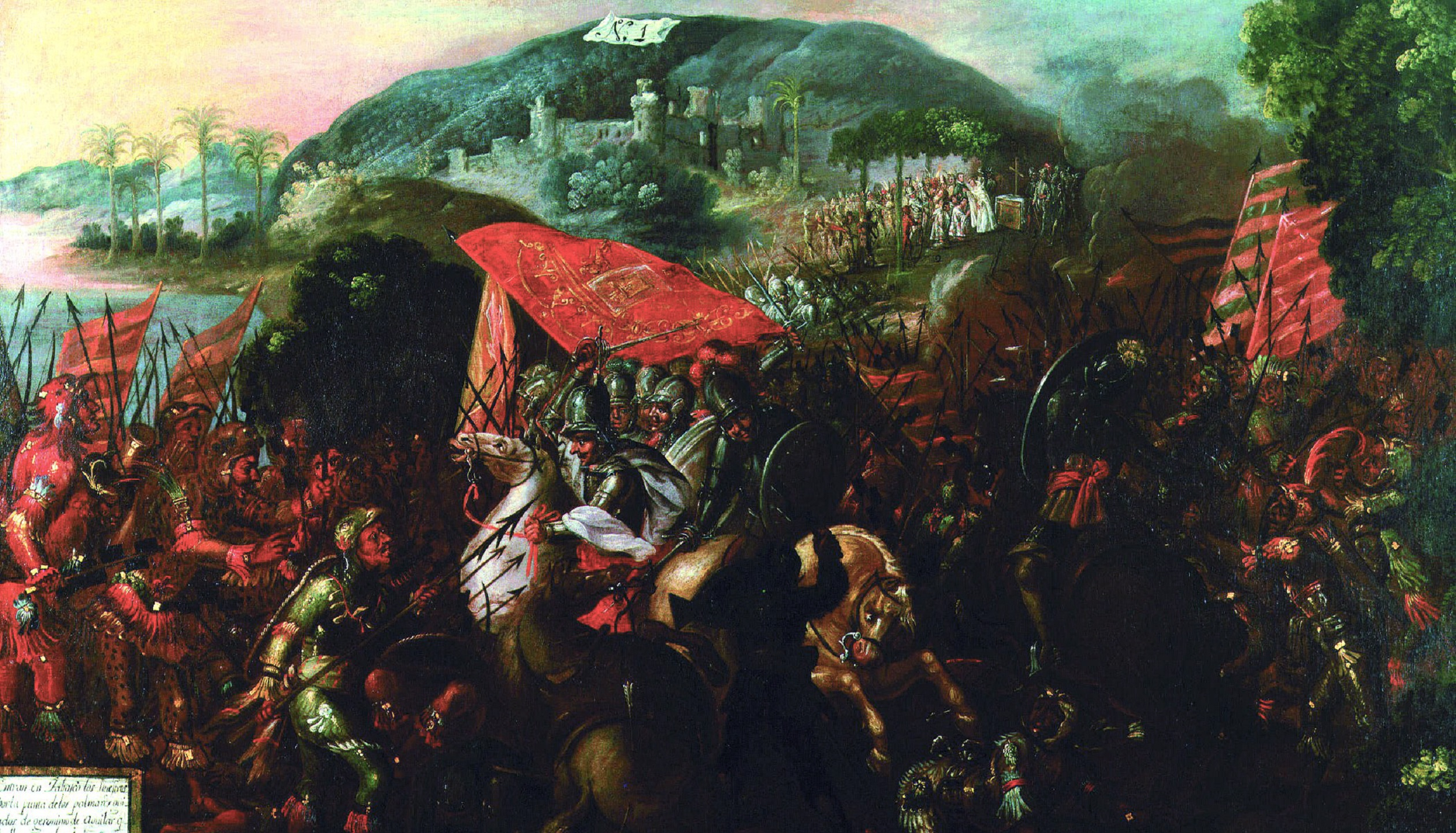
Entrada de Hernan Cortes a la ciudad de Potonchán.

La conquista de Tabasco fueron las campañas militares realizadas por el ejército español con la finalidad de conquistar y colonizar el territorio tabasqueño, y que comprende un período de 45 años, el cual inicia en 1518 con el descubrimiento de Tabasco por parte de Juan de Grijalva y culmina en 1564 con la rendición final de los indígenas de Cimatán a la Corona española.
Casi un año después del descubrimiento de Tabasco por Juan de Grijalva, en una segunda expedición, el conquistador Hernán Cortés arribó a Tabasco el 12 de marzo de 1519 al desembarcar en la "Punta de los Palmares", justo en la desembocadura del río Grijalva, pero fue recibido en forma hostil por los indígenas. Ante la negativa de los indígenas a sujetarse a la Corona española, Cortés decide atacarlos, escenificándose así el 14 de marzo la "Batalla de Centla", en donde tomó parte por primera vez el caballo en una batalla en el Nuevo Mundo, causando un gran impacto entre los nativos. Después de varias horas de lucha, los españoles logran derrotar a los naturales del pueblo de Potonchán, pactando con el cacique maya Tabscoob su sumisión a la Corona española. Hernán Cortés tomó posesión de las tierras a nombre de la Corona española declarando la fundación el 25 de marzo de la Villa de Santa María de la Victoria, que sería la primera población en territorio continental de México.
En 1525, Cortés envió a Tabasco al Capitán Juan de Vallecillo con un pequeño destacamento para someter a los naturales, convirtiéndose así de hecho en el primer gobernador de la provincia de Tabasco. Vallecillo, reconstruyó la Villa de Santa María de la Victoria, que había sido destruida por los indígenas, e intentó pacificar la provincia, pero no pudo sojuzgar a los nativos, falleciendo a los pocos meses. En 1527 Cortés envía a Baltasar de Osorio, quien también fracasa.
Ante el fracaso de las campañas conquistadoras de Vallecillo y Osorio, en 1528 Francisco de Montejo "el Adelantado", recibió del rey el título de «gobernador de Yucatán, Cozumel y Tabasco», teniendo las facultades de conquistar y pacificar Yucatán y Cozumel, y poblar Tabasco, llegando a Santa María de la Victoria el 8 de mayo de 1528 con el título de «alcalde mayor de Tabasco», iniciando una intensa campaña militar para «pacificar» la provincia.
De 1530 a 1535 batalló en tierras tabasqueñas, logrando en 1535 la pacificación y control de la zona del río Grijalva, abriendo un camino seguro hacia Las Chiapas.

### Época virreinal
Una vez lograda la pacificación parcial de la provincia de Tabasco, a partir de 1537, los españoles comenzaron a establecerse en diversas partes del estado, fundando poblaciones como: Xalpa, Santiago Cimatán (que después de ser destruida por los indígenas fue refundada como Villa de la Natividad de Cunduacán), Santiago de Teapa, Tecomajiaca (actual barrio de la ciudad de Teapa), Tacotalpa de la Real Corona y San Pedro Tanoche (en Tenosique que después fue despoblada por órdenes de Montejo "el Mozo").

#### La piratería

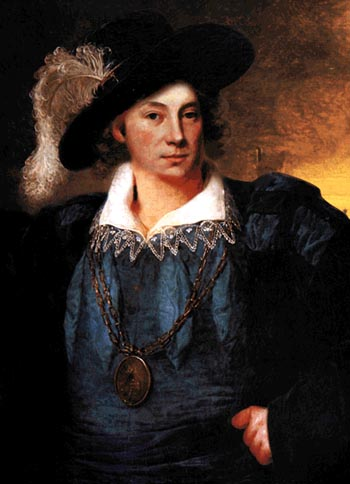
El pirata Laurence de Graff, fue un azote para la provincia de Tabasco, atacando varias ocasiones la capital San Juan Bautista y la región de la Chontalpa.

En 1557 los piratas ingleses iniciaron sus actividades por las costas tabasqueñas, hasta que por causa de sus constantes ataques, algunos de los habitantes de Santa María de la Victoria decidieron trasladarse río arriba por el Grijalva, hasta un lugar conocido como Tres Lomas, donde fundaron la población de San Juan Bautista.
En 1564 las autoridades coloniales de Tabasco, lograron después de muchas campañas militares, la rendición de los indígenas de Cimatán, quienes fueron los últimos en rendirse a los españoles.
El 24 de junio de 1564 el español Diego de Quijada, en un recorrido por la provincia, llega a San Juan Bautista y funda oficialmente la ciudad de Villahermosa con el nombre de Villa Carmona, porque ―según dijo al rey―: «Me recuerda la vega del río Guadalquivir en Carmona». Dos años más tarde recibieron el permiso real de Felipe II, donde aprueba su fundación, y en 1598 el mismo Felipe II concedió a la villa el título de Villa Hermosa de San Juan Bautista, y un escudo de armas de los más antiguos de América, que desde 1892 se adoptó como escudo de Tabasco.
Debido a los continuos ataques de los piratas, en el que destaca el terrible ataque de 1597 donde piratas holandeses destruyen e incendian totalmente Santa María de la Victoria, en 1604 el alcalde mayor de Tabasco Juan de Miranda solicita al virrey Juan de Mendoza y Luna el cambio de los poderes a San Juan Bautista. Realizándose el traslado, hasta el 24 de junio de 1641.

#### La rebelión maya de 1668 a 1671
Durante la segunda mitad del siglo XVII se produjo en Tabasco un aumento considerable en la explotación de los pueblos indígenas a través de diferentes métodos usados por los españoles para su enriquecimiento personal. Es así como en 1668 siendo Alcalde Mayor de Tabasco Francisco Maldondo de Texeda, la magnitud de los atropellos y la arbitrariedad por parte de las autoridades coloniales, sobre las comunidades indígenas, desembocó en levantamientos y sublevaciones de los pueblos de la región del Usumacinta. Ese año, los pueblos de Multé, Popane, Istapa, Balancán, Santa Ana, Usumacinta, Petenecté, Tenosique y Canitzán, se levantaron contra la autoridad colonial.
Después de tres años de alzamiento, tiempo durante el cual la región del oriente de Tabasco estuvo fuera del control de la Corona española ya que ningún español podía entrar en la zona, el alcalde mayor Miguel Fernández de Rivero, en un esfuerzo por evitar que el conflicto se extendiera a otros territorios, conformó una Compañía de Pardos para enfrentarse a los sublevados. Durante los enfrentamientos, mataron a una gran cantidad de indios, logrando a finales de 1671, el sometimiento de los pueblos mayas sublevados.

#### El cambio de la capital de la provincia
En 1677 los corsarios atacan ferozmente a la capital San Juan Bautista de Villahermosa, destruyéndola e incendiándola en varias ocasiones, obligando a las autoridades a abandonar la ciudad y trasladar los poderes a la villa de Tacotalpa de la Real Corona, que fue capital de la provincia por 118 años. Es hasta enero de 1795 cuando una vez derrotados los corsarios, el virrey Miguel de la Grúa Talamanca autoriza el cambio de los poderes de la Provincia de Tabasco de Tacotalpa de la Real Corona a Villahermosa, realizándose el lunes 15 de agosto de ese año.

### El

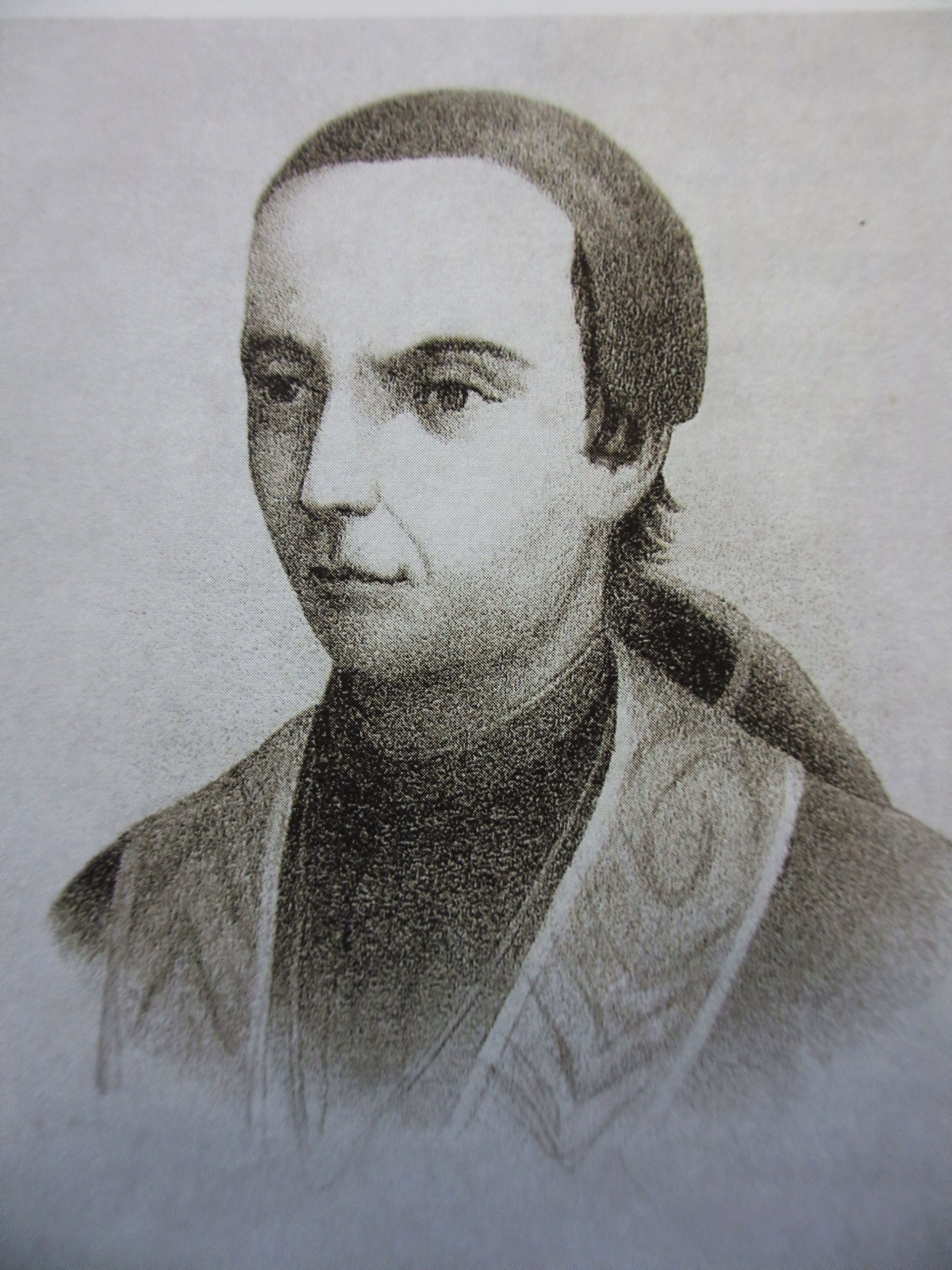
Presbítero José Eduardo de Cárdenas y Romero, primer Diputado por Tabasco.

### ElsigloXIX

#### Diputación provincial colonial
En 1810 el presbítero José Eduardo de Cárdenas fue elegido como diputado por Tabasco ante las Cortes de Cádiz, España, el 24 de julio de 1811, presentó una Memoria en favor de la provincia de Tabasco y la Exposición de Motivos de la Guerra de Independencia, en la que exponía la situación de abandono en que se encontraba la provincia de Tabasco y en la que por este motivo, protestaba contra las autoridades virreinales y mostraba las posibles soluciones como: educación gratuita, creación de sociedades agrícolas, creación de ayuntamientos por elección popular y la división del gobierno en tres poderes: Ejecutivo, Legislativo y Judicial.

#### La lucha libertaria
Habían transcurrido tres siglos de sujeción al Imperio español cuando el 16 de septiembre de 1810 estalló, muy lejos del sureste, en Dolores, Guanajuato la lucha que habría de culminar, 11 años más tarde, con la declaración de Independencia. La marginación geográfica y de toda índole explica la tardanza con que aquí repercutió la demanda libertaria.
Hubieron de pasar cuatro años para que en 1814 don José María Jiménez Garrido profiriera el grito de insurrección en Tabasco; no obstante, su iniciativa no encontró suficiente eco y don José María Jiménez fue condenado a prisión y enviado a San Juan de Ulúa.
Dos años más tarde, en febrero de 1816, Atanacio de la Cruz se alzó en armas y tomó la villa de Huimanguillo, pretendía tomar también Cunduacán, Acayucan, Guazacoalcos y Tonalá, sin embargo, fue derrotado y encarcelado por el gobernador Francisco de Heredia y Vergara.
En junio de 1821, muchos habitantes de Cunduacán, Macuspana, Huimanguillo y Teapa se adhieren al Plan de Iguala, y el 5 de julio de 1821 Villahermosa es tomada por los independentistas encabezados por José María Jiménez y Luis Timoteo Sánchez quien a las dos de la tarde en la plaza de Armas proclama la independencia y da a conocer el "glorioso sistema independiente", sin embargo las fuerzas realistas del gobernador Ángel del Toro recuperan la ciudad.

#### Proclamación de la Independencia de Tabasco

Bandera de las Compañías Militares de Tabasco 1821.

En agosto de 1821, cuando la lucha por la independencia estaba ya en su fase final, el coronel Antonio López de Santa Anna envió a Tabasco una expedición, encabezada por el capitán Juan Nepomuceno Fernández Mantecón, quien llega a Tabasco el 31 de agosto, pasando por las poblaciones de San Antonio de los Naranjos (primer distrito tabasqueño que juró la Independencia) y Cunduacán, llegando posteriormente al pueblo de Tamulté (hoy una colonia de Villahermosa), lo que provocó la huida hacia Campeche del gobernador Ángel del Toro y la rendición de la guarnición española en la capital. El capitán Juan N. Fernández, entró triunfal a San Juan Bautista (Hoy Villahermosa) el sábado 7 de septiembre de 1821 Proclamando la independencia de Tabasco.

#### Incorporación de Tabasco al Imperio Mexicano
La incorporación de Tabasco al Imperio mexicano, con la jura del Plan de Iguala, de parte de las autoridades tabasqueñas, ocurrió el domingo 8 de septiembre de 1821 a las 9 de la mañana, en la plaza de Armas de San Juan Bautista, con lo que las autoridades de la Provincia de Tabasco reconocían al supremo gobierno. Juan Nepomuceno Fernández Mantecón fue elegido gobernador del estado, por lo que fue el primer gobernador de Tabasco en la época independiente. Sin embargo, al poco tiempo fue denunciado por abusos y encarcelado en Cunduacán. Lo sustituyó el general Manuel María Leytón en 1822. Poco después se conoció la noticia de que Agustín de Iturbide se había proclamado emperador. Tomó entonces posesión de la gubernatura tabasqueña el coronel José Antonio Rincón, quien permaneció en su cargo hasta 1823 cuando, Antonio López de Santa Anna instituyó la República.

#### Primera Diputación provincial ante el Congreso

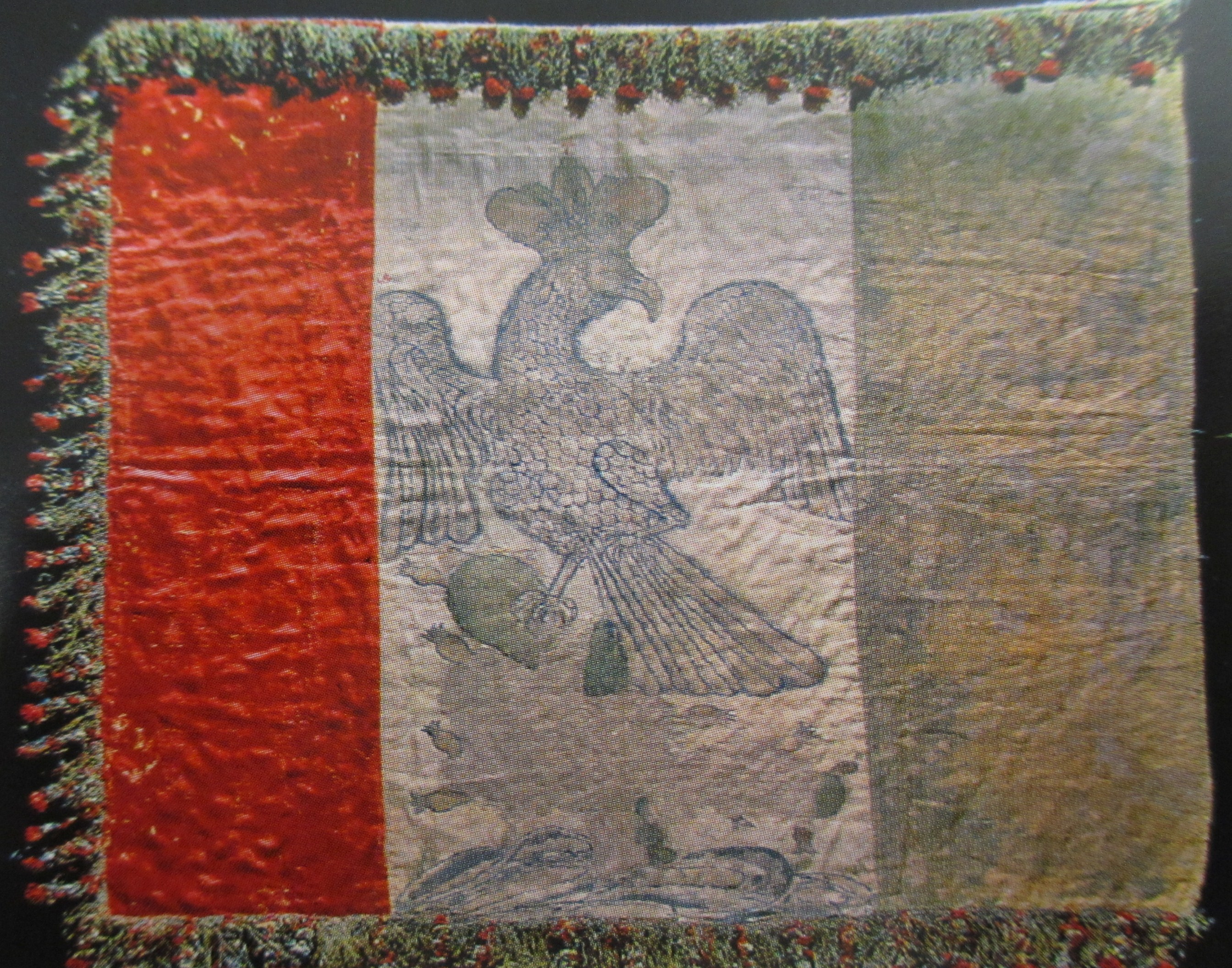
Bandera con la que se juró el Imperio de Iturbide, en San Juan Bautista, Tabasco el 10 de junio de 1822.

El 21 de agosto de 1822, Manuel Crescencio Rejón, quien era Diputado por Yucatán, propuso hacer de Tabasco una provincia y que la correspondiente diputación provincial se estableciera en San Juan Bautista de Villahermosa y el 9 de septiembre esta propuesta fue turnada al comité correspondiente. El 2 de noviembre de 1822 La Junta Nacional Instituyente creada por Iturbide al disolver el Congreso, dispuso que Tabasco tuviese su Diputación provincial, Rejón dijo un año más tarde, hablando en el Congreso que la Junta Nacional Constituyente había aprobado la solicitud y emitido el correspondiente decreto; y Tabasco tenía organizada su diputación provincial en abril de 1823.

#### Comandancia General de Tabasco
Al derrocamiento de Agustín de Iturbide, se reinstaló el Congreso a principios de marzo de 1823, decidiéndose la desaparición de las Capitanías Generales de Provincias, estableciendo las Comandancias Generales dentro de las que Tabasco conformó una separada de Yucatán, agregándosele además el distrito de la Laguna de Términos, hecho que se consumó al publicarse la Ley electoral para los comicios de diputados al Segundo Congreso Constituyente de la Nación el 17 de junio de 1823, fecha en la que Tabasco queda separado definitivamente de Yucatán.

#### Creación del estado de Tabasco
Al convocarse el Congreso Constituyente en 1823, el 29 de enero de 1824, participó por Tabasco, don José María Ruiz de la Peña, quien señaló que la provincia de Tabasco, se pronunciaba a favor de la Federación, y que "Tabasco contaba con los requisitos para convertirse en uno de los estados de la nueva nación, como población, agricultura y comercio.". Después de someterse a votación, el pleno aprobó la solicitud convirtiéndose Tabasco el 31 de enero de 1824 en un Estado libre y soberano, al promulgarse el Acta Constitutiva de la Federación Mexicana, siendo admitido oficialmente el 7 de febrero de 1824 como el estado número 13 fundador de la nueva República Federal.
Ese mismo año se estableció la primera legislatura local que eligió a don Agustín Ruiz de la Peña como gobernador interino. El 5 de febrero de 1825 se publicó la primera Constitución Política del Estado de Tabasco, la cual constaba de 11 capítulos y de 224 artículos, siendo la cuarta Constitución a nivel nacional (solo después de las de Jalisco, Oaxaca y Zacatecas).

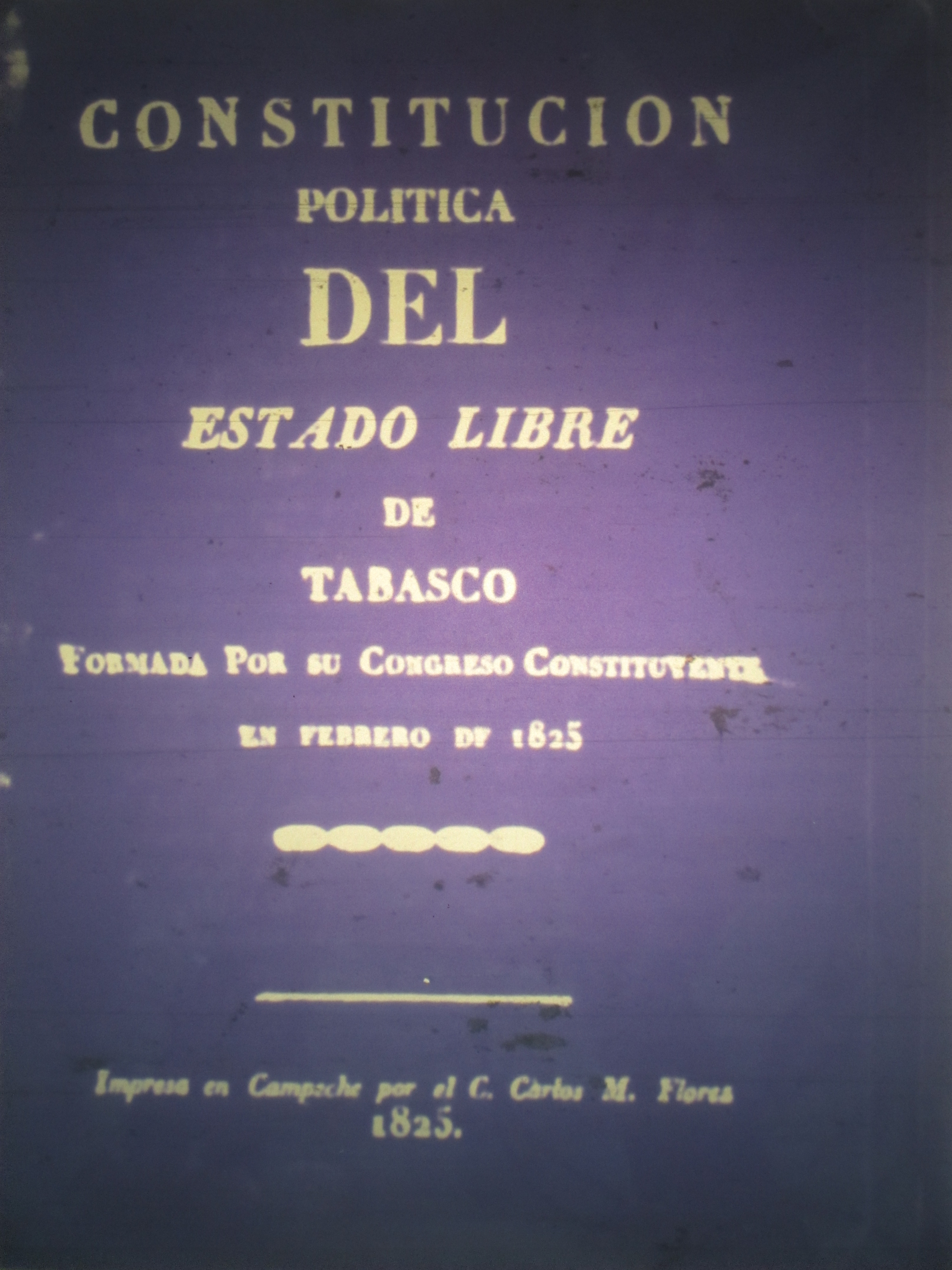
Portada de la Constitución Política del Estado libre de Tabasco promulgada en 1825.

#### Centralistas contra federalistas
Hacia 1830, en el país existían dos bandos: los centralistas, que pugnaban porque los estados fueran departamentos sujetos al poder central; y los federalistas, quienes apoyaban la idea de una república conformada por estados "libres y soberanos".
Esta situación derivó en constantes guerras civiles y alzamientos militares en Tabasco. En enero de 1830 se desató la Primera invasión de los Chenes en la cual Yucatán invadió Tabasco con 300 soldados derrocando al gobernador. Posteriormente a finales de 1831 y hasta mediados de 1832 los estados de Yucatán y Chiapas invaden Tabasco con 500 soldados en la llamada Segunda invasión de los Chenes siendo derrotados por los tabasqueños. A finales de 1832 inicia en Tabasco una guerra civil que culminaría hasta 1834 con el triunfo de los centralistas tabasqueños quienes derrocan al gobernador federalista Manuel Buelta.

#### La separación de Tabasco
En 1839 se desata en el estado una guerra civil entre los liberales (federalistas) contra los centralistas, conocida como Revolución federalista, que culmina en noviembre de 1840 con el triunfo de las fuerzas federalistas y el derrocamiento del gobernador centralista José Ignacio Gutiérrez.
El 6 de diciembre de 1840 es nombrado gobernador Agustín Ruiz de la Peña y a los pocos días se presentan en la capital tres buques de la armada de Texas al mando del Almirante E. W. Moore quien reclama un pago de 25 000 pesos por el apoyo brindado para la restauración del federalismo en el estado, lo que obliga al gobernador a renunciar el 14 de ese mismo mes siendo sustituido por Pedro Requena Estrada.
Ante el incumplimiento del trato hecho por Juan Pablo de Anaya, la armada texana comenzó a bombardear la capital del estado, por lo que el gobernador Pedro Requena Estrada se entrevistó en la madrugada del 15 de diciembre en el buque "Austin" con el almirante Moore para disuadirlo de suspender el bombardeo ya que el trato lo había hecho con Anaya y el gobierno del estado no contaba con recursos para el pago, logrando que la armada texana suspendiera el bombardeo y se retirara de la capital del estado.
El triunfo de los federalistas en Tabasco, molestó al Presidente Anastasio Bustamante quien decreta fuertes sanciones económicas para el estado el 11 de febrero de 1841, por lo que día 13 de febrero el estado de Tabasco decreta su separación de México, en protesta por el centralismo imperante en el País, y por las sanciones impuestas por el Gobierno central, asumiendo el Congreso local las funciones de Congreso General, otorgándole al gobernador José Víctor Jiménez las funciones de Presidente y creándose tres secretarías: la de Gobernación y Relaciones a cargo de Don Joaquín Crescencio Rejón, la de Hacienda a cargo de Don Carlos Serra, y la de Guerra y Marina a cargo del General Ignacio Martínez de Pinillos. El estado de Tabasco se reincorpora oficialmente a México el 2 de diciembre de 1842.

#### La invasión estadounidense

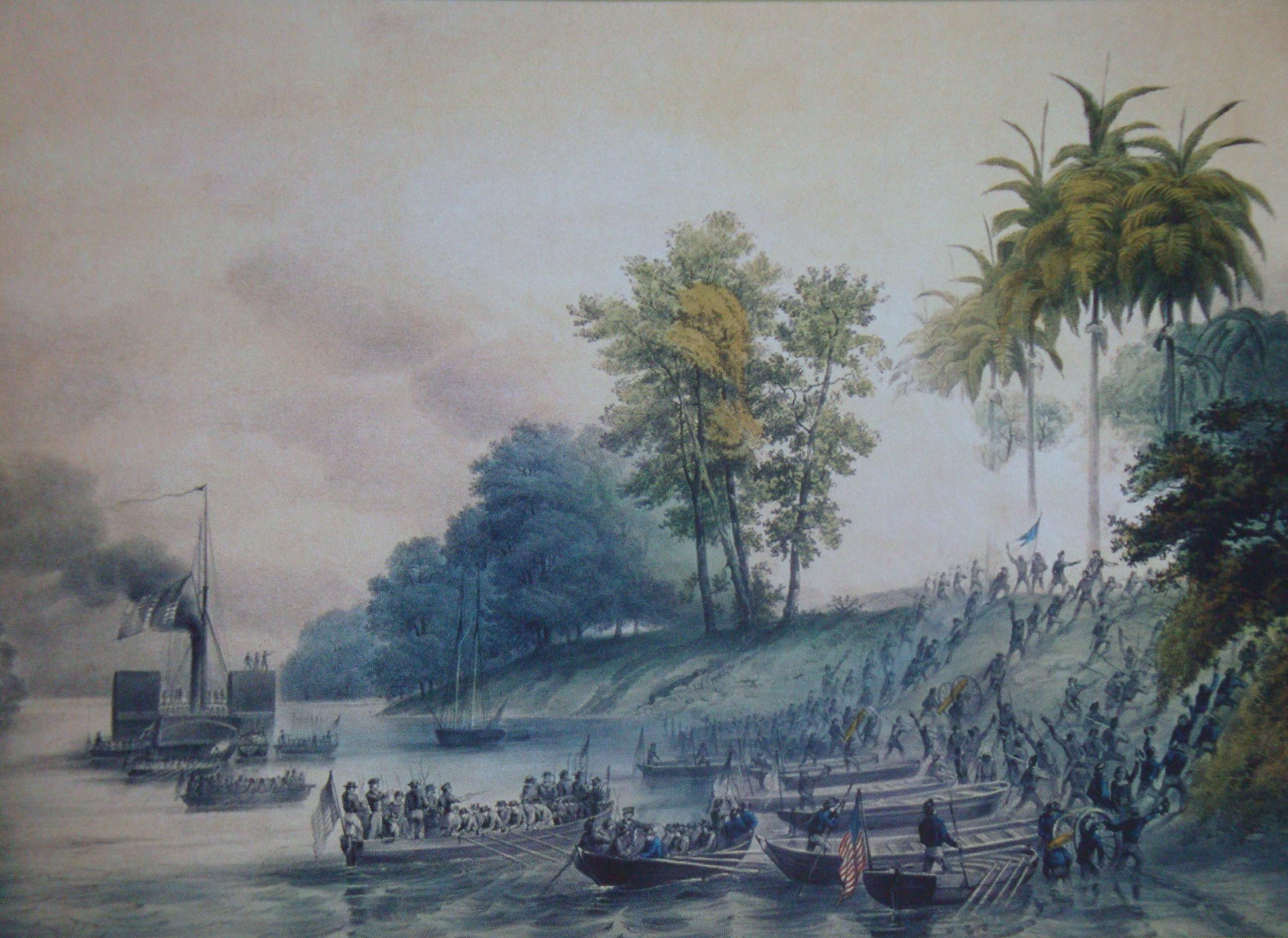
Desembarco de tropas estadounidenses en San Juan Bautista el 16 de junio de 1847.

En octubre de 1846, los estadounidenses invadieron Tabasco, enviando una cuadrilla al mando del comodoro Matthew C Perry. El 23 de octubre en la mañana tomaron posesión de Frontera, y el 25 llegaron a la capital San Juan Bautista, que se encontraba defendida por el gobernador y comandante general Juan Bautista Traconis. Los estadounidenses exigieron la rendición, a lo que el gobernador Traconis respondió que «defenderían la plaza con sus vidas», por lo que los estadounidenses comenzaron el bombardeo a la capital, iniciándose la Primera Batalla de Tabasco, sin poder tomar la ciudad, retirándose hacia Frontera el 26 por la tarde, e implantando un bloqueo naval de ocho meses. La victoria obtenida por las fuerzas tabasqueñas comandadas por Juan Bautista Traconis, representó una de las pocas victorias mexicanas en la lucha contra los Estados Unidos.
Después de la retirada de los estadounidenses, Juan Bautista Traconis solicitó apoyo al gobierno federal, y al no recibirlo, se pronunció el 9 de noviembre de 1846 contra el presidente Mariano Salas, declarando a Tabasco separado de la nación mexicana. Sin embargo, su acción separatista no fue apoyada y Traconis fue destituido del gobierno, siendo sustituido por Justo Santa Anna, regresando Tabasco a la unión nacional el 5 de enero de 1847.
El 16 de junio de 1847, los estadounidenses se presentan en la capital del estado, iniciándose la Segunda Batalla de Tabasco, en esa ocasión los tabasqueños, ante la falta de recursos para defenderse debido al bloqueo marítimo de 8 meses implementado por los estadounidenses, tuvieron que abandonar la ciudad de San Juan Bautista, trasladándose las autoridades y el gobernador Justo Santa Anna a la villa de Tacotalpa nombrándola capital del estado, mientras que el Comodoro Perry, nombra al general Gershom J. Van Brunt gobernador interino de Tabasco.
Posteriormente, la guerrilla tabasqueña, organizada por el Coronel Miguel Bruno dio a las armas nacionales en Tabasco, el triunfo sobre los estadounidenses, el 27 de julio de 1847. Derrotados, los estadounidenses desocuparon la ciudad en la que permanecieron 35 días.

#### La invasión francesa

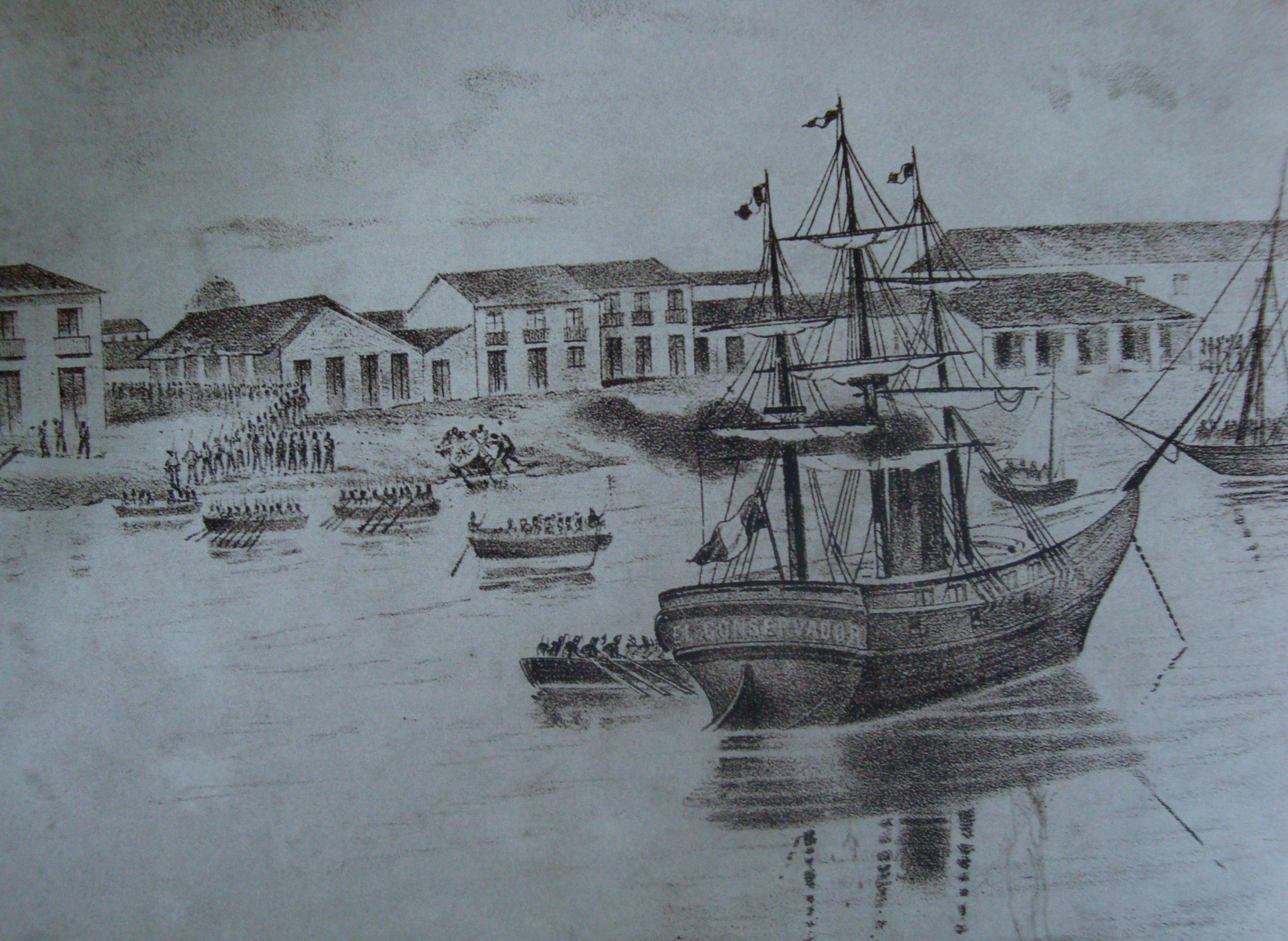
Expulsión de las tropas francesas de la capital del estado el 27 de febrero de 1864.

Más tarde, en 1863, Tabasco volvería a ser ocupado por fuerzas extranjeras, el 18 de febrero los franceses tomaron Jonuta, el 15 de marzo ocuparon el puerto de Frontera y el 18 de junio desembarcaron en la capital del estado San Juan Bautista. El ejército francés toma la ciudad, obligando a las autoridades y a la tropa federalista a refugiarse en la Sierra y en la Chontalpa. El gobernador Victorio Victorino Dueñas cambia los poderes a la villa de Tacotalpa, convirtiéndose en la capital del estado.
Mientras en la capital del estado, Eduardo González Arévalo, quien venía con los franceses, se autonombraba gobernador de Tabasco el 16 de septiembre de 1863. En ese tiempo, el estado de Tabasco fue dividido en 4 distritos: Centro, Chontalpa, Sierra y Pichucalco. El 1 de noviembre de 1863 los franceses son derrotados cerca de la ciudad de Cunduacán en la llamada Batalla de El Jahuactal y posteriormente, el 27 de febrero de 1864 durante la toma de San Juan Bautista, las fuerzas tabasqueñas al mando del coronel Gregorio Méndez Magaña, expulsan a los franceses de la capital San Juan Bautista. Finalmente, en 1866, después del sitio de Jonuta, los franceses son expulsados definitivamente del estado, convirtiendo a Tabasco en el primer estado en expulsar a los invasores franceses del territorio nacional.

#### Época porfirista

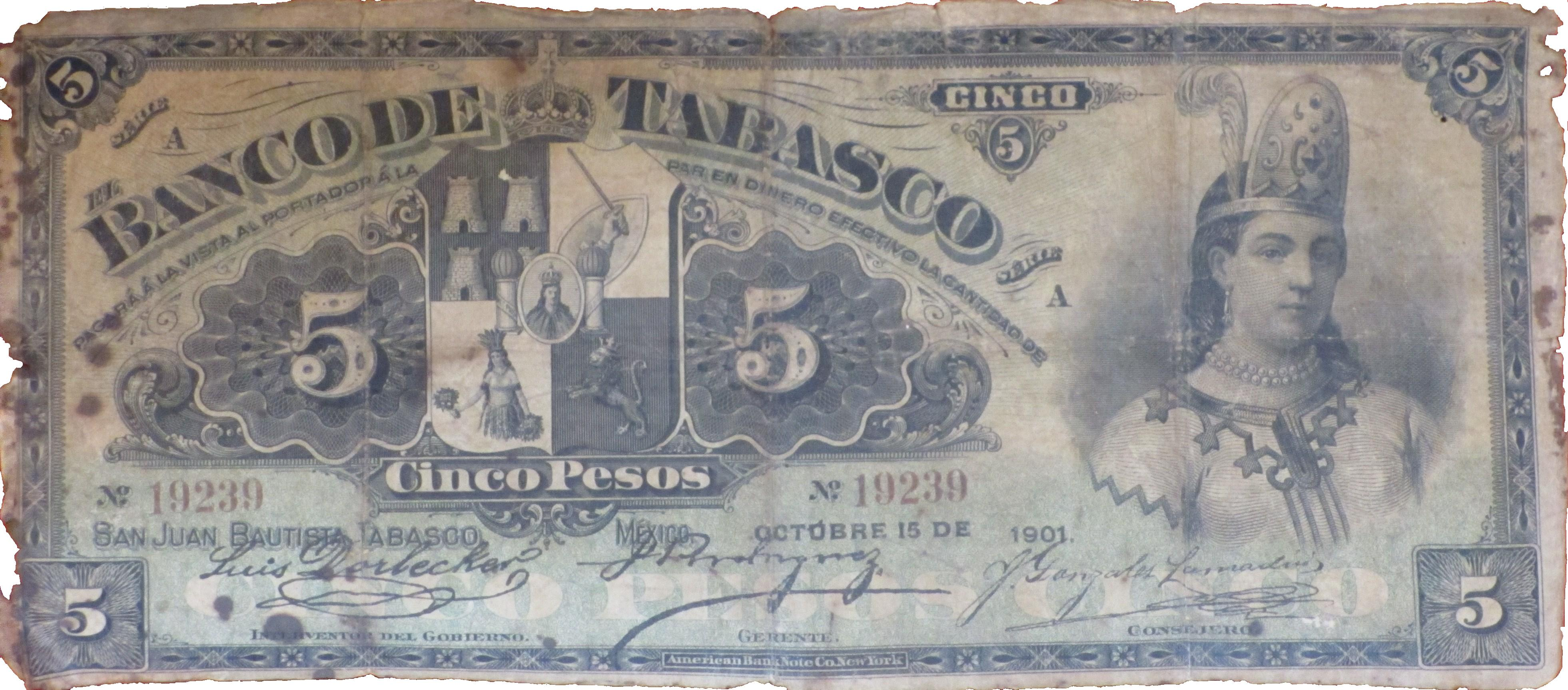
Billete de cinco pesos emitido por el Banco de Tabasco en 1901.

La «paz porfiriana» llegó también a Tabasco y con ella, el momento de sacar al estado del aislamiento en que había permanecido sumergido durante los tres siglos de la Colonia y los primeros años de vida independiente. Durante los 33 años que el general Díaz presidió el gobierno de la República, el estado empezó a cimentar las bases sobre las cuales, aunque paulatinamente, habría de ir superando aquella precaria situación.
Libres ya de convulsiones, los tabasqueños se dieron a la tarea de reconstruir la capital de su estado. Gran número de edificios maltrechos por las constantes luchas de años anteriores fueron demolidos para construir otros, de tal suerte que la ciudad fue adquiriendo una fisonomía nueva. La entidad empezó a caminar por la senda del progreso: En 1879 se inauguró el Instituto Juárez; en 1881, el servicio telegráfico que conectaba la Ciudad de México con San Juan Bautista; en 1890 se instaló el alumbrado eléctrico público en la ciudad capital; en diciembre de 1894 se abrieron las puertas del nuevo palacio de gobierno; en 1901 se inauguró el primer banco.
Tabasco prosperó durante ese lapso de más de tres décadas; pero hay que aceptar, igualmente, que la inmadurez política de la nación se reflejaba aquí también. Díaz se había perpetuado en el poder. En Tabasco, Abraham Bandala había hecho lo mismo, el general fue gobernador con interrupciones en su mandato desde 1894 hasta diciembre de 1910: aproximadamente 16 años.

### ElsigloXX
Terminaban los primeros cien años de historia independiente. Fatigados de tanta inestabilidad, hubo que emprender todavía otra lucha sangrienta: la Revolución de 1910, el movimiento social más importante de México.

#### La Revolución mexicana en Tabasco

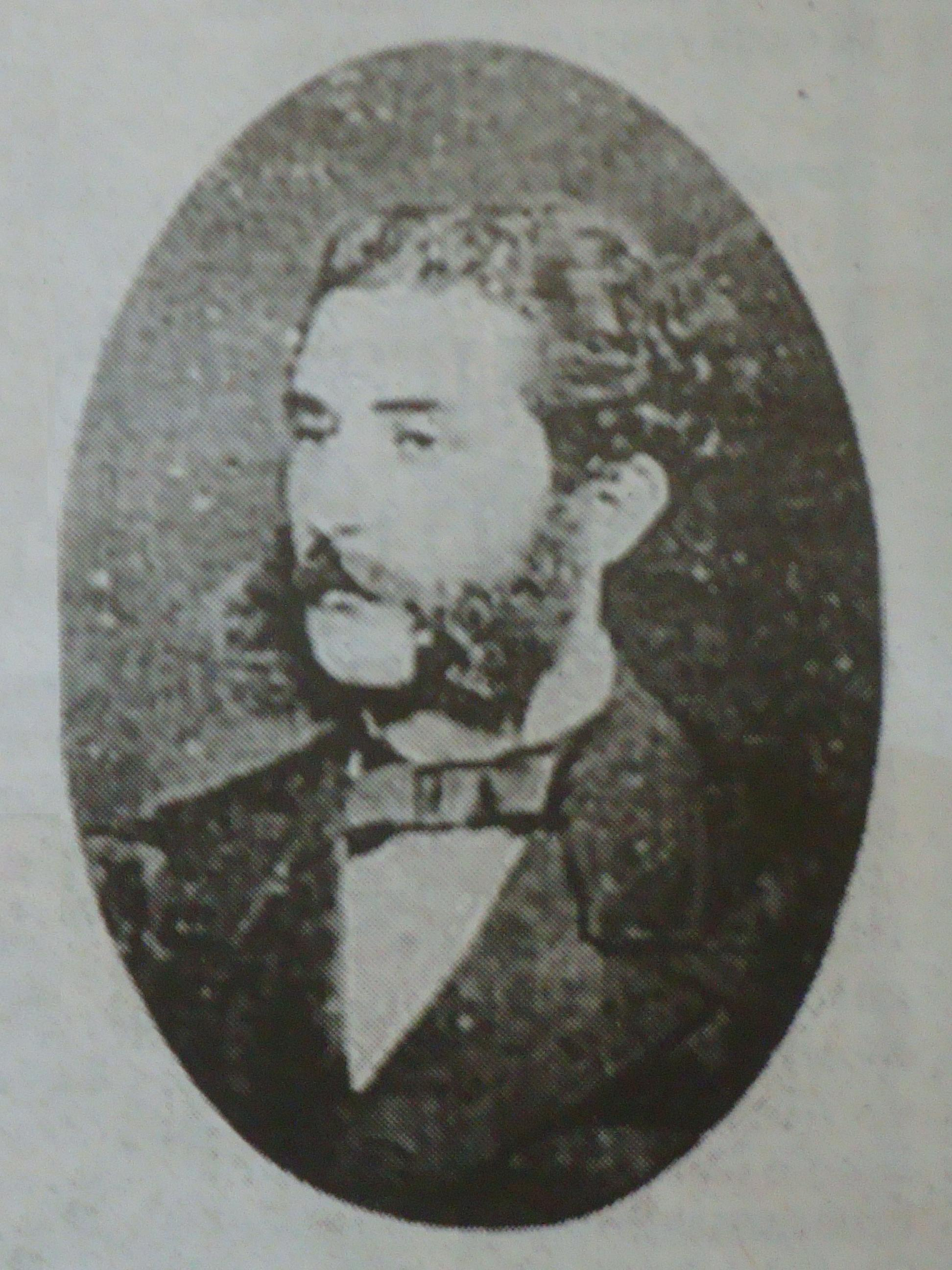
Ignacio Gutiérrez Gómez se alzó en armas en abril de 1910, antes de que estallara el movimiento revolucionario.

Don Ignacio Gutiérrez Gómez, se alzó en armas en contra del gobernador Abraham Bandala en abril de 1910, mucho antes de que estallara el movimiento revolucionario a nivel nacional, pero fue derrotado. Posteriormente, secundó el movimiento revolucionario en el estado y el día 19 de diciembre de 1910 se levantó en armas. «El primer objetivo de la campaña fue la cabecera municipal, Cárdenas, a donde deberían entrar las fuerzas revolucionarias el día 24.
Posteriormente, cuando la revolución armada había concluido, Venustiano Carranza nombró al general Luis Felipe Domínguez Suárez gobernador del estado, pero los revolucionarios de la Chontalpa no aceptaron que la gubernatura estuviera ocupada por el general Domínguez, un revolucionario de los Ríos y comenzaron a suscitarse serias fricciones.

#### La guerra civil (1914-1919)
Aunque la Revolución Mexicana había concluido, la lucha armada por el poder entre las diferentes facciones, continuó por lapsos desde 1914 hasta 1919.
El gobernador Luis Felipe Domínguez y Suárez tuvo que renunciar a su cargo para ser sustituido por don Carlos Greene, uno de los jefes más renombrados de la Chontalpa. Esto sucedía el día 10 de octubre de 1914.
Las diferencias entre los revolucionarios de La Chontalpa y los de la región de los Ríos volvieron a manifestarse cuando, en julio de 1918, se convocó a elecciones para gobernador y diputados locales. Surgieron entonces dos partidos: el Liberal Constitucionalista, apoyado por la región de los Ríos y que postulaba a Luis Felipe Domínguez y Suárez; y el Partido Radical apoyado por la Chontalpa que postulaba a don Carlos Greene, quien sería el ganador, pero Domínguez desconociendo el triunfo de Greene se declaró en rebeldía. Los dominguistas instalaron un Congreso alterno en Amatitán, Jonuta, y nombraron a Luis Felipe Domínguez gobernador, existiendo en ese momento dos gobernadores y dos Congresos estatales al mismo tiempo.
Greene, logró entrevistarse con Carranza y este reconoció la legalidad de su gobierno. Carlos Greene volvió a su puesto el 31 de diciembre de 1919 y con ello quedó concluido en Tabasco el agitado capítulo de la Revolución y comenzó uno nuevo; la época del garridismo.

#### La rebelión delahuertista
A mediados de diciembre de 1923, los generales Carlos Greene, Fernando Segovia, José Lozano y Eustorgio Vidal, se levantaron en armas contra el gobernador de Tabasco, Tomás Garrido Canabal y en favor de la candidatura presidencial de Adolfo de la Huerta. Los delahuertistas tabasqueños tomaron la capital del estado, nombrando como gobernador a Manuel Antonio Romero. Adolfo de la Huerta viajó a Tabasco y trasladó "su gobierno" al puerto de Frontera al que nombró el 20 de febrero "Capital de México", sin embargo, tuvo que salir de Tabasco hacia Estados Unidos. La rebelión terminó con el triunfo de los obregonistas y el regreso de Garrido al poder.

#### El garridismo

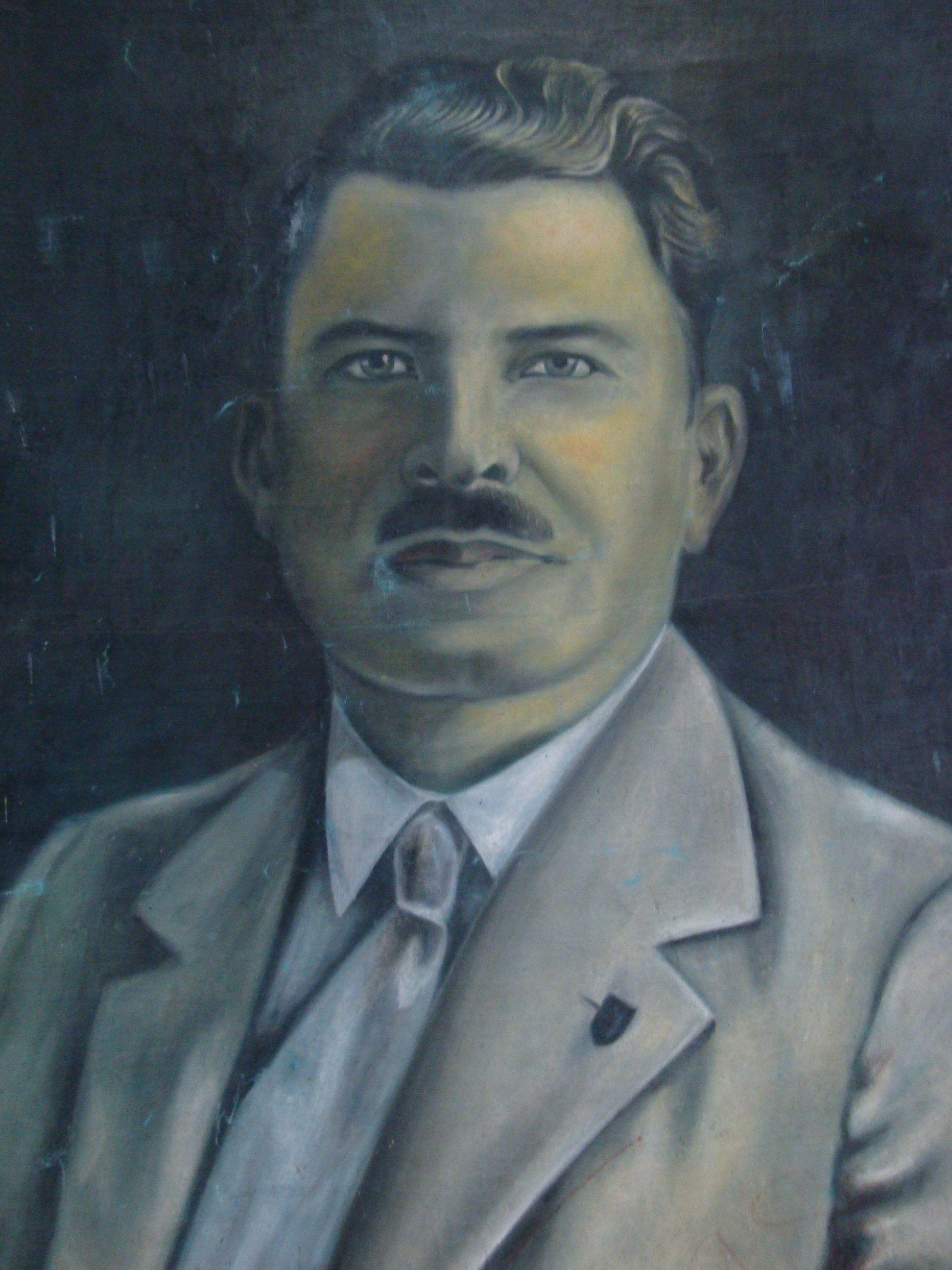
Tomás Garrido Canabal conocido también como el "Sagitario rojo.

Esta época inicia en 1919 con la llegada al poder de Tomás Garrido Canabal y,culmina en 1934 en que deja el gobierno después de su tercer período.
Esta época se caracterizó por la forma dura y arbitraria en que Garrido ejerció el poder político en el estado, las directrices de su gobierno fueron: el apoyo al campo y a los obreros, su lucha contra el clero y la erradicación de los vicios, principalmente el alcoholismo.
En su lucha religiosa, Garrido se propuso desfanatizar al pueblo, erradicando la religión, para esto, los templos fueron derribados y convertidos en escuelas o cuarteles, los sacerdotes expulsados, las imágenes incineradas, los hogares allanados con órdenes de incautar todos los objetos y símbolos religiosos (libros, imágenes, medallas, etc.), prohibió las celebraciones religiosas y las cruces sobre las tumbas, las fiestas religiosas fueron sustituidas por ferias regionales y se cambiaron los nombres de todas las rancherías, pueblos, villas y ciudades que llevaran nombres religiosos. De hecho, el culto religioso prácticamente desapareció en Tabasco, durante esta época.

#### Época contemporánea
El 1 de julio de 1935 el Congreso de la Unión declara la desaparición de poderes en el estado, debido al desorden social ocasionado por las protestas de los enemigos del exgobernador Tomás Garrido y del gobernador Manuel Lastra Ortiz, unidas a las diferencias del Presidente Lázaro Cárdenas y seguidores de Plutarco Elías Calles, por lo que el Congreso de la Unión, nombra gobernador interino a Áureo L. Calles.
Entre 1940 y 1960, se desmontan grandes cantidades de selva para crear el "Complejo Agroindustrial de la Chontalpa", y Petróleos Mexicanos, anuncia el descubrimiento de importantes yacimientos petroleros en los municipios de Huimanguillo y Macuspana. En la década de 1950 se inaugura el Ferrocarril del Sureste, comunicando al estado con el sistema ferroviario nacional, y en 1959 el Instituto Juárez se transforma en Universidad Juárez Autónoma de Tabasco.
A principio de la década de 1960, el presidente Adolfo López Mateos inaugura la carretera federal n.º 180, Coatzacoalcos-Villahermosa, con lo que la capital tabasqueña queda por fin comunicada por vía terrestre con el centro y norte del país.
En la década de 1970 Petróleos Mexicanos anuncia el descubrimiento de yacimientos supergigantes en los municipios de Centro, Cunduacán, Nacajuca, Cárdenas, Huimanguillo, Comalcalco y Macuspana, lo que desata el llamado «boom petrolero» en la entidad, con la llegada de miles de personas y cientos de empresas relacionadas con la actividad petrolera.
En 1979 se construye el nuevo Aeropuerto Internacional Carlos Rovirosa Pérez en Villahermosa, y en 1982 se inaugura el desarrollo urbano Tabasco 2000, con lo que se inicia el desarrollo urbanístico en la capital del estado. Ese mismo año, inicia operaciones el puerto de altura de Dos Bocas.
Entre 1985 y 1988 se inaugura la biblioteca pública José María Pino Suárez, así como los puentes: Frontera, Balancán, Jonuta, José Colomo, Provincia, Pitahaya, Jalapita, Barra de Panteones y San Pedro, con lo que el estado queda totalmente comunicado por tierra.
En 2007, debido al desagüe de la presa peñitas en Chiapas y un tapón creado por los vientos en la desembocadura de varios ríos, se originó una gran inundación, la cual afectó a varias zonas tanto de Chiapas como Tabasco. 
En 2008 concluyó la construcción de la carretera internacional Tenosique - El Ceibo - Tikal y el 27 de octubre de 2009, los Presidentes de México, Felipe Calderón Hinojosa y de Guatemala, Álvaro Colom Caballeros inauguraron el puerto fronterizo de El Ceibo, Tenosique, abriendo el cuarto cruce internacional entre estos dos países. En 2018 asumió la presidencia de la República Andrés Manuel López Obrador, convirtiéndose en el primer mandatario nacido en Tabasco.

## Geografía

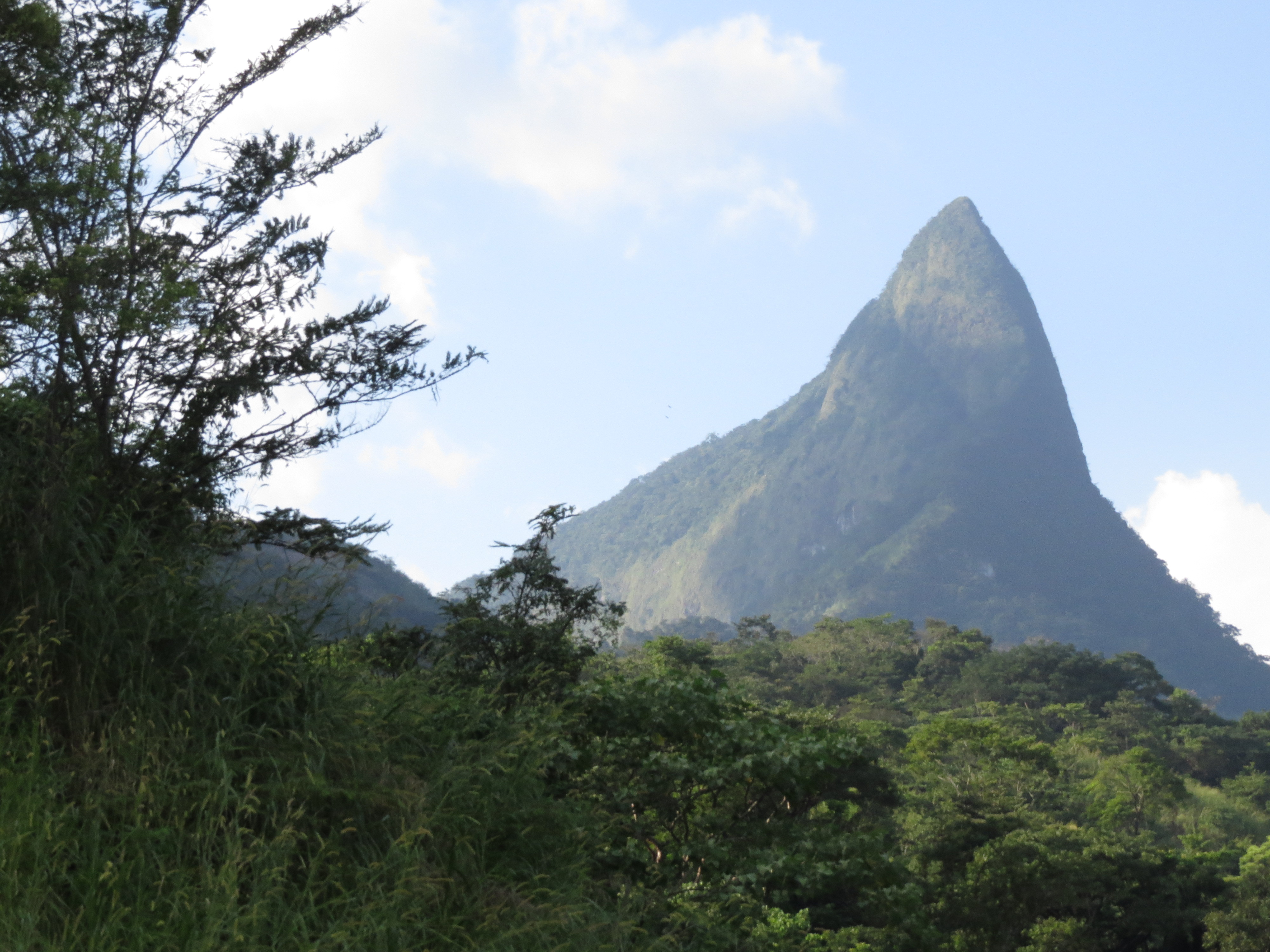
Cerro Mono Pelado en el municipio de Huimanguillo con 1 000 m de altura es el punto más alto de Tabasco.

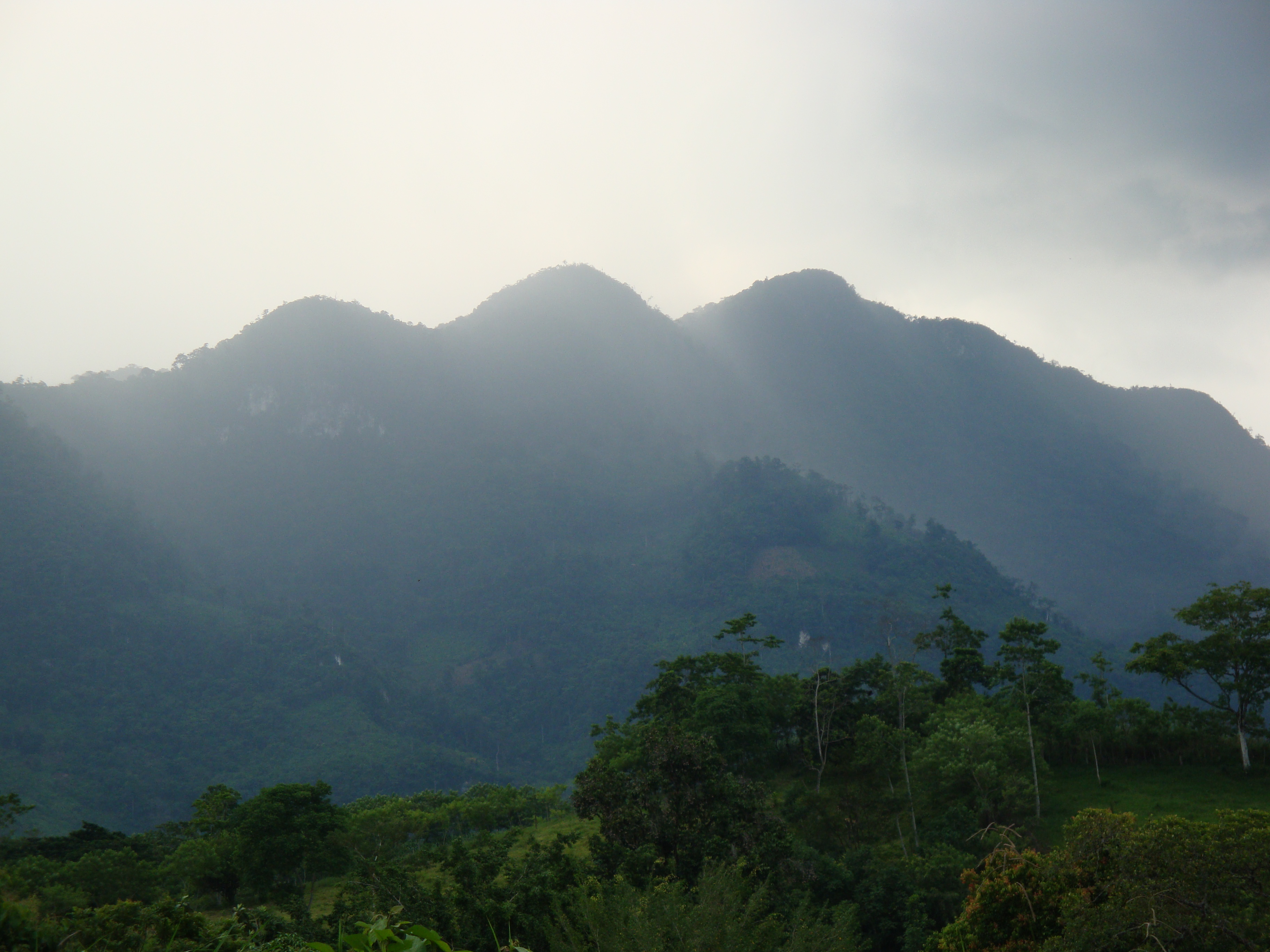
Cerro El Madrigal, en la reserva ecológica Sierra de Tabasco, en Tacotalpa.

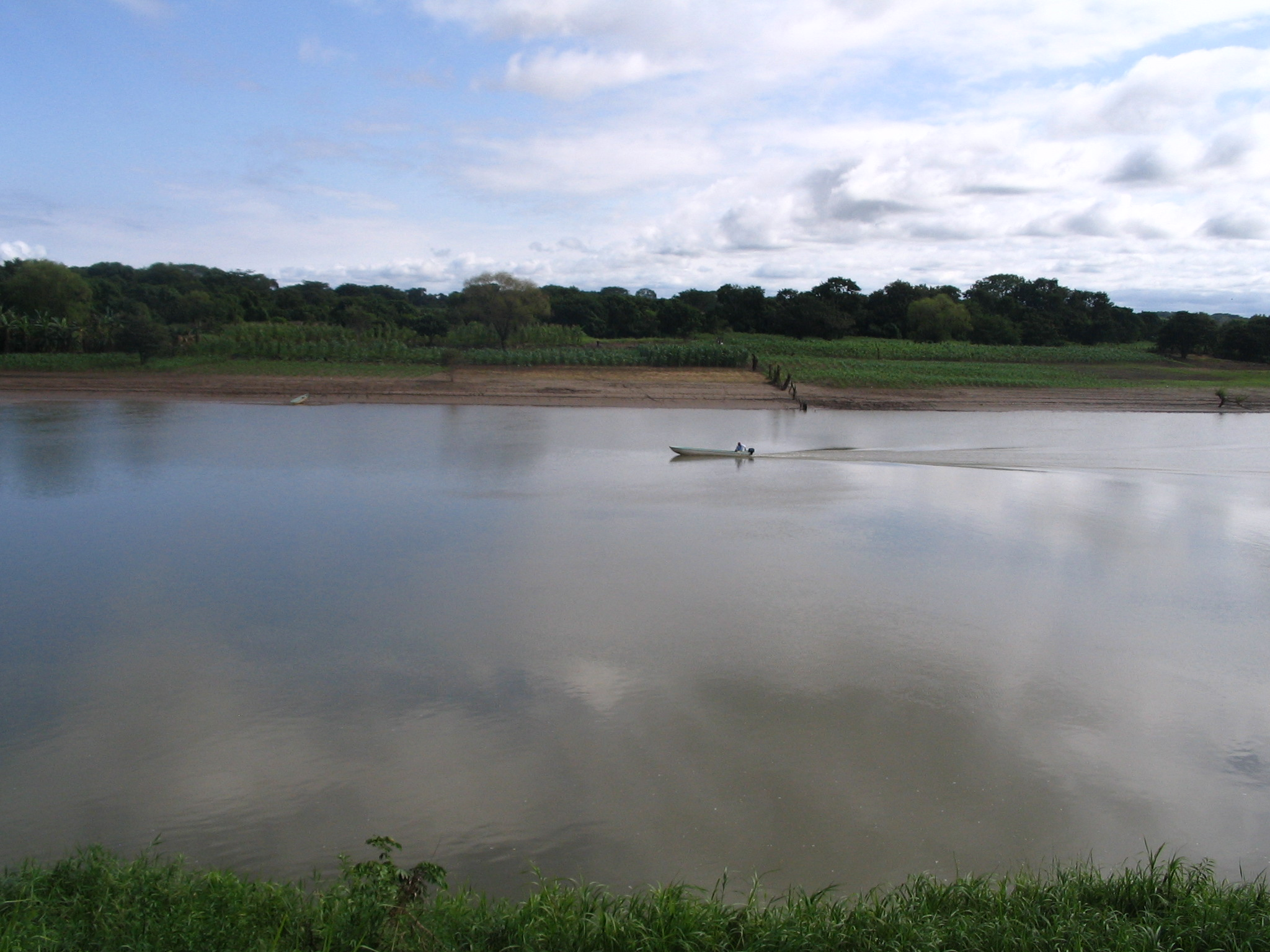
El río Usumacinta, el más caudaloso de México, a su paso por el municipio de Balancán.

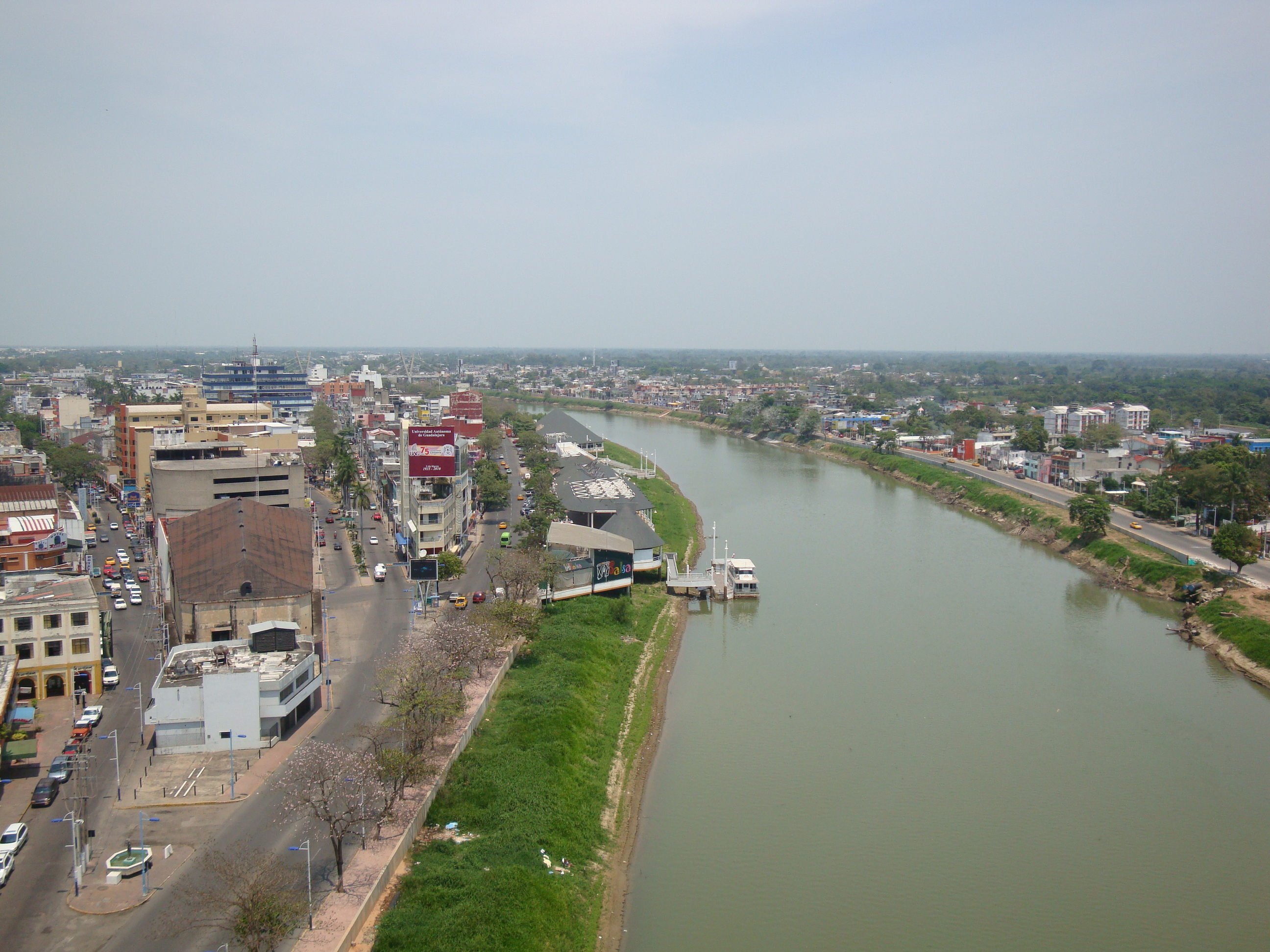
El río Grijalva a su paso por la ciudad de Villahermosa.

El estado se localiza al sureste de México y se extiende por la llanura costera del golfo de México, con su porción meridional sobre la sierra del norte de Chiapas. El estado de Tabasco se encuentra formado por llanuras bajas y húmedas de origen aluvial, efecto de la acción de los ríos; en la zona de la Chontalpa y parte de los municipios de Centla y Jonuta, existen depresiones pantanosas e inundables, tanto por las avenidas de los ríos como por las aguas que atraen perturbaciones ciclónicas y abundantes lluvias.

### Orografía
La mayor parte del territorio es una planicie que se extiende a la vista, sin obstáculo alguno, hasta el horizonte, y las pocas elevaciones existentes, no sobrepasan los 30 m de altura. Existen al Sur en los municipios de Huimanguillo, Tenosique, Tacotalpa y Teapa algunas elevaciones que forman parte de las estribaciones de la Sierra Madre del Sur, y que son conocidas como Sierra de Huimanguillo, Sierra Madrigal, Sierra Poaná y Sierra de Tapijulapa, las cuales forman la sierra de Tabasco. Entre los cerros más importantes se encuentran: El Mono Pelado, (que con sus 1000 m s. n. m. es la máxima altura del estado), La Pava, y La Copa en Huimanguillo; El Madrigal, que tiene aproximadamente 900 m s. n. m.; La Campana, La Corona y Poaná, en Tacotalpa; Coconá en Teapa, y El Tortuguero en Macuspana.

### Hidrografía
Una tercera parte del agua dulce de México, está en Tabasco. El sistema fluvial se constituye con los caudales del río Usumacinta, que es el más grande y caudaloso de la República, y el río Grijalva el segundo por su caudal, con numerosos afluentes que desembocan en el Golfo de México. También está el río de la Sierra, que se forma por los caudales de los ríos Amatán y Oxolotán que bajan de la sierra de Chiapas y que se une al Grijalva poco antes de llegar a la ciudad de Villahermosa.
Por el municipio de Tenosique, entra a México el río San Pedro Mártir, que proviene del Petén, Guatemala y se interna a territorio mexicano desplazándose hacia el norte hacia el vecino municipio de Balancán, donde se une al río Usumacinta. Después, se separa de este y se convierte en el río San Pedro, el cual sirve de límite entre los estados de Tabasco y Campeche y desemboca en el golfo de México.
Solo quedan fuera de este sistema el río Tonalá y el Tancochapa o Pedregal, que sirve de límite entre Tabasco y Veracruz, al oeste de Huimanguillo; los pequeños ríos de la Chontalpa como el Blasillo, que se alimentan de excesos de aguas de lluvias acumuladas en los popales (pantanos) y el río González, brazo desprendido del Mezcalapa a fines del siglo XIX, que desemboca al mar por la barra de Chiltepec.
A los numerosos ríos, riachuelos y arroyos que cruzan en todos los sentidos al estado de Tabasco, se añaden algunas lagunas costeras, y un número elevado de lagunas diseminadas en su territorio, destacándose los sistemas lagunares de El Carmen, Pajonal, La Machona y Mecoacán.
Los Pantanos de Centla son un conjunto de tierras bajas y humedales, declarada como área protegida con categoría de Reserva de la Biosfera; cuenta con una extensión de 302 000 hectáreas y es el humedal más extenso de Norteamérica.
La disponibilidad de agua se basa en las cuencas bajas de los ríos Usumacinta y Grijalva; estas cuencas acumulan el agua de innumerables corrientes y se descargan al mar en forma conjunta.
El volumen medio anual es de 125 000 millones de metros cúbicos, que representan el 35% de las corrientes del país y forman un amplio cauce que inunda grandes áreas y origina en las zonas bajas numerosas lagunas de poca profundidad. En los meses de septiembre y noviembre se alcanza los máximos niveles de agua causando inundaciones.

### Clima
La ubicación de Tabasco en la zona tropical, su escasa elevación con respecto al nivel del mar y su cercanía con el golfo de México a lo largo de 191 km de costa, determinan el desarrollo de climas cálidos con influencia marítima. El clima tropical húmedo es una característica muy singular de la región, con temperaturas que van de los 15 °C en los meses más fríos (enero y diciembre) hasta 44 °C en los más calurosos; la temperatura promedio es de 26 °C, la cual en razón de la escasa altura con relación al nivel del mar permanece constante.

### Fauna y flora
El inventario de fauna silvestre existente en Tabasco está formado por un total de 2042 especies, de las cuales 1222 son especies de invertebrados y 820 especies de vertebrados, estos últimos, están conformados por 500 especies de aves, 113 de mamíferos, 98 de peces, 85 de reptiles y 24 de anfibios. En la entidad está representada el 47% de las especies de aves que habitan en México, el 42% de los mamíferos voladores del País, así como el 23% por ciento de las especies de vertebrados existentes en el territorio nacional. Del total de especies, 241 se encuentran catalogadas como amenazadas, en peligro de extinción o sujetas a protección especial.

Fauna de Tabasco
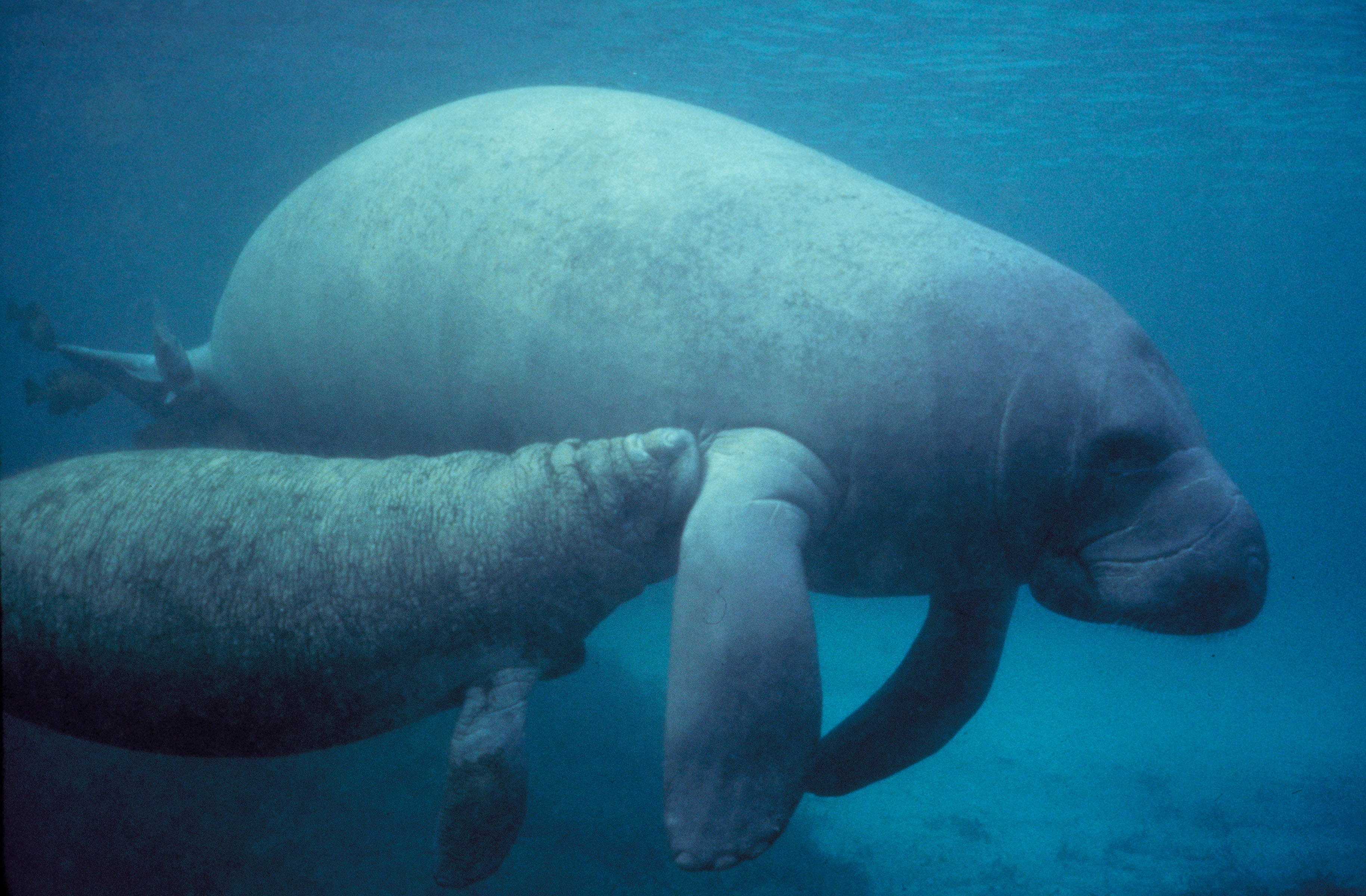
Manatí
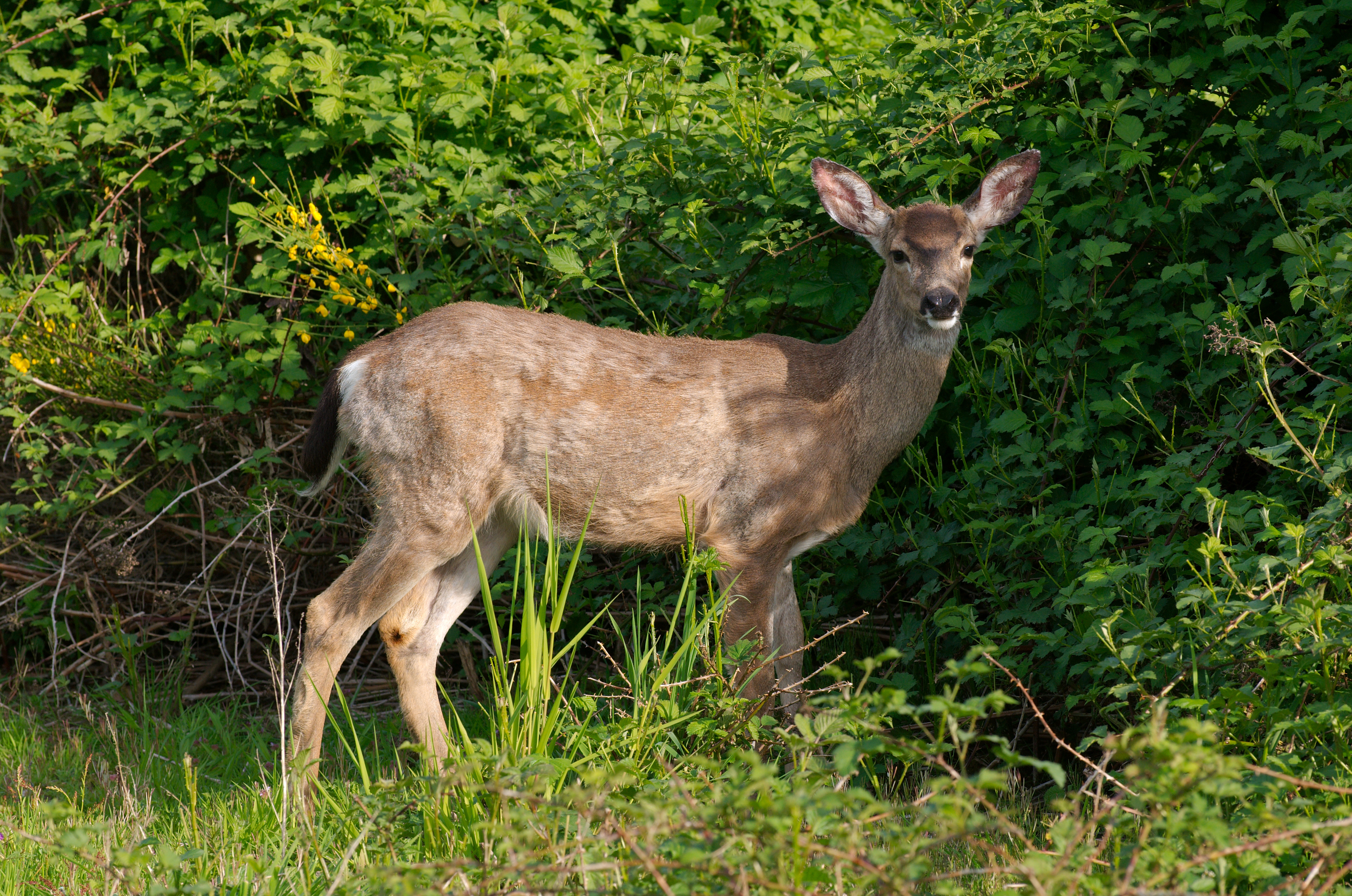
Venado cola blanca
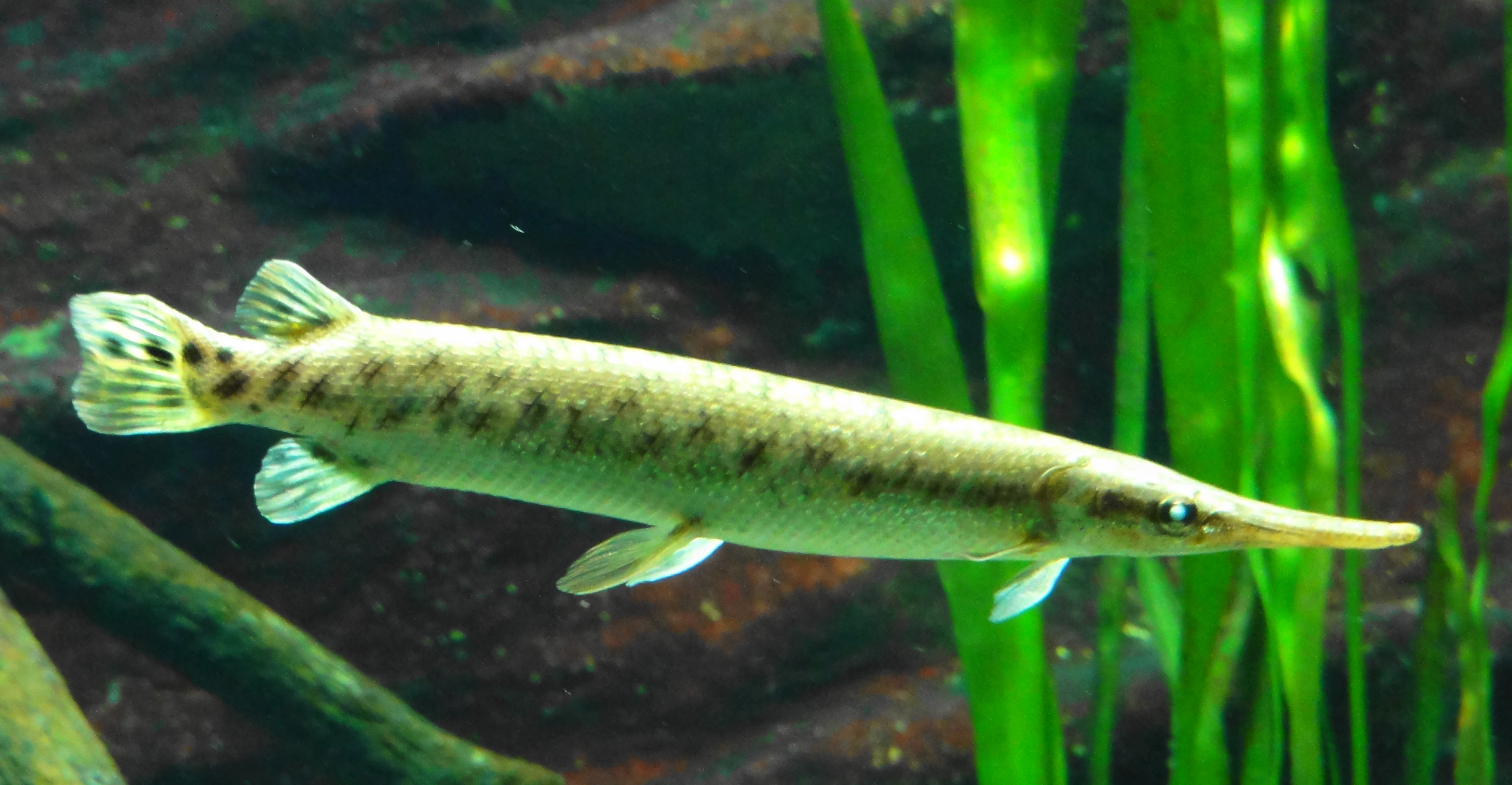
Pejelagarto
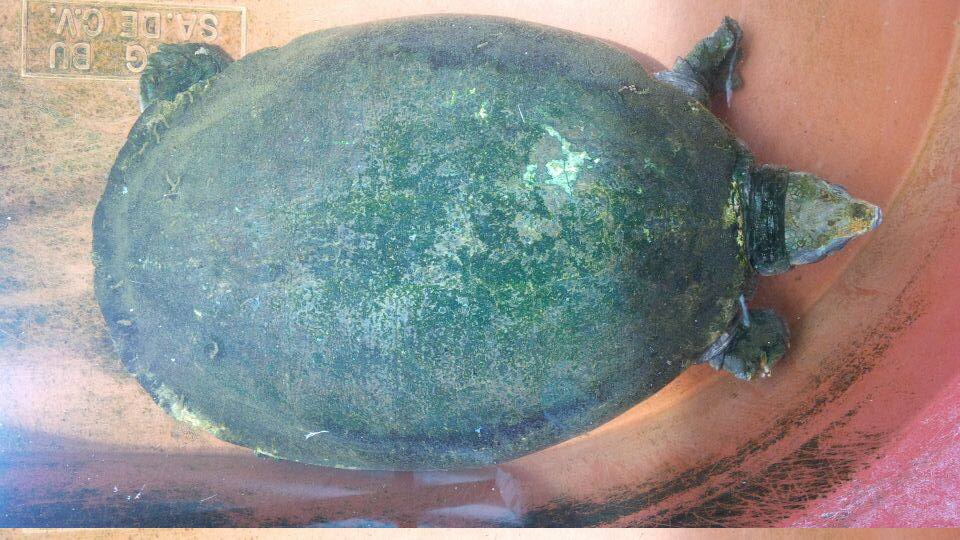
Tortuga blanca
Jaguar
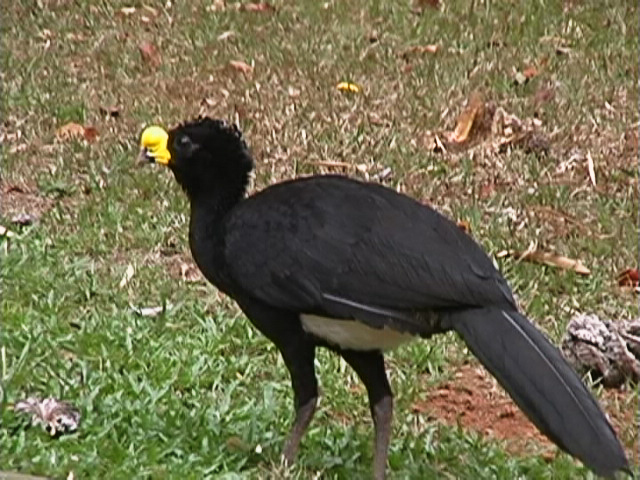
Hocofaisán
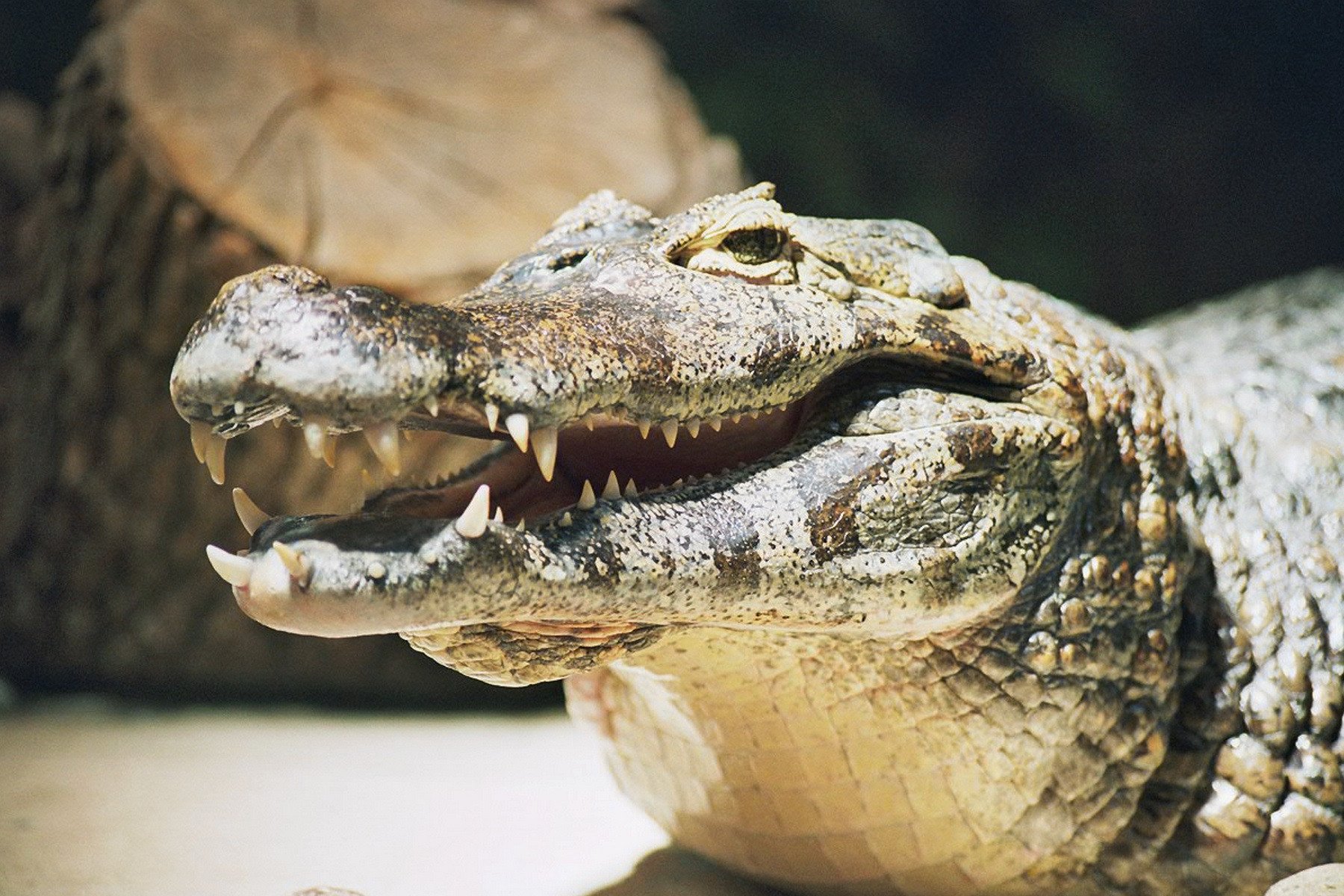
Cocodrilo
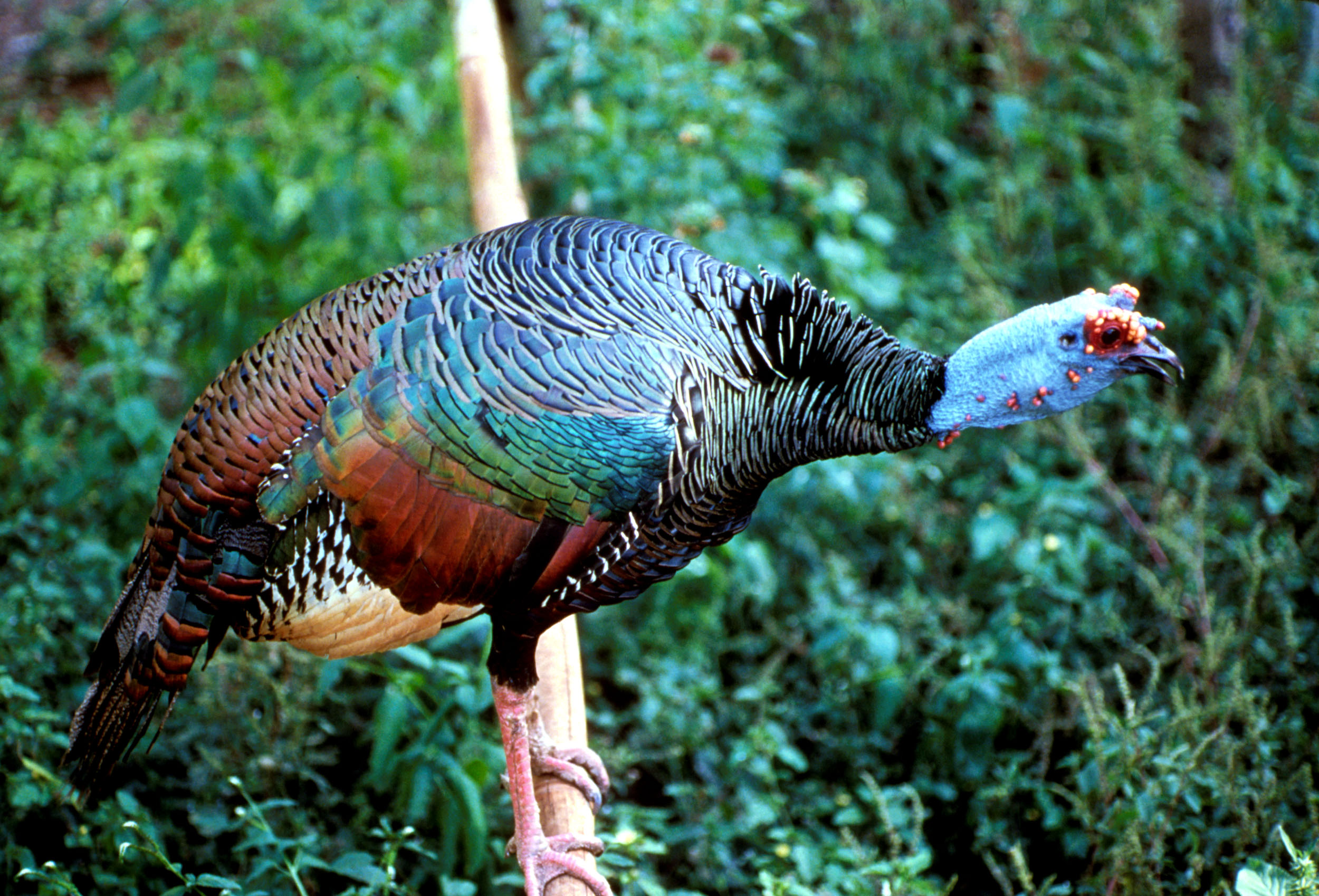
Pavo ocelado
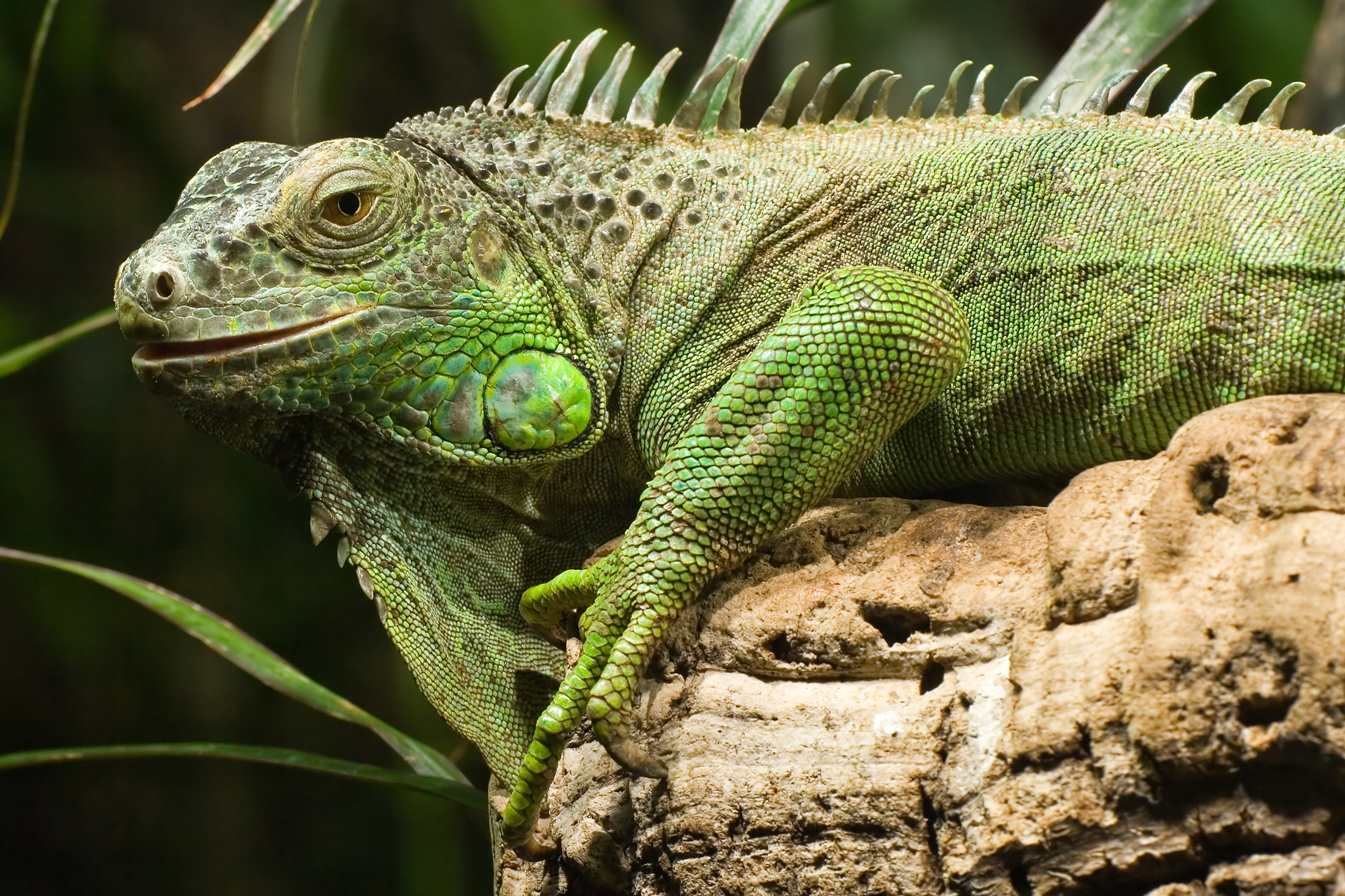
Iguana
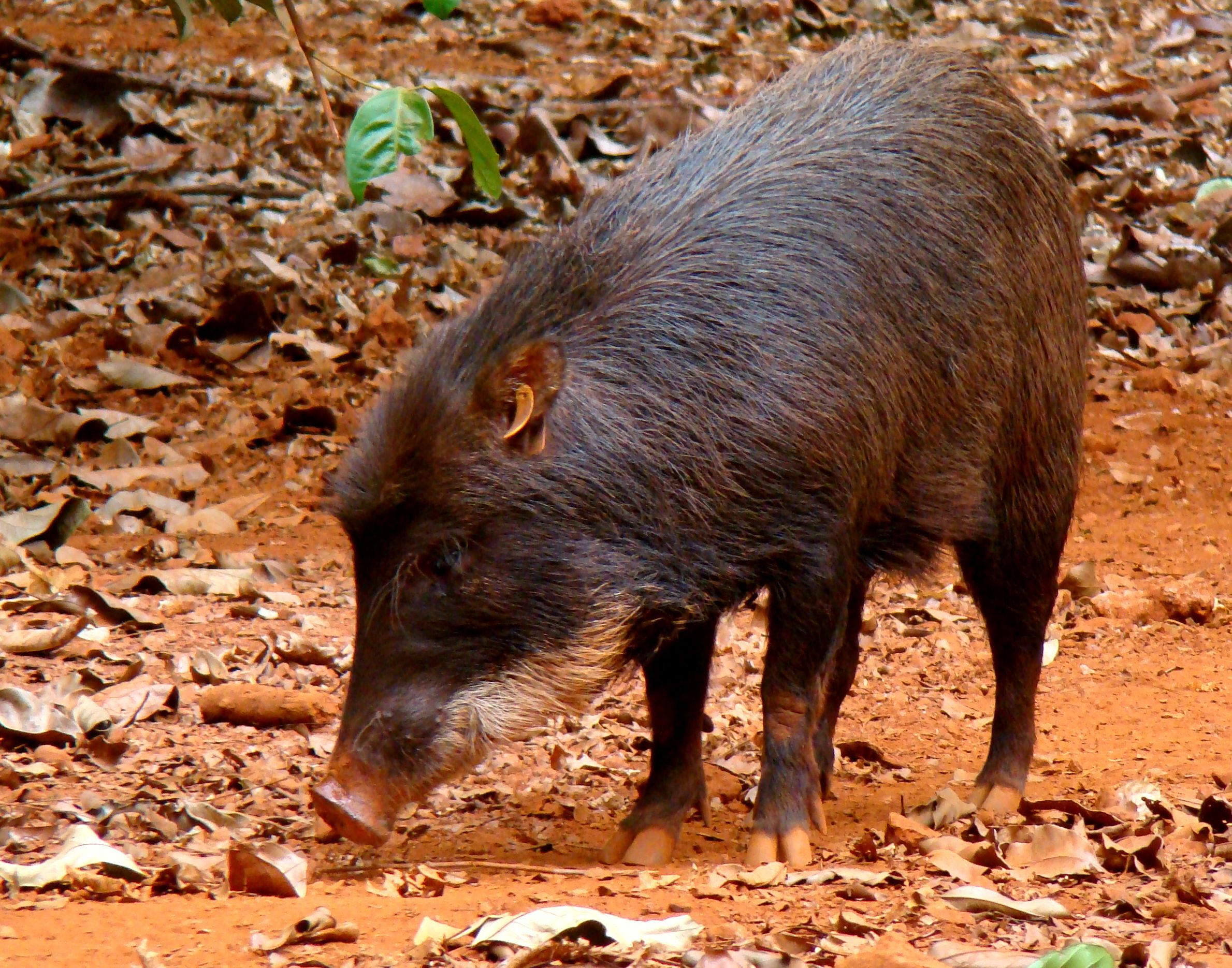
Pecarí
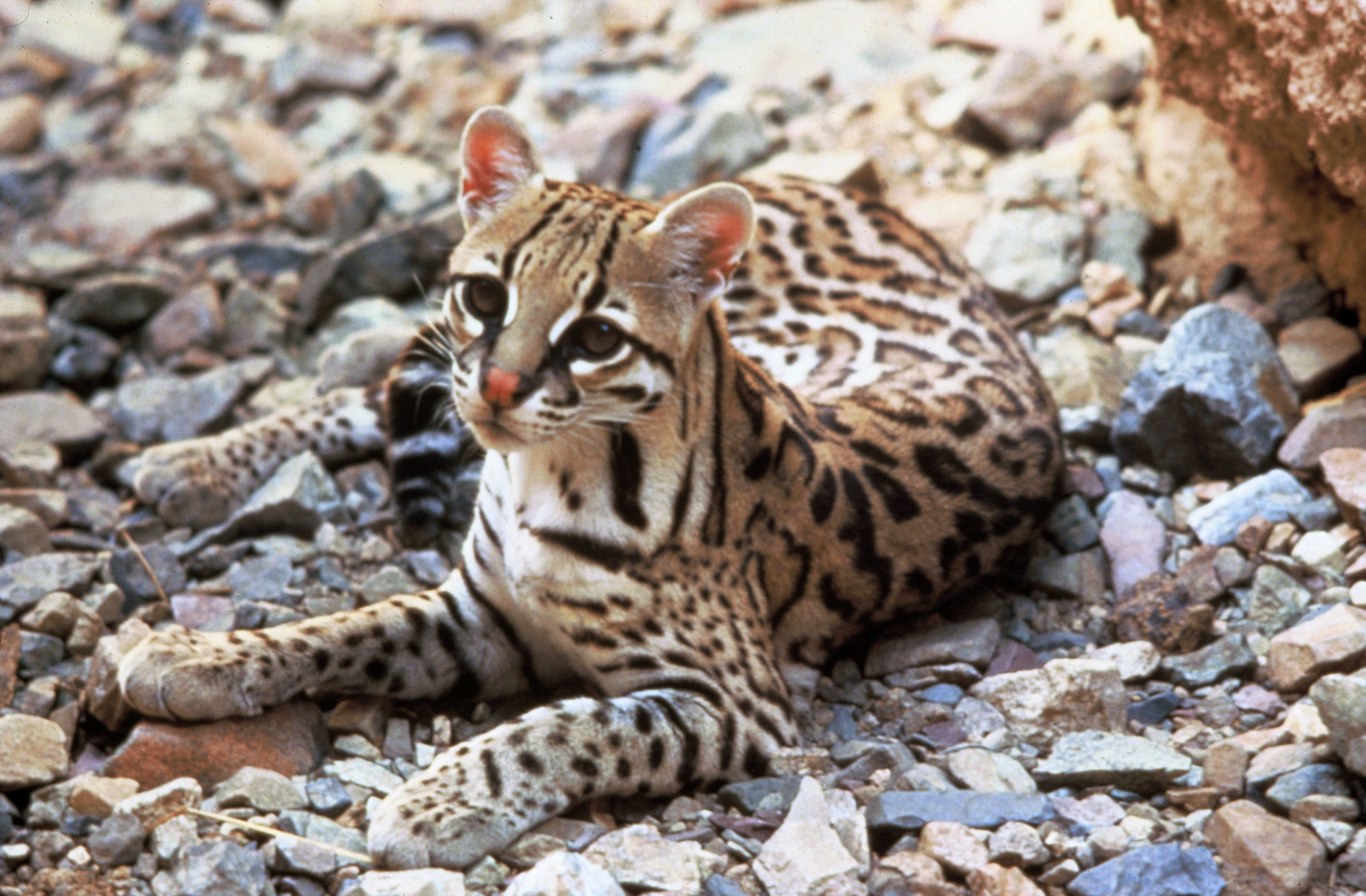
Ocelote
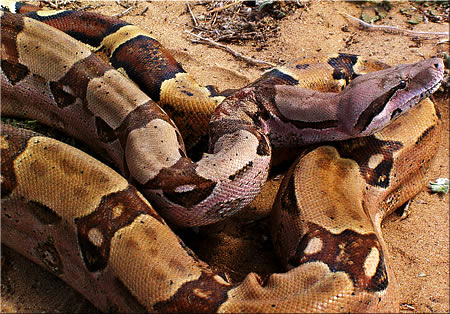
Boa constrictor

En lo referente a la flora, en el estado, se encuentran catalogadas un total de 2208 especies, de las cuales 100 especies entre plantas y árboles se encuentran en riesgo o amenazadas.

Flora de Tabasco
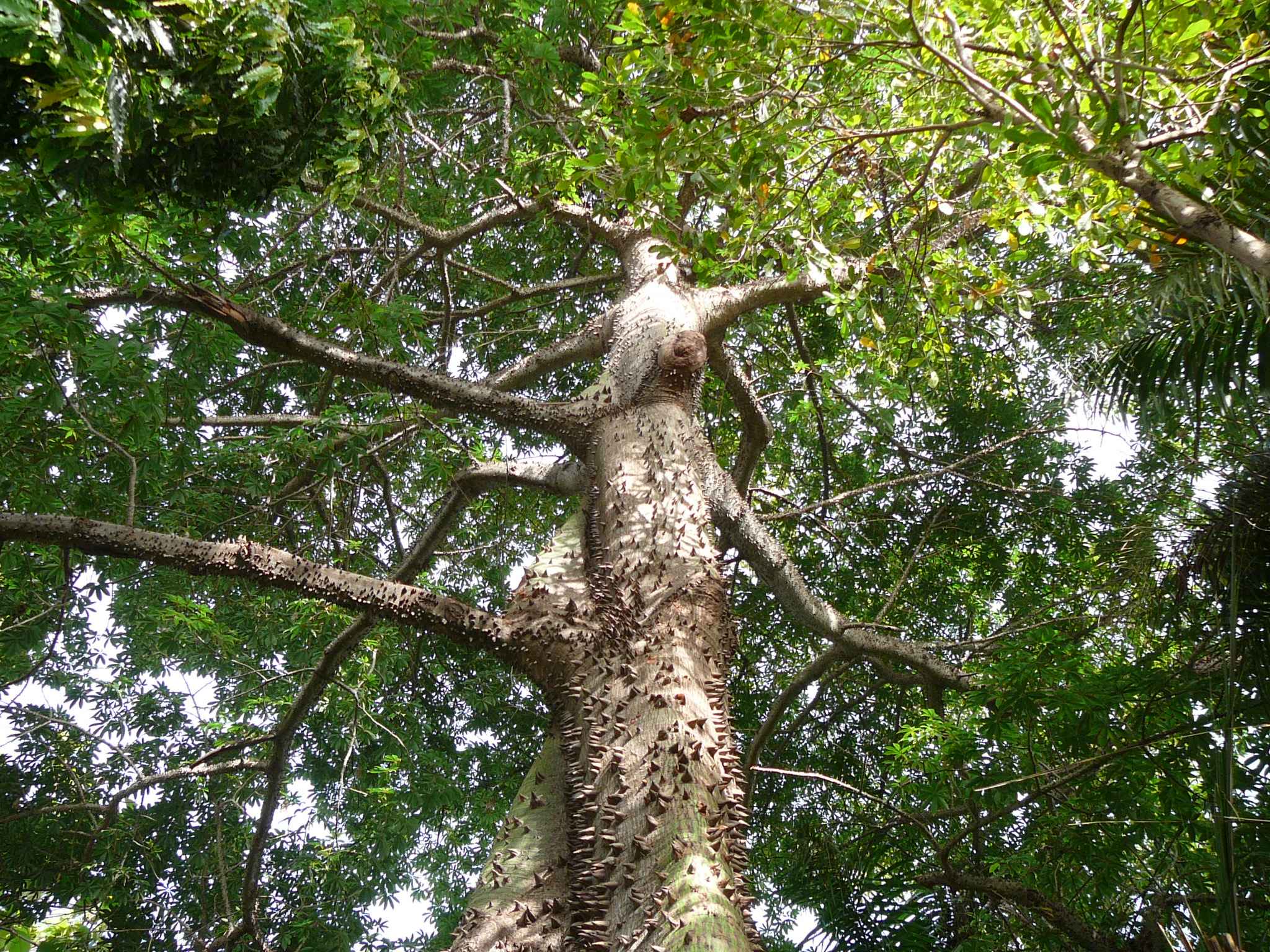
Ceiba
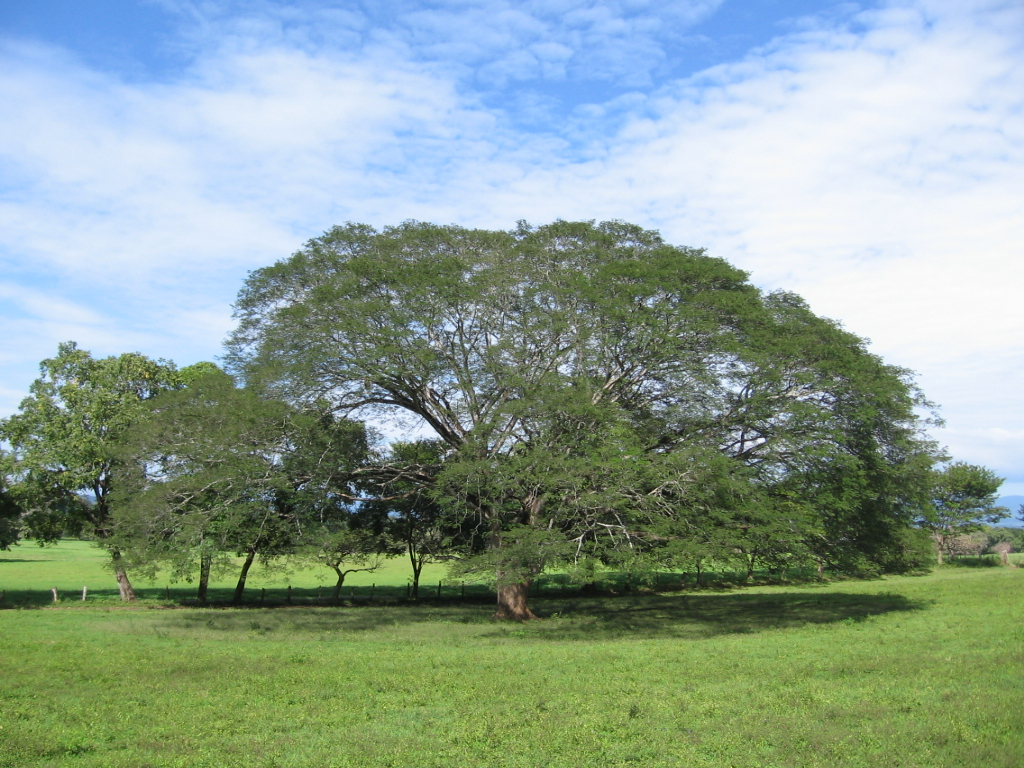
Guanacaste
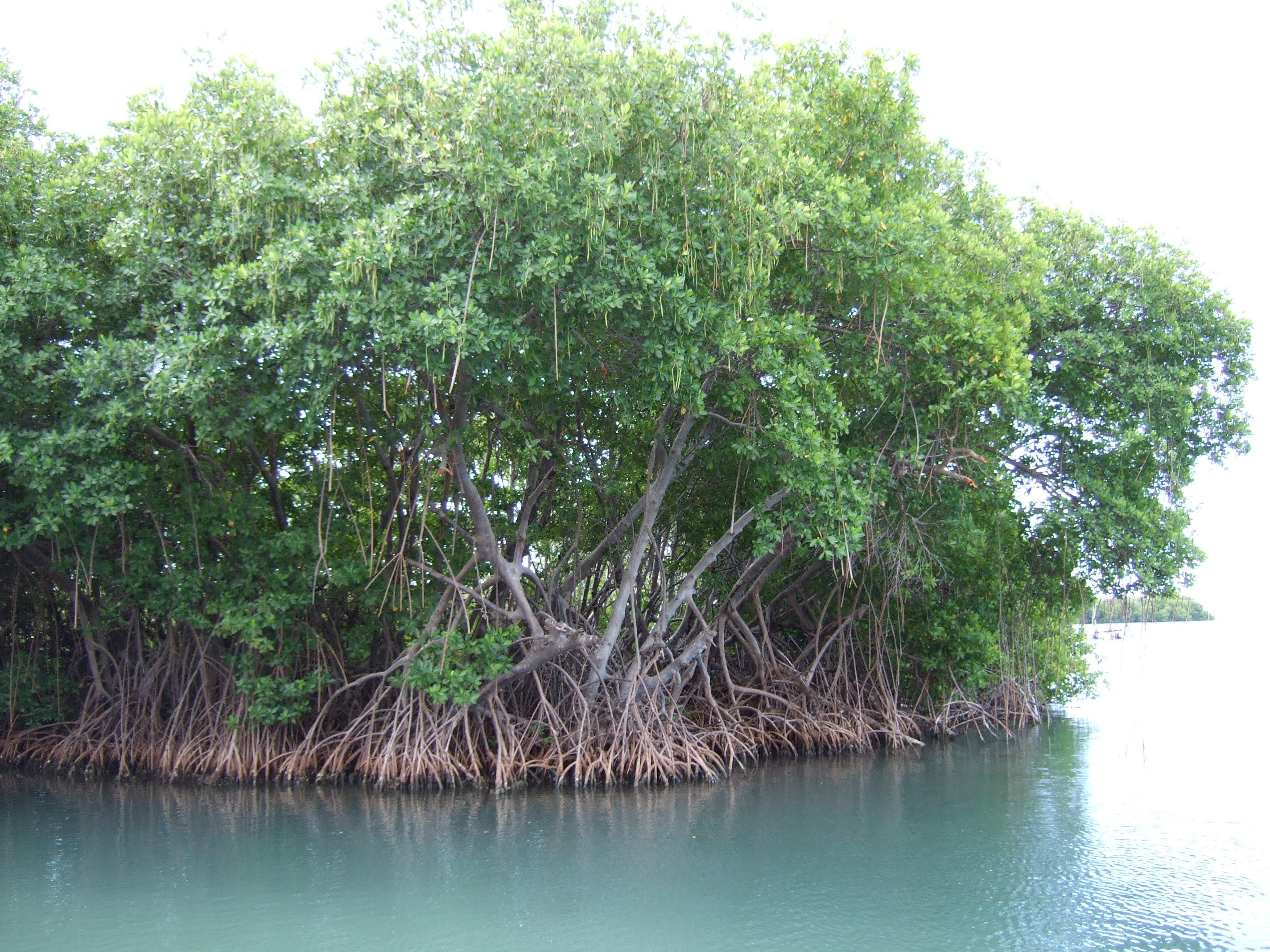
Mangle
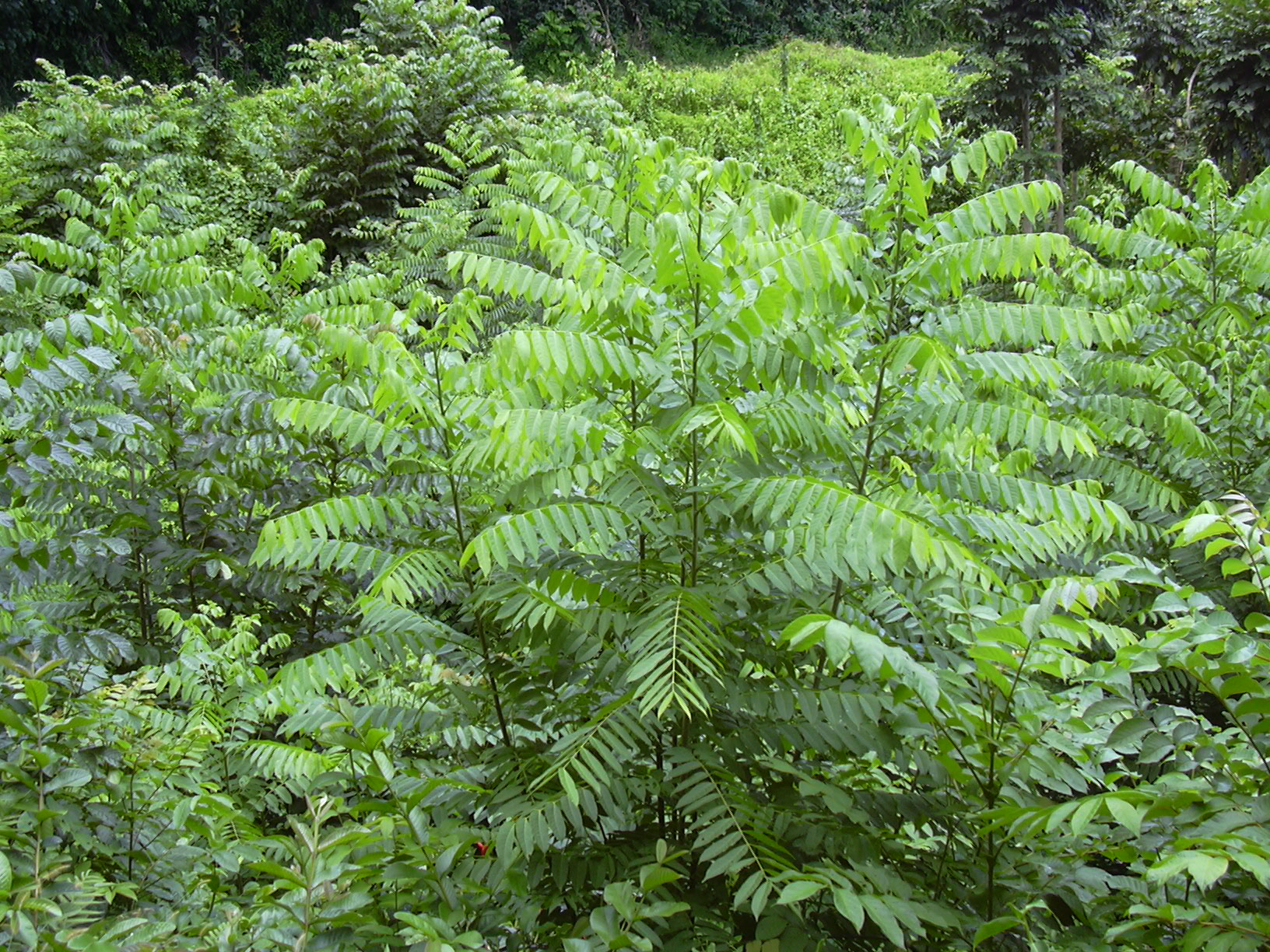
Cedro
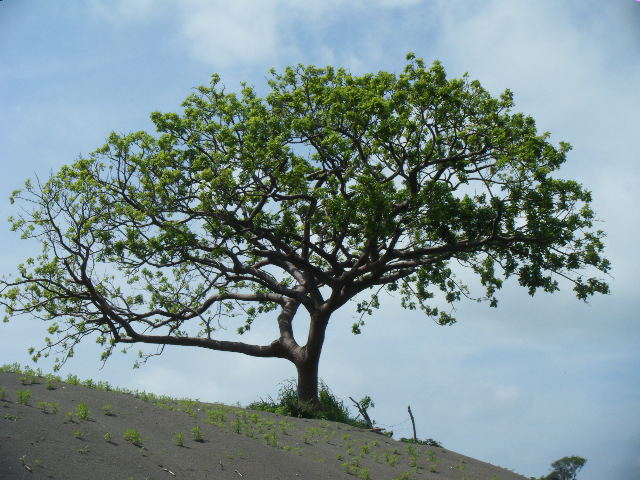
Palo mulato
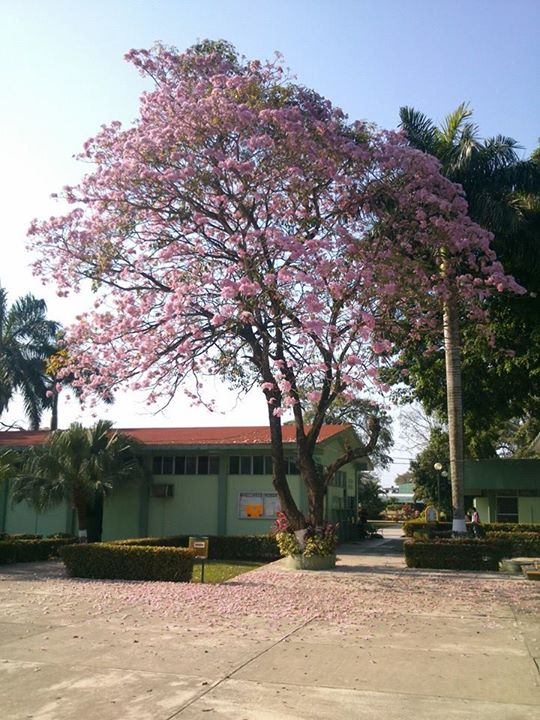
Macuilís

### Ecosistemas
En Tabasco, existen varios ecosistemas en los que habitan una gran cantidad de especies entre aves, mamíferos y reptiles. Enseguida, una descripción resumida de la flora y fauna de cada uno.

#### Selva lluviosa
Se ubica al sur del estado, y en ella se encuentran: tucanes, guacamayas, papagayos, quetzales, colibríes, loros y pavo de monte; insectos que pertenecen a esta asociación son abejas, avispas, mariposas y hormigas; entre los reptiles están cocodrilo, iguana y el garrobo, así como serpientes: boa, nauyaca y coral de varias clases. El número de mamíferos ha disminuido debido principalmente a la tala de bosques, aunque se pueden encontrar con dificultad el jaguar, el mono saraguato y el ocelote.

#### Acahual
En el acahual, que domina la parte central del estado, habitan: el venado cola blanca, la ardilla, el conejo, la paloma, la chachalaca, el pavo ocelado, el mono araña, el mapache, el armadillo, el jabalí y el puerco espín.

#### Zona pantanosa
En la zona pantanosa, ubicada en el centro y norte del estado, habitan especies de cocodrilo, pejelagarto, tortuga, hicotea, pochitoque, guao, chiquiguao; también hay rana, salamandra, sapo, y, desde luego, un gran número de especies de aves y pájaros: el pijije, el pato, la garza blanca y la garza negra.

#### Zona costera
Finalmente, en la zona costera del norte del estado, habitan la gaviota, el pelicano, el cangrejo, el ostión, la almeja y diversos peces: la mojarra, el róbalo y el pámpano.

#### Selva tropical lluviosa
La selva tropical lluviosa, que cubría originalmente gran parte del estado, ha sido eliminada casi por completo, y quedan reductos en la zona sur del estado, donde se hallan varios tipos de vegetación, como: caoba, cedro, macayo, palma real, corozo, jobo, macuilís, ceiba, laurel de la India, sauce, samán, pitche, tatuán, framboyan, árbol de hule, tinto, barí, árbol de pan y salacia.

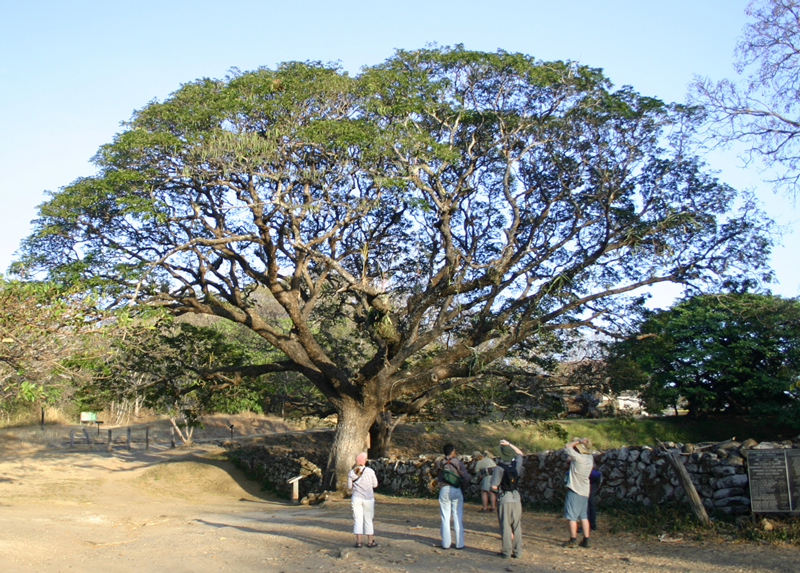
El samán, un árbol representativo de la selva lluviosa de Tabasco.

#### Sabana tropical
En la sabana tropical, ubicada en la parte central del estado, existen diversos árboles y arbustos, como: la palma redonda, el guano largo, el jahuacte, la caña de azúcar, la anona, la guanábana, el bambú, el árbol de papel lija, el cocoyol, la palma tasiste, la palma brahea dulcís, el chakté, el nance, extensos pastizales, el tulipán, bejucos y enredaderas.

#### Selva mediana y baja
En cuanto a la selva mediana y baja, que se extiende del centro hacia el norte del estado y por toda la costa, habitan: el cocotero, el macuilís, el macayo, el palo mulato, la palma real, el guácimo, la ceiba, la acacia, la pimienta Tabasco, el sichi, el tintal, el pitche, el cocohite y el barí.

#### Playas
A lo largo de las playas de Tabasco, existe una zona angosta de asociaciones de plantas bajas. En estas franjas de terreno arenoso, que se construyeron precisamente por la concentración de sal depositada por el viento y las olas del mar, es posible encontrar la uva de playa, el icaco, el amaranto, el don Diego de día, la majahua, el mangle, el sivil, el plátano de occidente, la crucetilla y los juncos.

### Áreas naturales protegidas
Tabasco constituye el 80% del trópico húmedo mexicano, el 53% del agua dulce de la nación, alberga el 23% promedio de la biodiversidad nacional de vertebrados, y cuenta con 50% por ciento de biodiversidad de aves, con 539 especies registradas. En el estado, existen catorce áreas naturales protegidas que, por sus características, se encuentran bajo protección en diferentes modalidades, y representan un total de 414 846.61 hectáreas protegidas en el estado. Las áreas naturales protegidas de competencia federal son tres, y abarcan una superficie de 386 915 hectáreas, mientras que el resto, 27 931.61 hectáreas, corresponden a áreas naturales protegidas de competencia estatal.

#### Reserva de la biósfera Pantanos de Centla

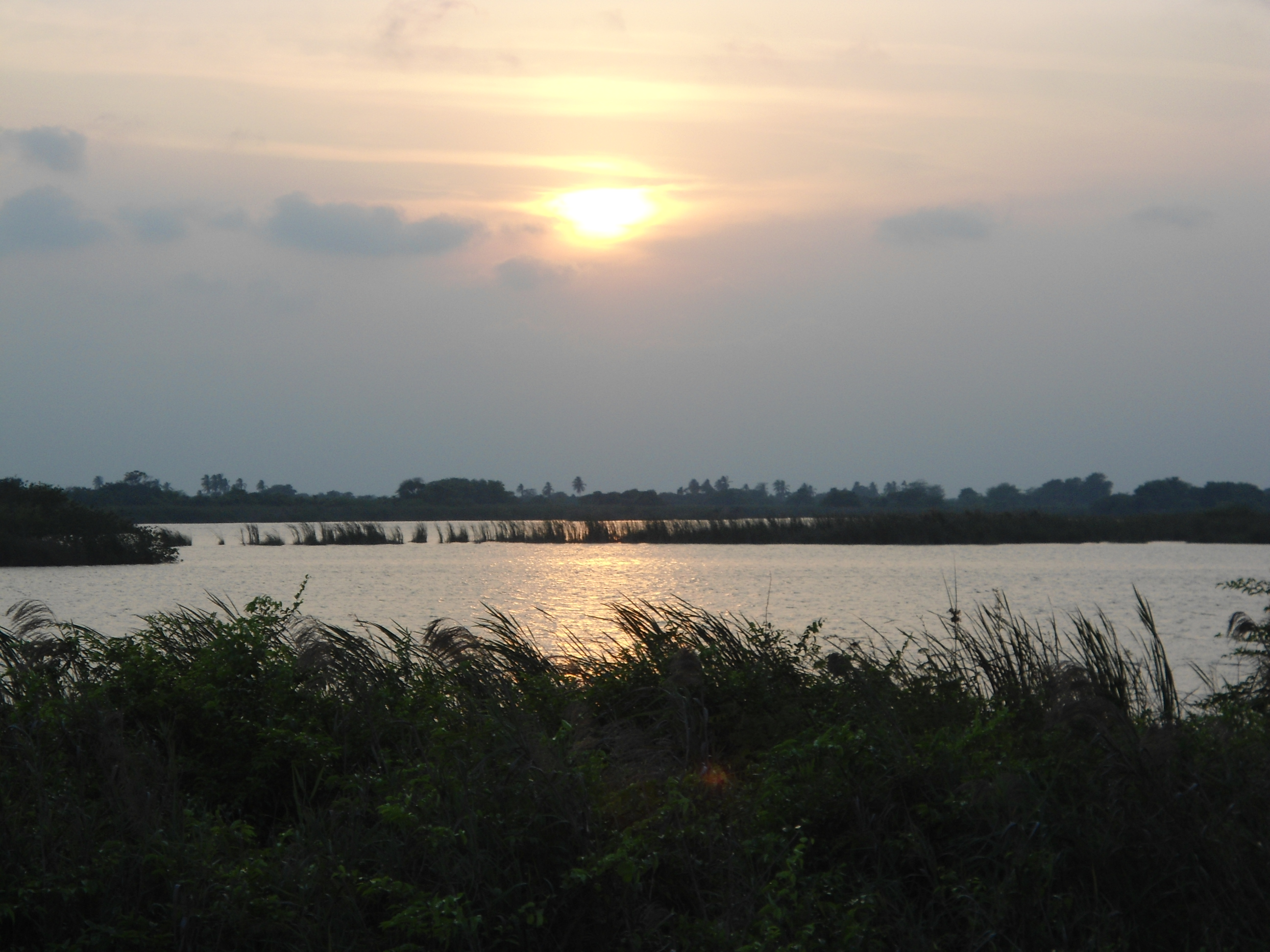
Reserva de la biosfera Pantanos de Centla, al noreste del estado.

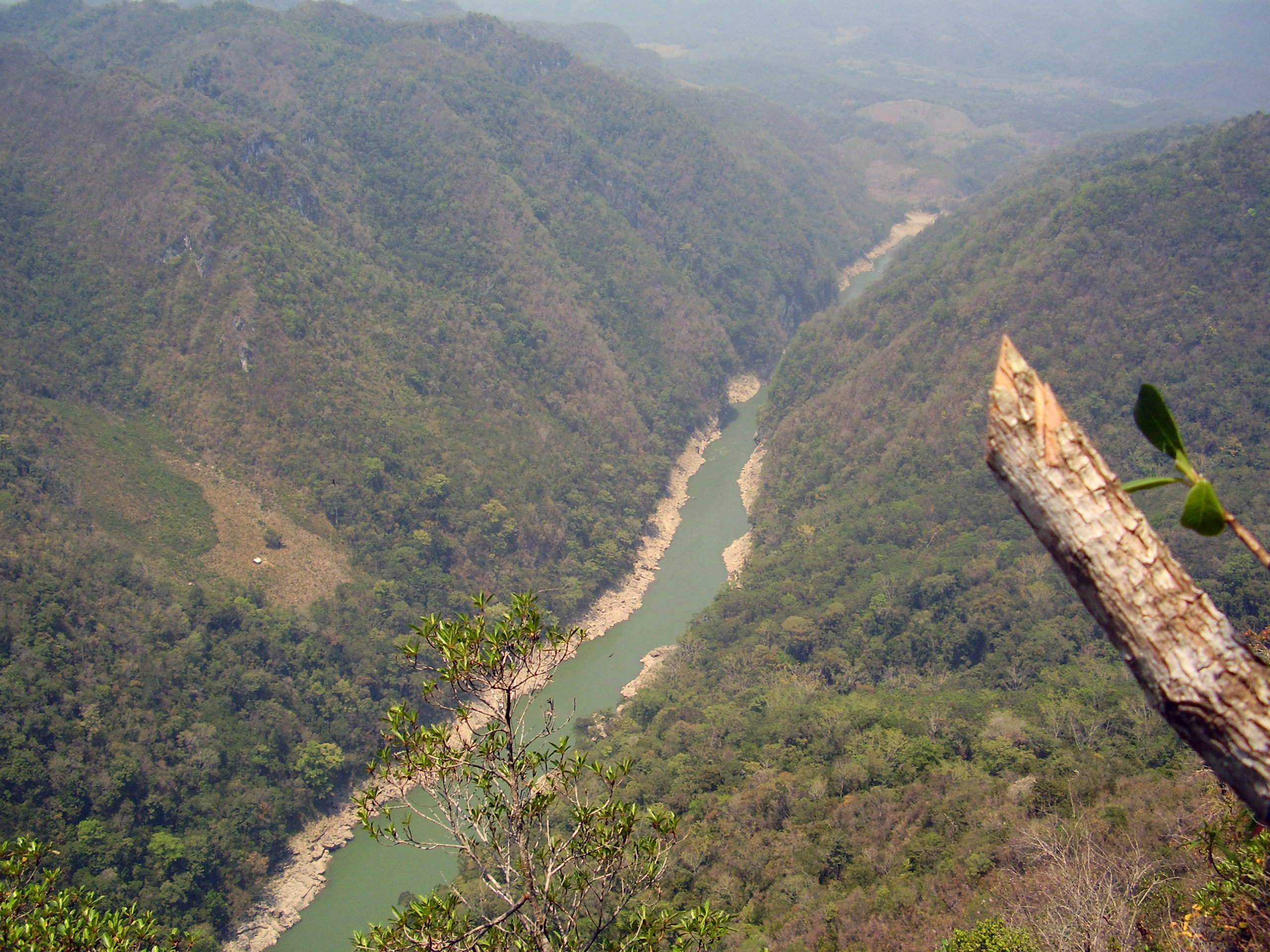
Reserva ecológica Cañón del Usumacinta, en el municipio de Tenosique.

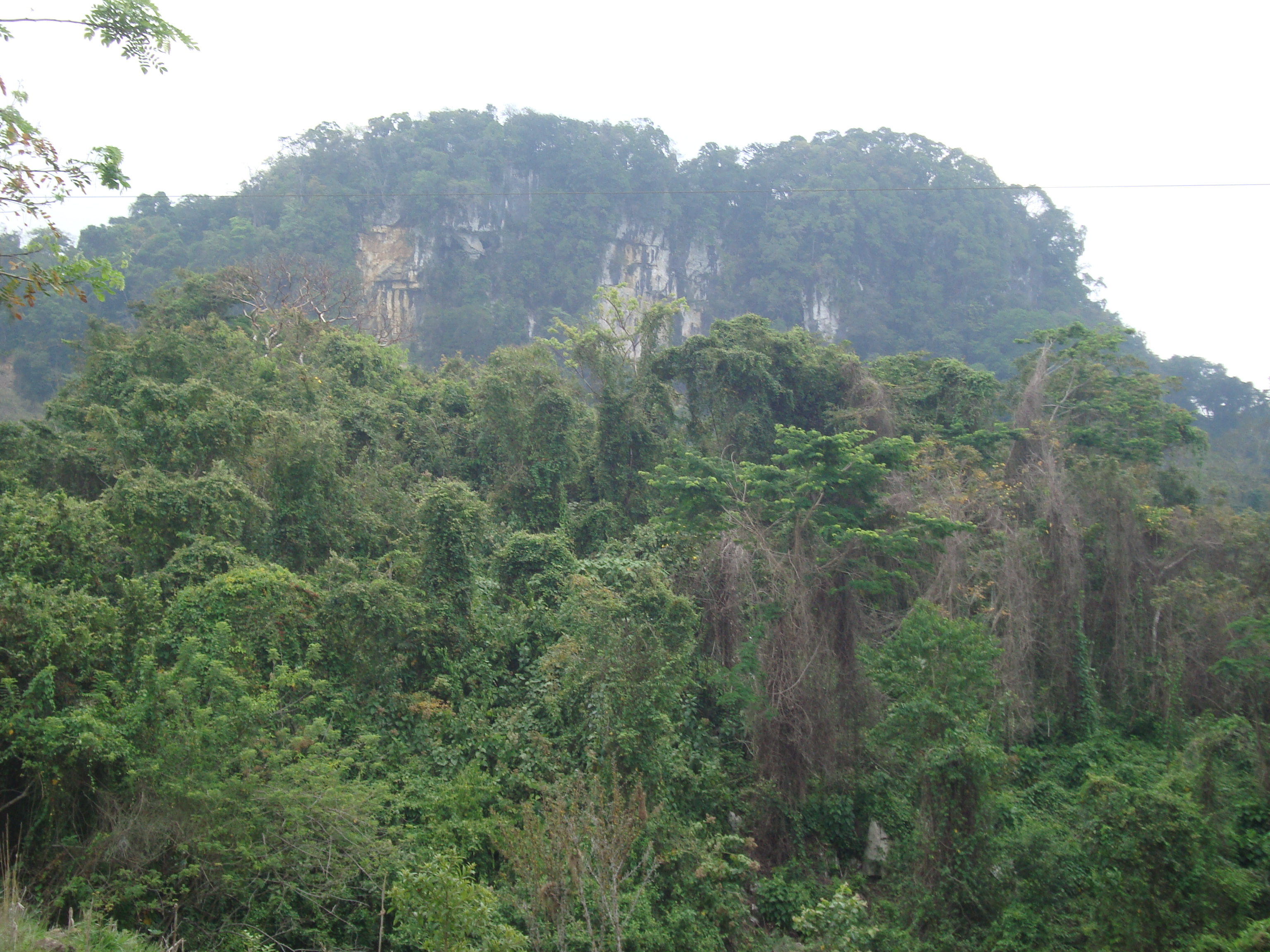
Reserva ecológica Agua Blanca, en el municipio de Macuspana.

Es un área natural protegida de competencia federal. Constituye el humedal más extenso de Mesoamérica y uno de los 15 humedales más importantes del mundo. Es el área natural protegida más grande del estado, tiene una extensión de 302 706 hectáreas y fue decretada como área natural protegida el 6 de agosto de 1992. Abarca parte de los municipios de Centla, Jonuta y Macuspana. La vegetación es principalmente hidrófita, selva mediana y manglar. Cuenta con la estación Tres Brazos y la Casa del Agua, en la que existe un museo interactivo. También se pueden hacer diversas actividades de ecoturismo, como: recorridos en lancha, avistamiento de aves y otros.
La reserva de la biosfera Pantanos de Centla es refugio de diversas especies de aves, mamíferos, peces, reptiles y anfibios consideradas como amenazadas o en peligro de extinción y, debido a su importancia mundial, se encuentran en la lista de lugares que podrían ser nombrados Patrimonio de la Humanidad por la UNESCO.

#### Reserva de la biósfera Wanha'
Decretara el 29 de agosto de 2023, esta Área Natural Protegida de competencia federal, cuenta con una extensión de 38,255 hectráreas en los municipios de Balancán y Tenosique. Protege a los manglares prehistóricos del San Pedro Mártir que datan de hace 125 mil años y son únicos en el mundo ya que se localizan a 120 km de la costa más cercana, cuando el mar llegaba hasta las estribaciones de la Sierra Madre del Sur. Alberga ecosistemas como selvas alta perennifolia, alta o mediana subperennifolia, vegetación hidrófila, que son el hábitat de más de 892 especies de flora y fauna, con una alta diversidad de aves acuáticas en los sitios conocidos como El Santuario de las Garzas y la Laguna Ensenada Grande.
Esta reserva cuenta con la quinta parte de la biodiversidad de Tabasco conformada por 892 especies de las cuales 120 se encuentran amenazadas. Dentro de su polígono se incluyen la Reserva Ecológica Estatal Cascadas de Reforma, así como las zonas arqueológicas de Moral Reforma, Santa Elena y Aguada Fénix.

#### Reserva ecológica Cañón del Usumacinta
Es un área natural protegida de competencia federal. Se localiza en el municipio de Tenosique, y cuenta con una extensión de 45 954 hectáreas. Fue decretada como área natural protegida el 15 de junio del 2005, y su vegetación principal es la selva alta perennifolia. En su interior se encuentran los rápidos del río Usumacinta, así como diversos sitios arqueológicos.

#### Parque Estatal Sierra de Tabasco
Abarca parte de los municipios de Teapa y Tacotalpa, cuenta con una extensión de 15 113.2 hectáreas y fue decretado como área protegida el 24 de febrero de 1988, para salvaguardar uno de los últimos reductos de la selva tabasqueña. La vegetación predominante es la selva alta perennifolia, y en su interior se localizan diversas grutas y centros ecoturísticos en los que se puede practicar el ecoturismo y el turismo de aventura.

#### Reserva Ecológica Cascadas de Reforma
Se localiza en el municipio de Balancán y cuenta con una extensión de 5748.35 hectáreas. Fue decretada como área protegida el 23 de noviembre del 2002, y la vegetación principal consiste en selva mediana de puckte, chicozapote y manglar. En su interior se localizan el centro turístico "Cascadas de Reforma" y varios cuerpos lacustres permanentes y temporales. Localizada a 2 km de las cascadas de Reforma se encuentra la zona arqueológica de Moral-Reforma, donde es posible admirar cinco magníficas estelas mayas, además de cuatro interesantes altares y un juego de pelota.

#### Parque Estatal Agua Blanca
Se ubica en el municipio de Macuspana y su extensión es de 2025 hectáreas. Fue decretada como área protegida el 19 de diciembre de 1987, y su vegetación principal es selva alta y mediana perennifolia. En su interior se localiza el Centro Turístico Cascadas Agua Blanca, que ofrece al visitante cascadas, albercas, asadores, restaurante, sanitarios y estacionamiento. También se pueden recorrer diversas grutas.

#### Área Natural Protegida Yumká

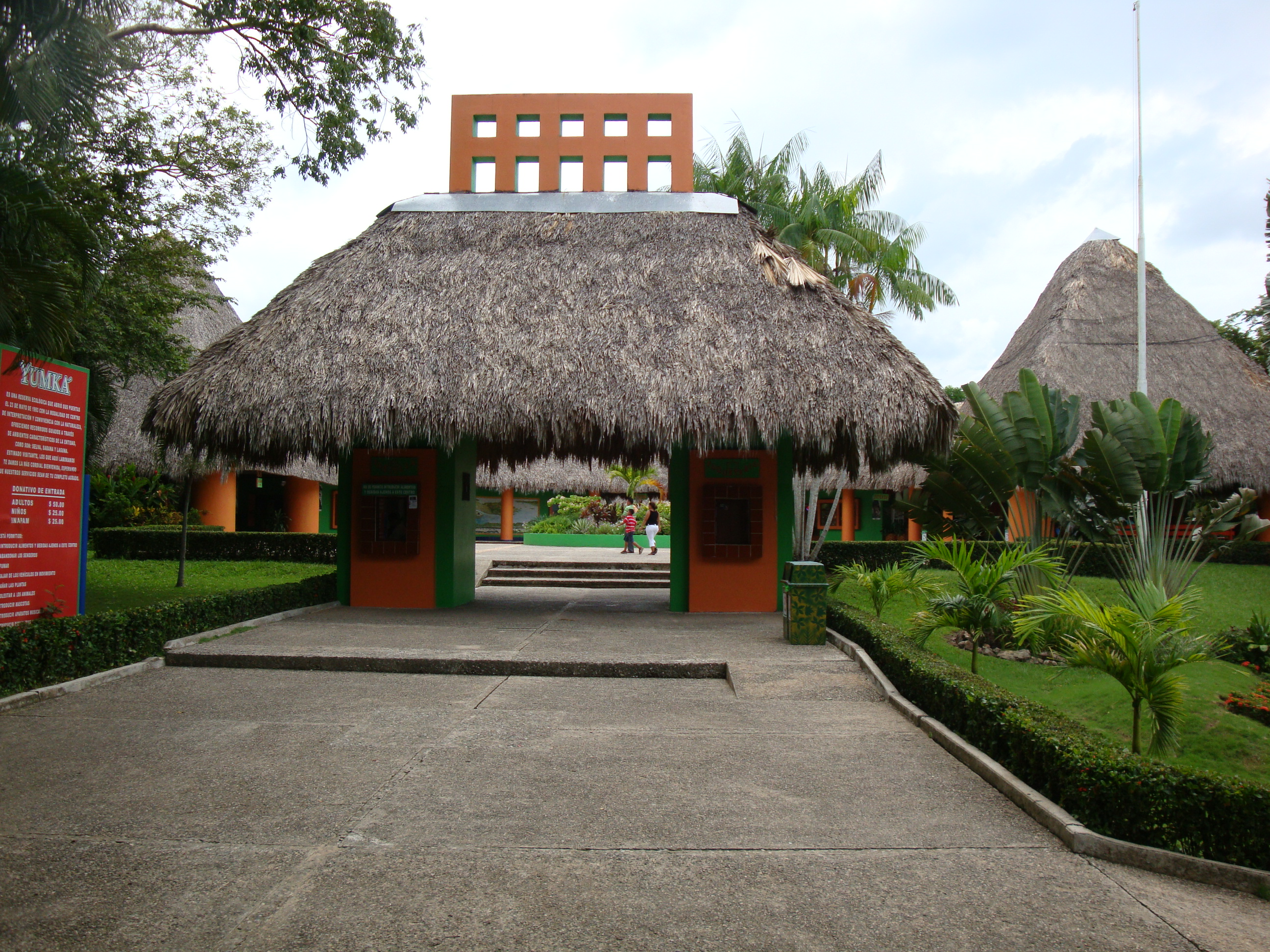
Centro de interpretación y convivencia con la naturaleza: Yumká.

Conocida como centro de interpretación y convivencia con la naturaleza: Yumká, tiene una extensión de 1713.79 hectáreas y se localiza a 15 km al oriente de la ciudad de Villahermosa, y es uno de los centros turísticos más importantes de la capital del estado. Fue establecido como monumento ecológico el 19 de diciembre de 1987 y posteriormente como área natural protegida el 5 de junio de 1993. El Yumká es un zoológico con especies de animales de diversas partes del mundo. Su vegetación principal es selva alta y mediana perennifolia, la sabana y laguna.

#### Reserva Ecológica Agua Selva
Esta reserva ecológica tiene una extensión de 1000 hectáreas y se localiza en la sierra del municipio de Huimanguillo. Fue decretada reserva ecológica en 1992. Se trata de un impresionante complejo hidrológico que cuenta con más de cien cascadas, unas intermitentes y otras permanentes. Dentro de las cascadas más importantes, se encuentran: "Las Flores" con más de 125 m de altura, "Velo de Novia" con 100 m de altura y "La Pava" con 55 m de alto. Aquí se localiza el cerro Mono Pelado que con sus 1000 m de altura, es el punto más alto de Tabasco.

#### Reserva Ecológica Río Playa
Esta área natural protegida se encuentra en el municipio de Comalcalco, cuenta con una extensión de 711 hectáreas y el decreto correspondiente se publicó el 29 de septiembre del 2004. El tipo de vegetación principal es la de zona pantanosa, preponderantemente popal y tular.

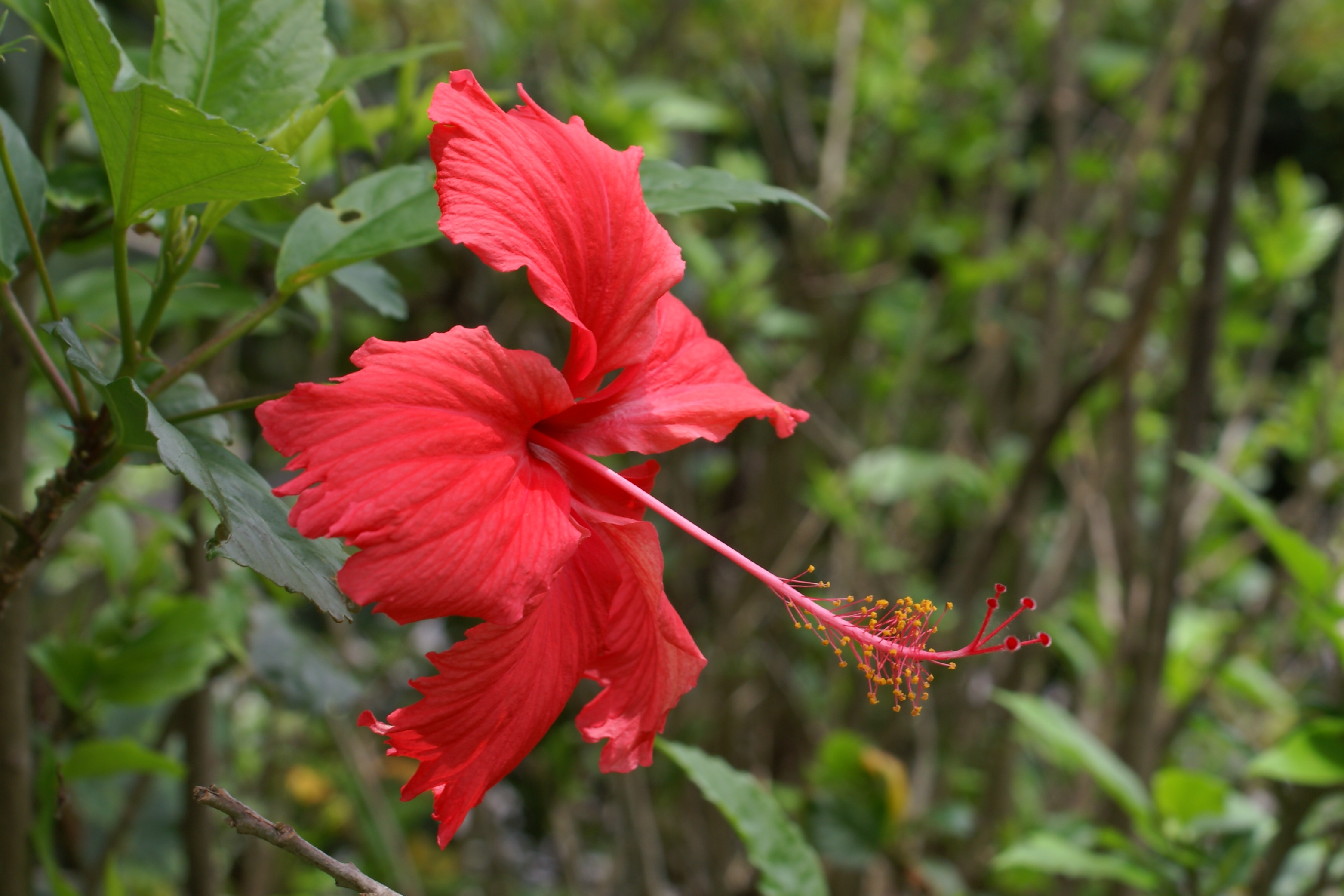
El tulipán, una flor representativa del estado.

#### Monumento Natural Grutas de Coconá
Localizado en el municipio de Teapa, cuenta con una extensión de 442 hectáreas y fue decretado como zona protegida el 24 de febrero de 1988. Su vegetación principal es selva alta y mediana perennifolia. En su interior se localiza el centro turístico Grutas de Coconá.

#### Reserva Ecológica de la Chontalpa
Se encuentra en el municipio de Cárdenas, y contiene uno de los dos últimos reductos de selva de canacoite (Bravaisia integerrima) en México. Comprende una superficie de 277 ha y se ubica en la parte oeste del estado. En esta reserva se contemplan aproximadamente unas 124 especies de aves, de las cuales 23 se encuentran en la lista de especies mexicanas en riesgo.
También existen otras áreas naturales protegidas como: la Reserva Ecológica Yu-Balcah (572 hectáreas), en el municipio de Tacotalpa; la Reserva Ecológica Laguna Las Ilusiones (259.27 hectáreas) y el parque ecológico Laguna El Camarón (70 hectáreas), estas últimas ubicadas en la ciudad de Villahermosa.

## Política
El nombre oficial de Tabasco es Estado Libre y Soberano de Tabasco, y constituye una de las 32 entidades federativas de los Estados Unidos Mexicanos.

### Gobierno

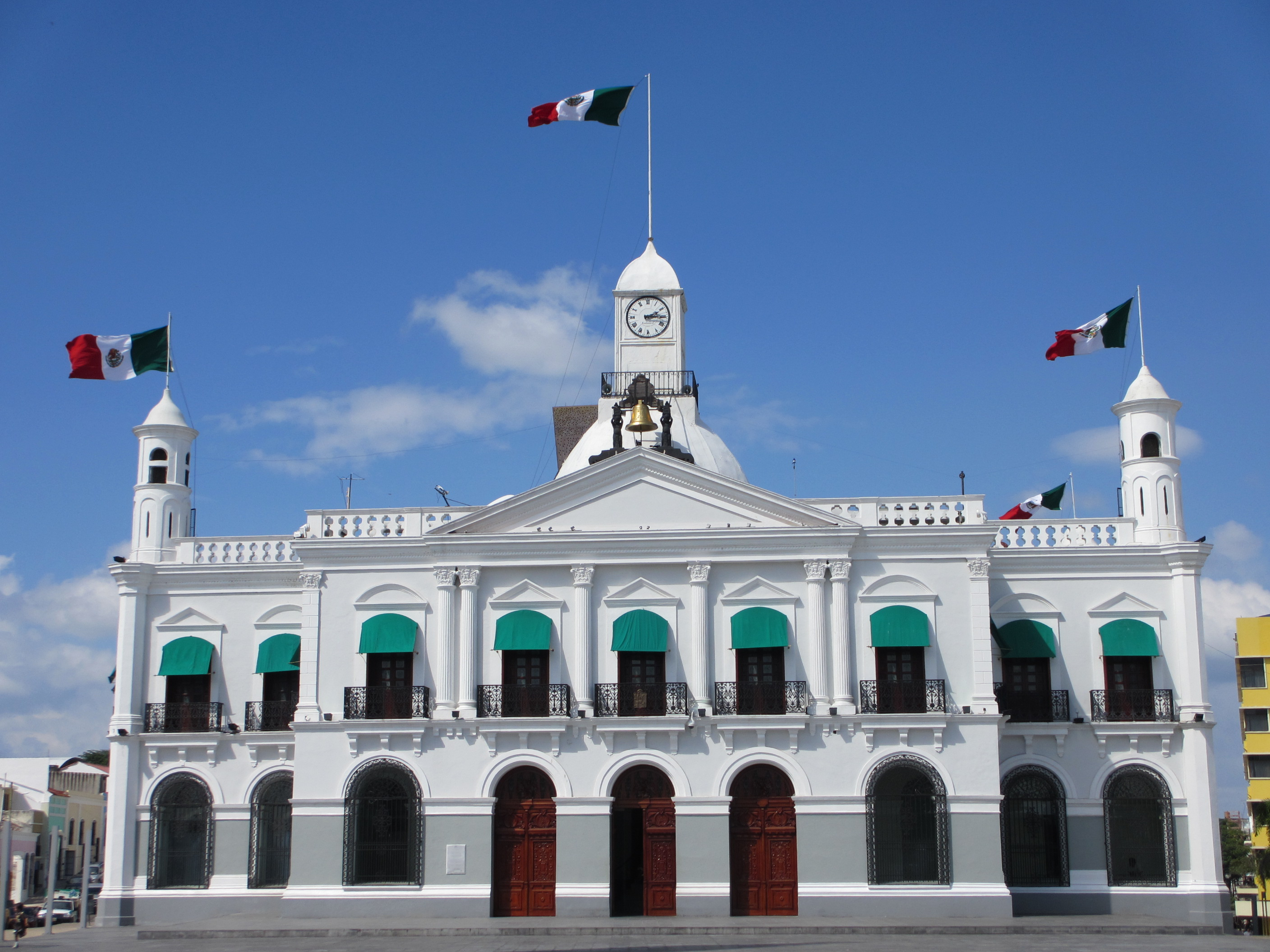
Palacio de Gobierno del estado de Tabasco inaugurado en 1894.

La Constitución Política de Tabasco establece la forma de gobierno republicana, representativa y popular; divide el poder público en tres: Ejecutivo, Legislativo y Judicial. Establece también que no podrán reunirse dos o más poderes en una sola persona ni el poder legislativo depositarse en un solo individuo.
- El Poder Ejecutivo se deposita, por voto popular directo, en un ciudadano que se denomina Gobernador del Estado Libre y Soberano de Tabasco; actualmente, este cargo lo ocupa Carlos Manuel Merino Campos.

- El Poder Legislativo está formado por un Congreso unicameral, integrado por 21 representantes populares electos cada tres años mediante votación popular directa y 14 representantes electos por representación proporcional.

- El Poder Judicial se deposita en un Tribunal Superior de Justicia, en Juzgados de Primera Instancia y Juzgados Menores; el Tribunal Superior se compone de 10 magistrados numerarios y un número indeterminado de supernumerarios dictado por la necesidad. Los numerarios son designados por el gobernador del estado y los supernumerarios, por el pleno del Tribunal.

### Organización territorial
La base de la división territorial, de la administración pública y de la organización política estatales es el Municipio Libre, administrado por un Ayuntamiento de elección popular, cuyo primer regidor es el alcalde o presidente municipal; radicando este en la cabecera municipal, localidad que también alberga a los síndicos y regidores del cabildo municipal, un secretario, un tesorero y varios servidores públicos más; con una duración en el cargo de 3 años.
Según la Constitución Política de Tabasco, el estado se integra por 17 municipios, repartidos en dos regiones mayores y cinco subregiones según sus características geográficas. En términos de superficie, Huimanguillo es el municipio más grande y Paraíso, el más pequeño; mientras que según el número de habitantes, el municipio más poblado es Centro y el menos poblado es Emiliano Zapata.

### Regiones
Existen dos tipos de divisiones regionales, la división por regiones económicas y la división por regiones productivas o también llamadas "subregiones", que es la más común y usada.

#### Regiones económicas

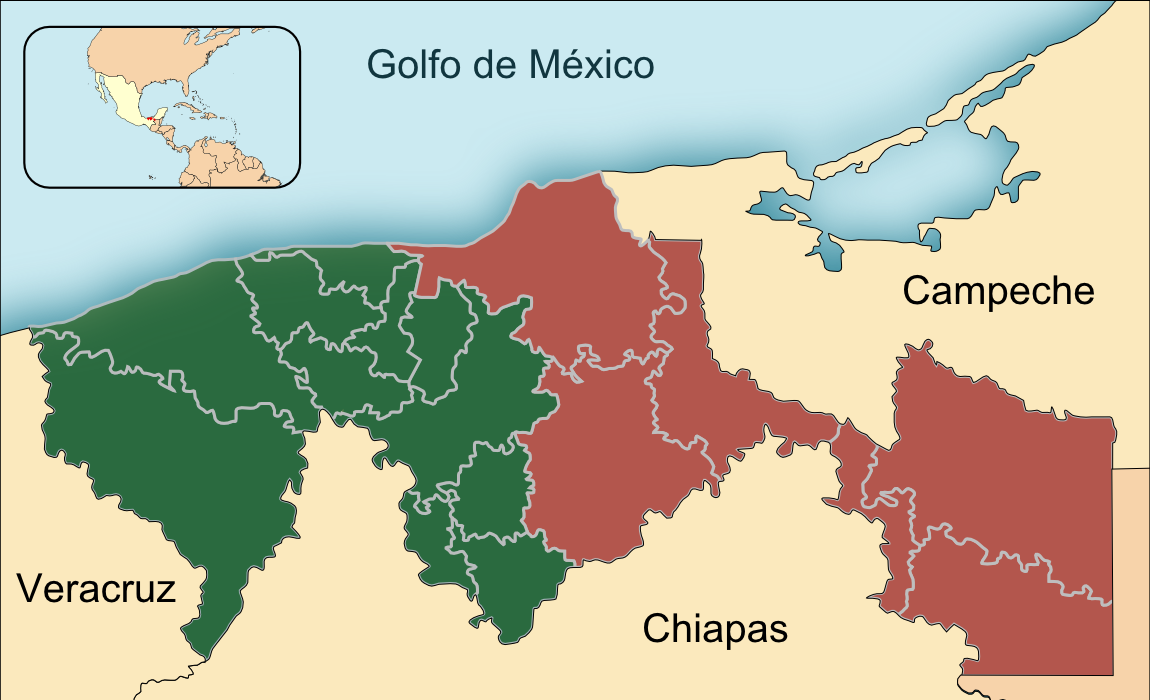
Regiones económicas del estado de Tabasco: región Grijalva (color verde) y región Usumacinta (color rojo).

Con objeto de identificar las características y potencialidades del estado, así como planear y poner en práctica estrategias de crecimiento y desarrollo acordes a los requerimientos, se dividió al estado en dos regiones económicas:
- Región Grijalva: es la región más poblada del estado y la de mayor crecimiento industrial y comercial, donde se localizan los más importantes centros urbanos del estado.

- Región Usumacinta: incluye los municipios más alejados de la capital del estado, eminentemente rurales.

#### Regiones productivas

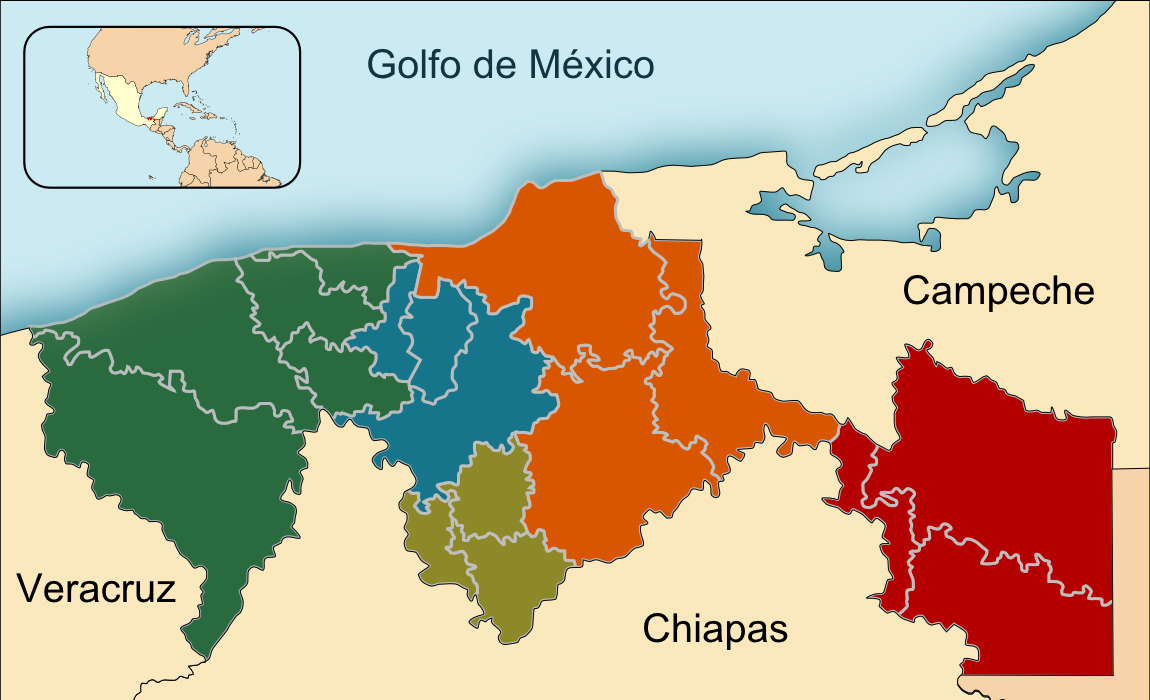
Subregiones productivas de Tabasco: la Chontalpa se muestra en verde oscuro; el Centro, en color azul; la Sierra, en color verde claro; los Pantanos, en color naranja, y los Ríos, en color rojo.

El estado de Tabasco se divide en cinco regiones productivas, también llamadas subregiones, que agrupan a los 17 municipios que presentan características geográficas y productivas similares.

##### Región Centro
- Centro
- Nacajuca
- Jalpa de Méndez

##### Región Chontalpa
- Cárdenas
- Comalcalco
- Cunduacán
- Huimanguillo
- Paraíso

##### Región Sierra
- Jalapa
- Teapa
- Tacotalpa

##### Región Pantanos
- Centla
- Jonuta
- Macuspana

##### Región Ríos

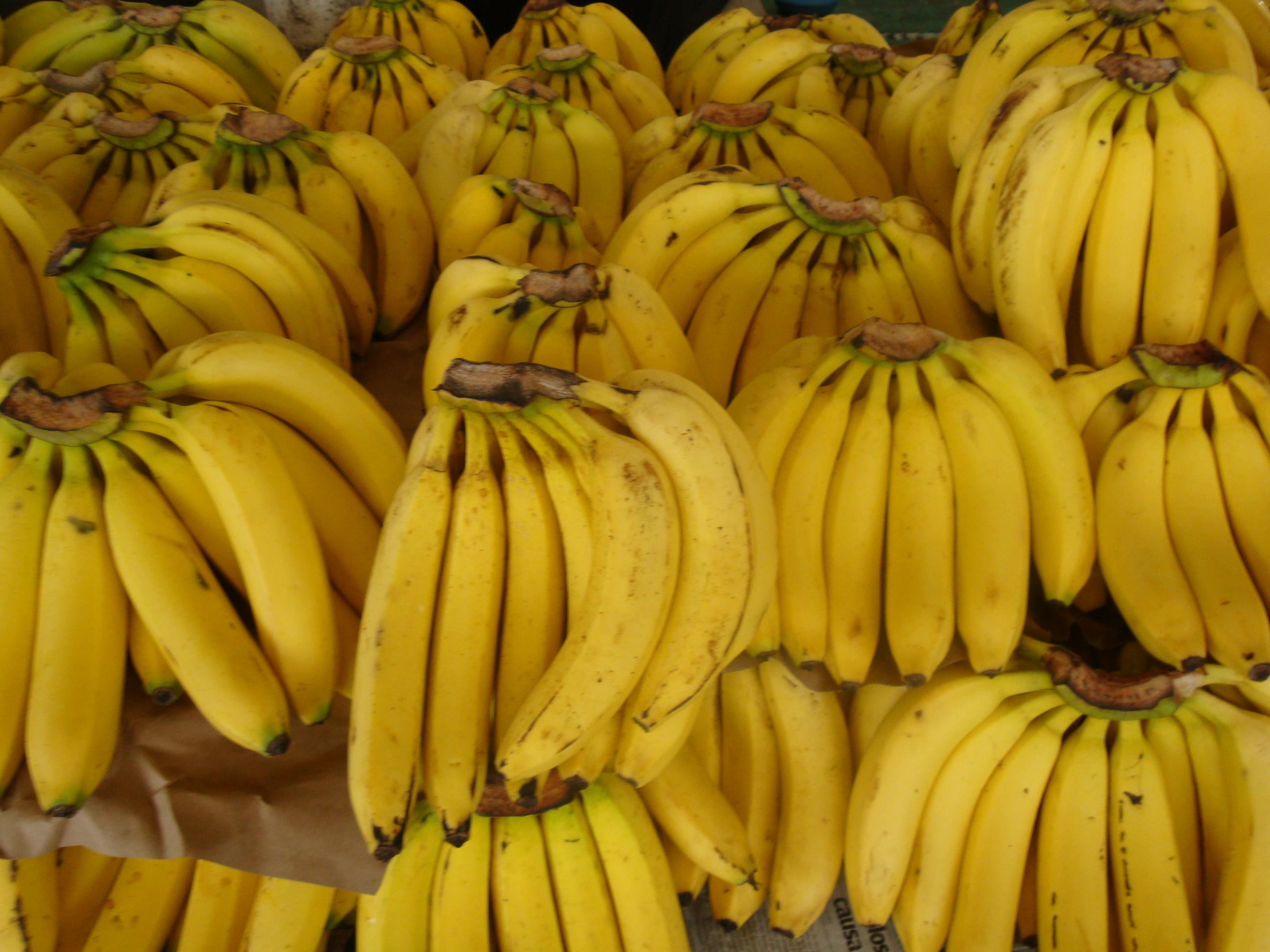
Tabasco es uno de los principales productores nacionales del plátano Tabasco.

- Balancán
- Emiliano Zapata
- Tenosique

## Economía
En el año de 2004, la población económicamente activa de Tabasco ascendía a 818 143 individuos, de los que el 70.33% (575 418) son hombres y el 29.69% (242 725), mujeres.
Según cifras del Instituto Nacional de Geografía, Estadística e Informática, en el 2003, Tabasco tuvo un producto interno bruto de cerca de 77 500 millones de pesos, lo cual representa el 1.24% del total nacional. El PIB per cápita del estado es de aproximadamente $40 797 anuales o $3400 mensuales.
La actividad económica que más aporta al producto interno bruto del estado es el sector de servicios, seguido por el comercio; entre ambos, generan más del 60% del PIB estatal. Otra actividad importante es la extracción de petróleo, pues Tabasco es el segundo productor nacional de petróleo crudo, después de Campeche.

### Actividades primarias

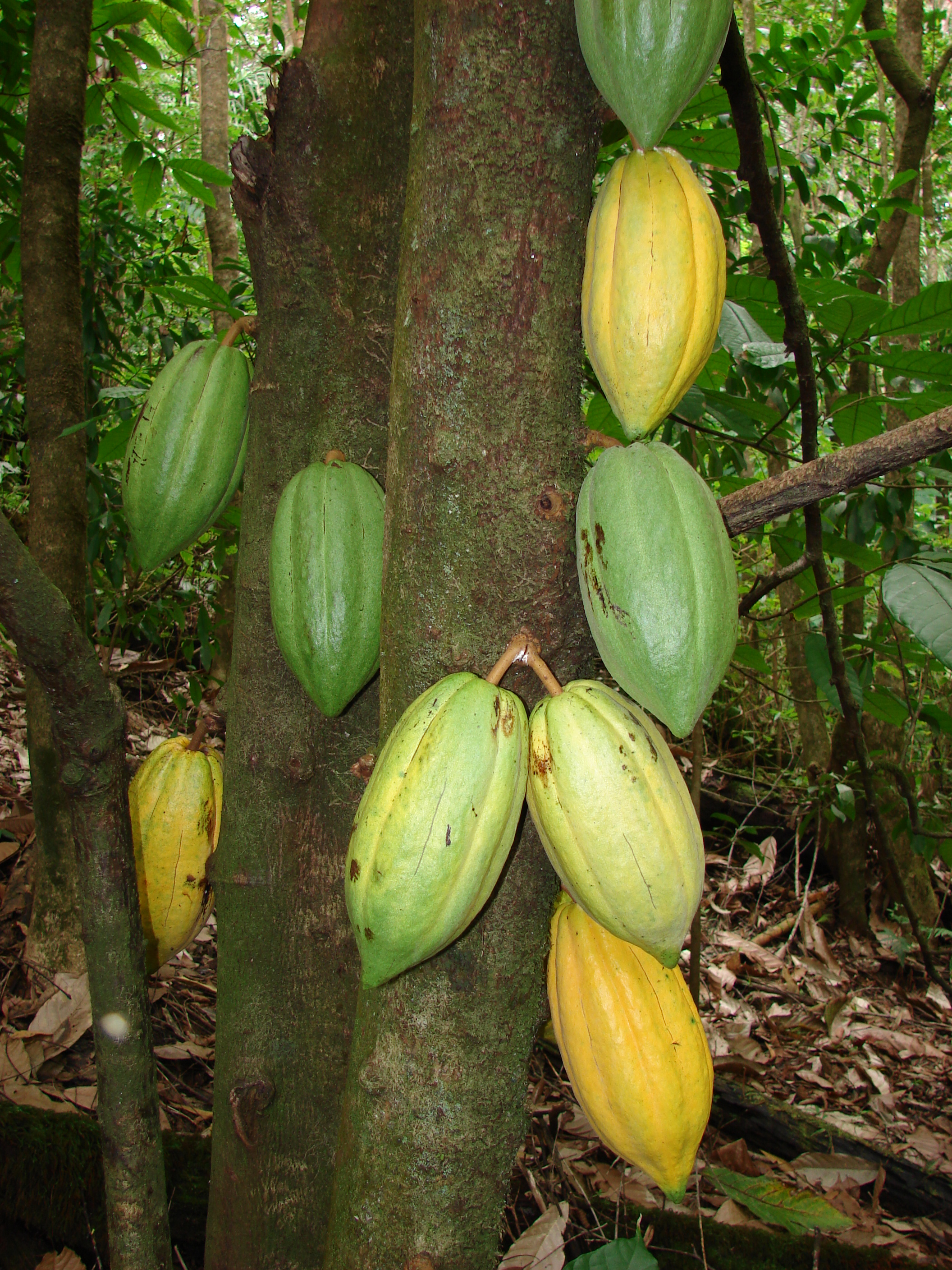
Tabasco, primer productor nacional de cacao en México.

En total, en 2003, el sector primario produjo en Tabasco 3700 millones de pesos, que representan aproximadamente el 4.8% del total estatal; esto engloba los sectores agrícola, ganadero, silvícola y pesquero y piscícola. El estado también captó 9500 millones de pesos (12.26% del total) por concepto de extracción de petróleo y otras actividades mineras.
Los principales productos agrícolas son: plátano, caña de azúcar, cacao, arroz, maíz y otros cultivos frutales.

#### Agricultura
La actividad agrícola en la entidad se desarrolla principalmente bajo condiciones de temporal, ya que a diferencia de otras regiones del país, en Tabasco se presentan abundantes precipitaciones, lo que a su vez representa un problema para la agricultura, ya que no se cuenta con suficiente infraestructura adecuada para drenar el exceso de agua.
Con base en la superficie sembrada, los cultivos perennes de mayor importancia son: cacao, coco, caña de azúcar y cítricos. Los cultivos cíclicos más importantes son: maíz, arroz, sorgo y frijol.
Tabasco tiene una destacada participación en cuanto a la producción de cultivos perennes, situándose en los primeros lugares en el ámbito nacional durante el 2010. En producción de cacao, Tabasco ocupa el primer lugar nacional 19 437 toneladas, cosechadas en 41 028 hectáreas, con un valor de 510 304 000 pesos. En lo referente al plátano, el estado se ubica en la segunda posición nacional, con una producción de 545 387 toneladas, cosechadas en 10 422 hectáreas con un valor de 1032 millones de pesos. En cuanto a la copra, Tabasco está en el cuarto lugar nacional, con una producción de 9504 toneladas, cosechadas en una superficie de 12 174 hectáreas y con un valor de 65 millones de pesos.
En lo que se refiere a productos anuales o cíclicos, Tabasco destaca en el contexto nacional, en productos como la piña, cuya producción en el 2010 fue de 42 400 toneladas, cultivadas en 1287 hectáreas, y generó ingresos por 126 579 000 pesos, con lo que el estado quedó en la tercera posición nacional. En lo que se refiere al arroz, Tabasco pasó del noveno a la sexta posición nacional, pues se cultivaron un total de 21 038 toneladas, en 8919 hectáreas, con un valor de 77 172 000 pesos. Y en lo que se refiere a la sandía, el estado se ubica en la quinta posición nacional.
Tabasco ocupa el primer lugar nacional en la producción de limón, y el sexto lugar en la producción de cítricos, con exportaciones a Estados Unidos y Canadá, pues se cultivan un total de 15 000 hectáreas, de las cuales más de 96 por ciento se producen en municipio de Huimanguillo.
Otro de los cultivos en que el estado de Tabasco destaca a nivel nacional es el del hule, donde el estado se ubica en la cuarta posición nacional, con una producción de 3000 toneladas, valoradas en 18 605 000 pesos, que se cultivan en una superficie de 1402 hectáreas.
En cuanto a la caña de azúcar, la zafra 2010 registró un crecimiento del 15% respecto a la del 2009 y fue siete veces mayor que el promedio nacional, mientras que para la zafra 2012 la producción de los tres ingenios que operan en la entidad fue de un millón 776 030 toneladas del producto antes de su industrialización, el cual es un volumen superior en cerca de 0.4 millones de toneladas respecto al 1.39 millones de toneladas que se cosecharon en el 2009. Con esta cosecha, se logró en el 2012 una producción de 180 216 toneladas de azúcar, cantidad superior a las 140,156 toneladas obtenidas de la zafra 2010/2011. Esta producción de caña, correspondiente a 32,374 hectáreas sembradas en los municipios de Cárdenas, Huimanguillo y Tenosique, también superó la superficie plantada el año anterior por alrededor de 4000 hectáreas.
En el estado, también se ha desarrollado el cultivo de la palma de aceite, con una producción actual de 17 848 toneladas, en una superficie de 3686 hectáreas, con un valor de 16.29 millones de pesos, ocupando Tabasco el segundo lugar nacional en la producción de esta especie.
| Tabasco en el panorama agrícola nacional |                                     |                                        |                                                |                                              |
|                                          |                                     |                                        |                                                |                                              |
| Primer lugar en producción de cacao      | Primer lugar en producción de limón | Segundo lugar en producción de plátano | Segundo lugar en producción de palma de aceite | Tercer lugar en producción de piña           |
|                                          |                                     |                                        |                                                |                                              |
| Cuarto lugar en producción de copra      | Cuarto lugar en producción de hule  | Quinto lugar en producción de sandía   | Sexto lugar en producción de arroz             | Décimo lugar en producción de caña de azúcar |

#### Ganadería

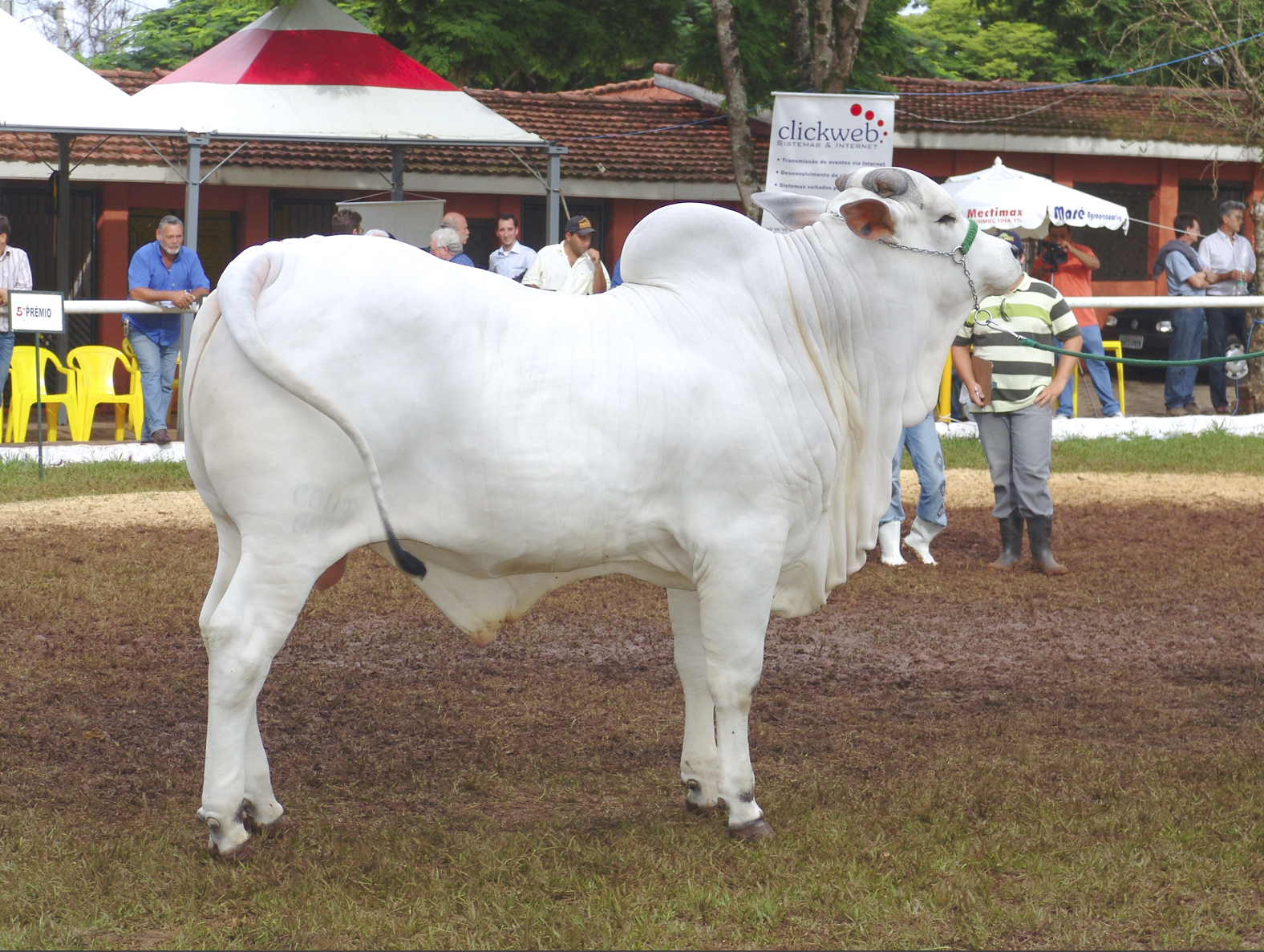
Tabasco es uno de los principales productores de ganado en México.

El estado de Tabasco cuenta con una gran extensión de pastos naturales, lo que favorece la explotación de ganado bovino mediante el sistema de libre pastoreo o ganadería extensiva. Por su rusticidad y tolerancia a temperaturas elevadas, el ganado de raza cebú (bovino doméstico originario de Asia) es el que mejor se adapta al clima tropical de la entidad, su explotación se dirige principalmente a la obtención de carne, aunque también existe una importante producción lechera en el estado.
Destacan también las existencias de guajolotes y de ganado porcino, ya que el estado ocupa el séptimo y el decimoquinto lugar en el ámbito nacional, respectivamente. También el estado es productor aunque en menor cantidad, de huevo y miel.
La especie que aporta el mayor volumen de producción de carne en canal, es el ganado bovino, con el 74.0% del total estatal. Le siguen en orden de importancia las aves con el 13.9% y los porcinos con el 9.8%.
El estado de Tabasco, es el principal abastecedor a nivel nacional de carne bovina, y uno de los principales exportadores, produjo en 2010 un total de 55 000 toneladas de carne de res, lo que lo ubicó como uno de los principales productores a nivel nacional. En lo que se refiere a la producción lechera, el estado produjo 100.27 millones de litros.
Los distritos de desarrollo rural que más contribuyen en la producción pecuaria son: Villahermosa, Cárdenas y Emiliano Zapata.

#### Pesca
Tabasco cuenta con un litoral de 191 kilómetros entre las desembocaduras de los ríos Tonalá y San Pedro; además, tiene 29 800 hectáreas de esteros, lagunas costeras e innumerables ríos y arroyos, todos los cuales suponen grandes posibilidades para la explotación pesquera tanto de agua salada como de agua dulce. La producción pesquera en Tabasco representa el 1.76% del total nacional.
Actualmente se calculan en el estado alrededor de 55 especies distintas, de entre las cuales destacan por orden de importancia las siguientes: ostión, mojarra, camarón, bandera, róbalo, tiburón, sierra, cazón, bobo, peto, langostino, jurel y pejelagarto.
La flota pesquera tabasqueña cuenta con 71 embarcaciones mayores, y la infraestructura estatal se compone de un muelle fiscal en el puerto de Frontera, y tres atracaderos en los puertos de Sánchez Magallanes, Chiltepec y el puerto de altura de Dos Bocas. En la actualidad, la piscicultura está recibiendo un notable impulso en la entidad.[cita requerida]

### Actividades secundarias
La industria manufacturera aportó 4200 millones de pesos (5.42% del total) en 2003; esto engloba los sectores de alimentos procesados, textil, papelero, petroquímico, entre otros. Las industrias de la construcción y la generación de energía produjeron, en conjunto, 7400 millones de pesos, aportando el 9.55% del PIB estatal.
Para el establecimiento de industrias, en la actualidad, Tabasco cuenta con la ciudad industrial de Villahermosa que consta de dos etapas, y los parques industriales de Colinas Aeropuerto en el municipio de Centro y Tabasco Business Center en el municipio de Cunduacán, así como el Parque Industrial Dos Bocas que actualmente se construye en dicho puerto petrolero. También existen en la entidad, dos parques industriales privados, los cuales se localizan en la Zona Metropolitana de Villahermosa.

#### Industria

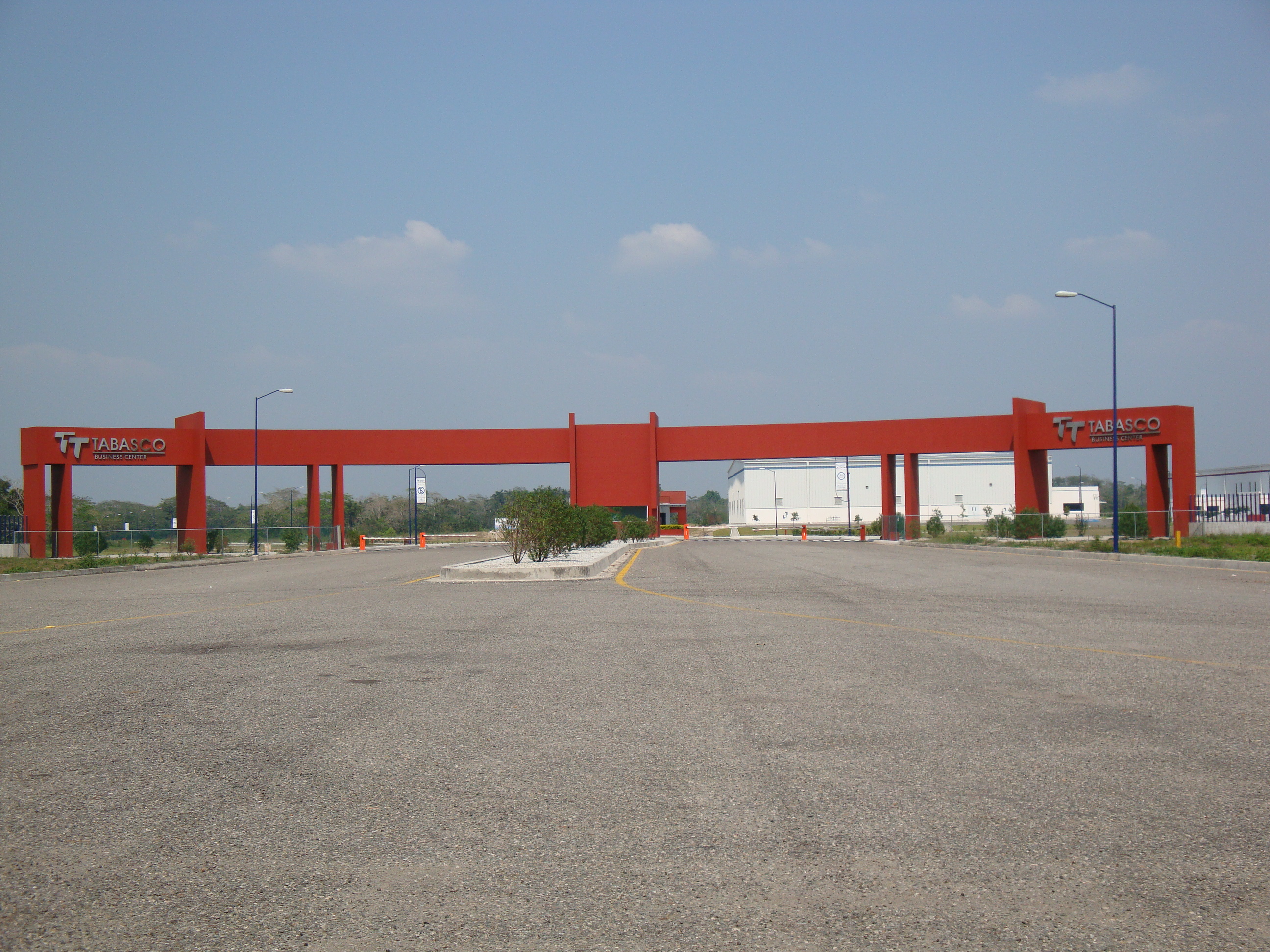
Parque Industria Tabasco Business Center, en Cunduacán.

La pequeña y mediana industria representa casi el noventa por ciento de los establecimientos industriales que se especializan en la transformación y procesamiento de alimentos y materias primas agropecuarias, así mismo cuenta con empresas comerciales en la zona industrial de Villahermosa.
Entre las industrias más importantes existentes en el estado figuran: envasadoras de leche y de jugo de naranja, procesadoras de cítricos, fábricas de aceite de coco y aceite de palma, industrializadora de copra, fábricas de jabón, envasadoras de pescados y mariscos, fábricas de quesos, mantequillas y derivados lácteos, fábricas de chocolate, industrializadoras de cacao, envasadoras de alimentos para ganado, fábricas y empacadoras de pan y frituras, embotelladoras de refrescos y agua purificada, industrias metal-mecánicas, fábricas de fibrocemento, cementeras, graveras y fábricas de asfalto.

#### Industria petrolera
El estado de Tabasco se ha convertido en el líder de reservas de hidrocarburos en el país; hasta el 2013 cuenta con 3500 millones de barriles, y es el segundo productor nacional de petróleo en México. El volumen diario de producción de petróleo crudo en el estado es de 747 400 barriles, lo que representa el 25.5% de la producción nacional. Un volumen de producción diaria de gas natural es de 1363 millones de pies cúbicos, y la producción anual es de 497.46 millones de pies cúbicos de gas natural, lo que representa el 31.9% de la producción nacional, convierte a Tabasco en la octava potencia petrolera de América, por arriba de países como Ecuador y Perú.
Pemex anunció el descubrimientos de dos nuevos yacimientos de hidrocarburos, de los llamados "gigantes", el primero descubierto a diez kilómetros de la ciudad de Comalcalco, llamado "Pareto", podría tener en sus reservas más de 130 000 barriles; mientras que el segundo llamado "Navegante" cuenta con reservas de más de 500 000 barriles.
Dentro de las grandes empresas, Pemex destaca con dos complejos procesadores de gas, uno el Complejo Procesador de Gas Ciudad Pemex ubicado en Ciudad Pemex en el municipio de Macuspana, y el otro el Complejo Procesador de Gas Nuevo Pemex, ubicado en el municipio de Centro, cuenta también con la Unidad Petroquímica La Venta localizada en la villa La Venta, en el municipio de Huimanguillo, cuenta así mismo con diversas plantas deshidratadoras, plantas de inyección, estaciones de compresión, baterías de separación y agencias de ventas; además de contar con cerca de mil pozos en explotación en 14 de los 17 municipios donde se extrae petróleo crudo y gas natural.

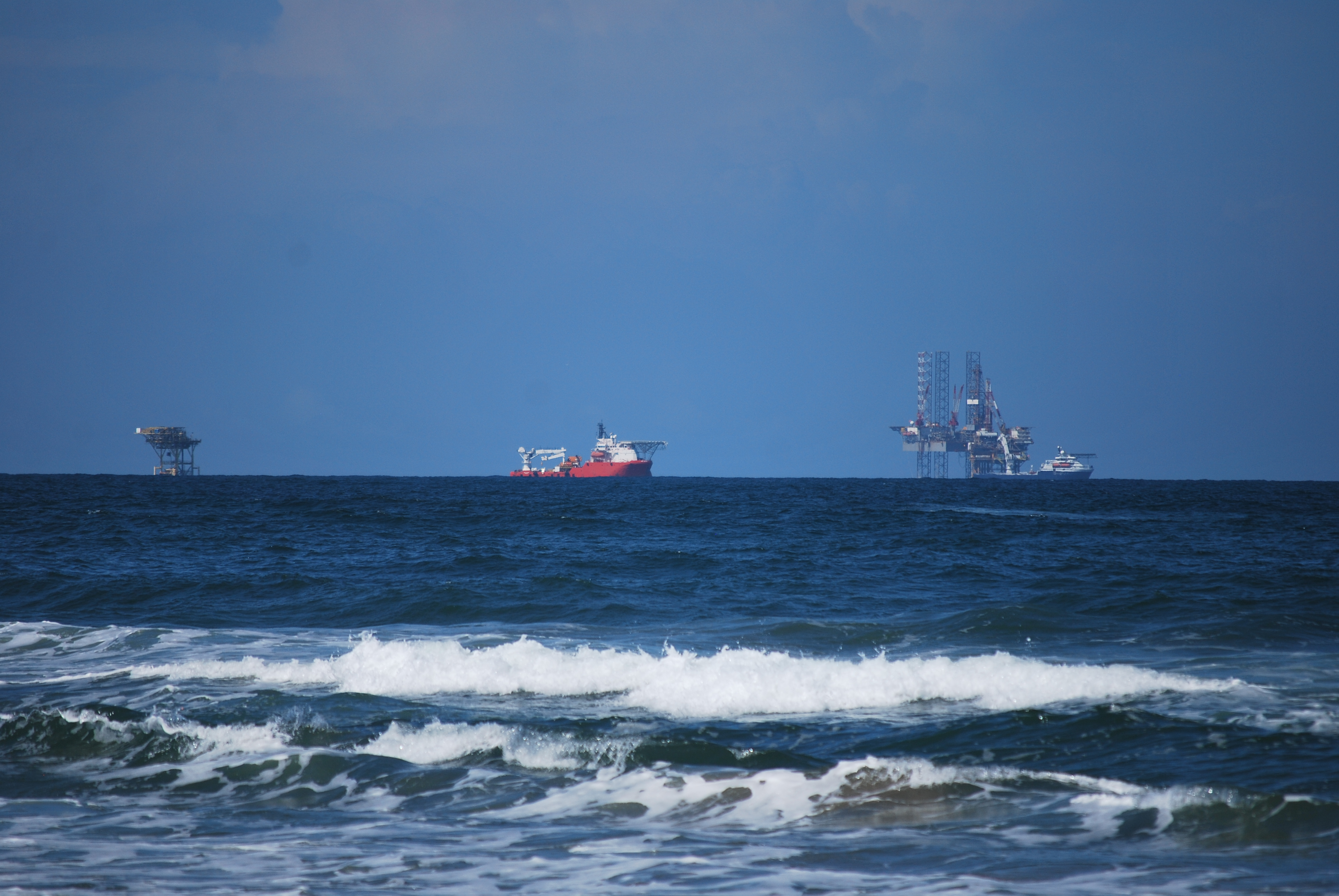
Plataformas petroleras en el Litoral de Tabasco.

En la actualidad, Pemex realiza trabajos de desarrollo de su nuevo proyecto denominado Litoral de Tabasco, en el que se localizan los nuevos activos descubiertos recientemente y denominados Tsimin, Tecoalli, Xnab y Yaxche, por medio de los cuales se explotarán importantes yacimientos petrolíferos marinos ubicados frente a las costas tabasqueñas. En conjunto, estos nuevos yacimientos, tienen reservas calculadas en 740 millones de barriles de petróleo y 1910 millones de pies cúbicos de gas natural.
Petróleos Mexicanos (Pemex) cuenta, en Tabasco, con el puerto petrolero de Dos Bocas, ubicado en el municipio de Paraíso, a través del cual, se exportan hidrocarburos a muchos países del mundo. Pemex tiene también en la ciudad de Villahermosa a dos de sus principales subsidiarias: Pemex Exploración y Producción y Pemex Gas y Petroquímica Básica, así como el Centro Administrativo de la Región Sur, mientras que en el municipio de Paraíso se localiza el Centro Administrativo de la Región Marina Suroeste.

### Actividades terciarias

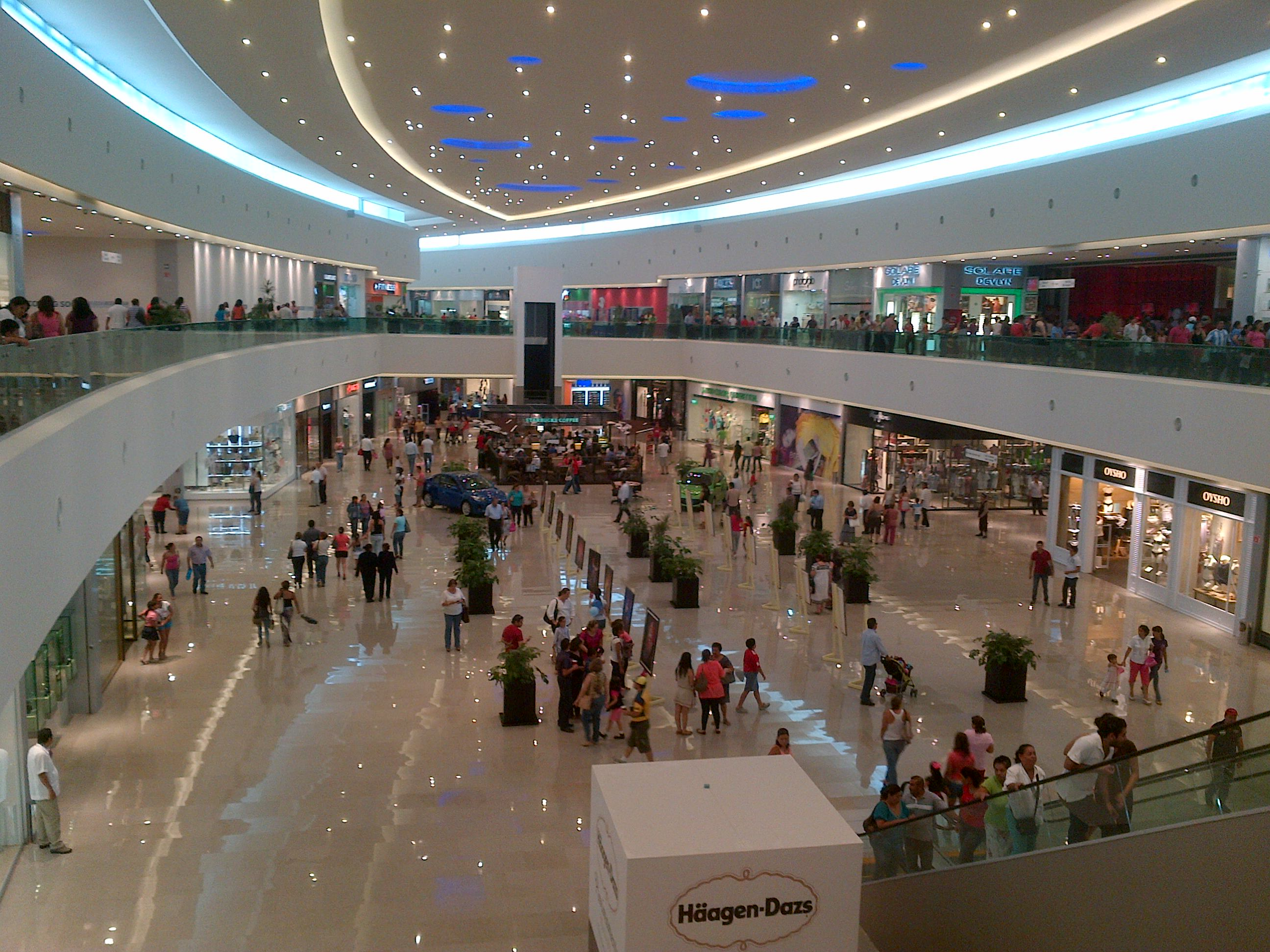
Plaza Altabrisa, la plaza comercial más grande del sureste y la sexta del país.

En conjunto, el sector terciario constituye el principal motor de la economía tabasqueña; aporta un total de 53 200 millones de pesos, que representa el 68.64% del PIB estatal. Las principales actividades están comprendidas en las ramas de servicios personales, bancarios y financieros, comunicaciones y transporte y comercio.

#### Comercio
En el rubro comercial, la capital tabasqueña destaca por ser un importante centro comercial y de servicios para una amplia región del sureste del país. La gran cantidad de plazas comerciales, supermercados, almacenes y centros comerciales, entre las que destaca la plaza Altabrisa, la más grande del sureste y la sexta más grande del país, con tiendas como El Palacio de Hierro, Liverpool, Sears, Sanborns, restaurantes como T.G.I. Fridays, Chili's, Boston's y IHOP dan cuenta del intenso movimiento comercial que se vive en Tabasco.[cita requerida]
Mención aparte merecen los centros de distribución regionales de importantes cadenas de supermercados como: Soriana, Chedraui y Walmart, localizados en Tabasco y que son los encargados de distribuir las mercancías de estos establecimientos a los seis estados del sureste.[cita requerida]

## Turismo

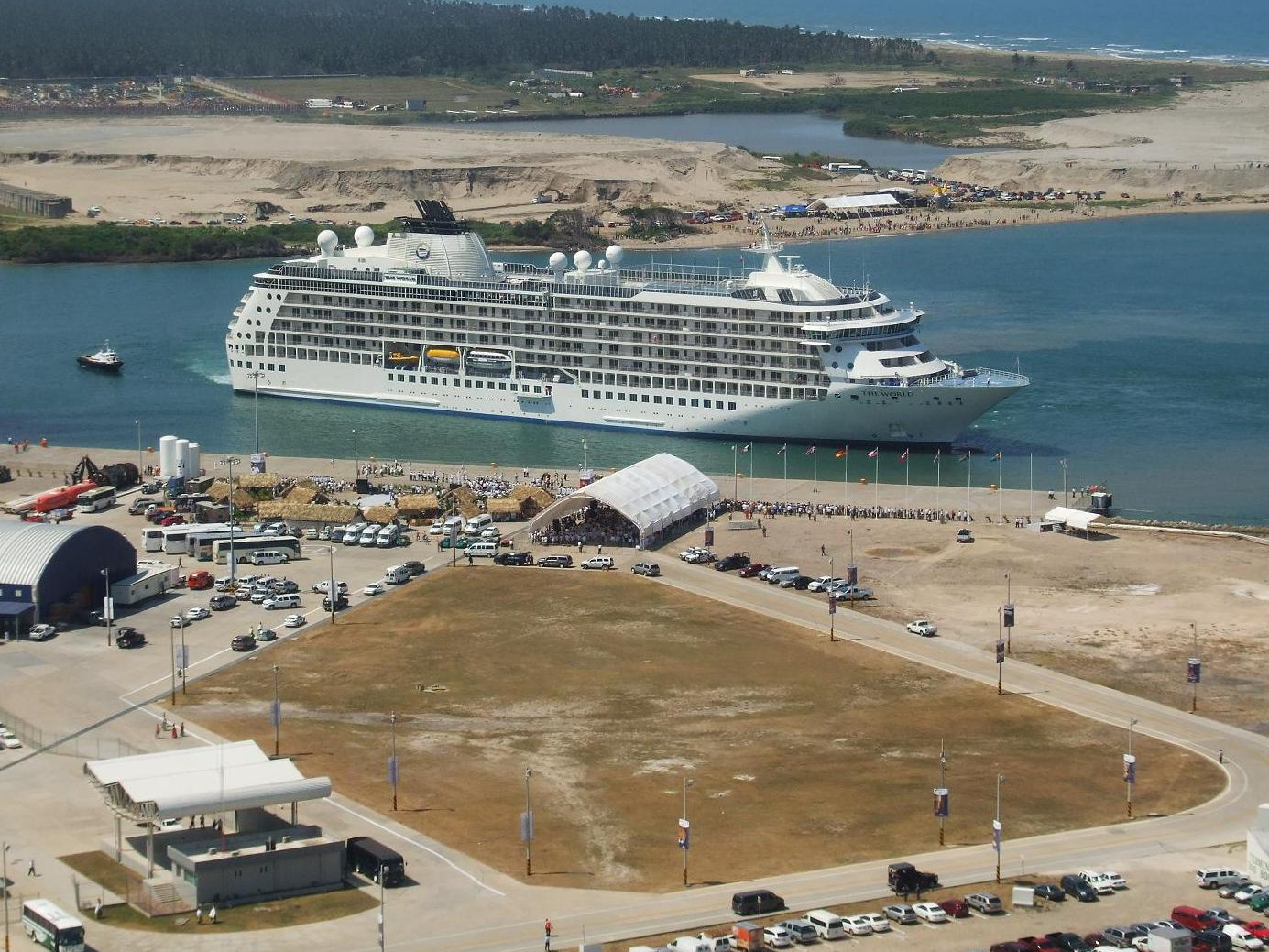
Crucero turístico arribando al puerto de Dos Bocas, municipio de Paraíso.

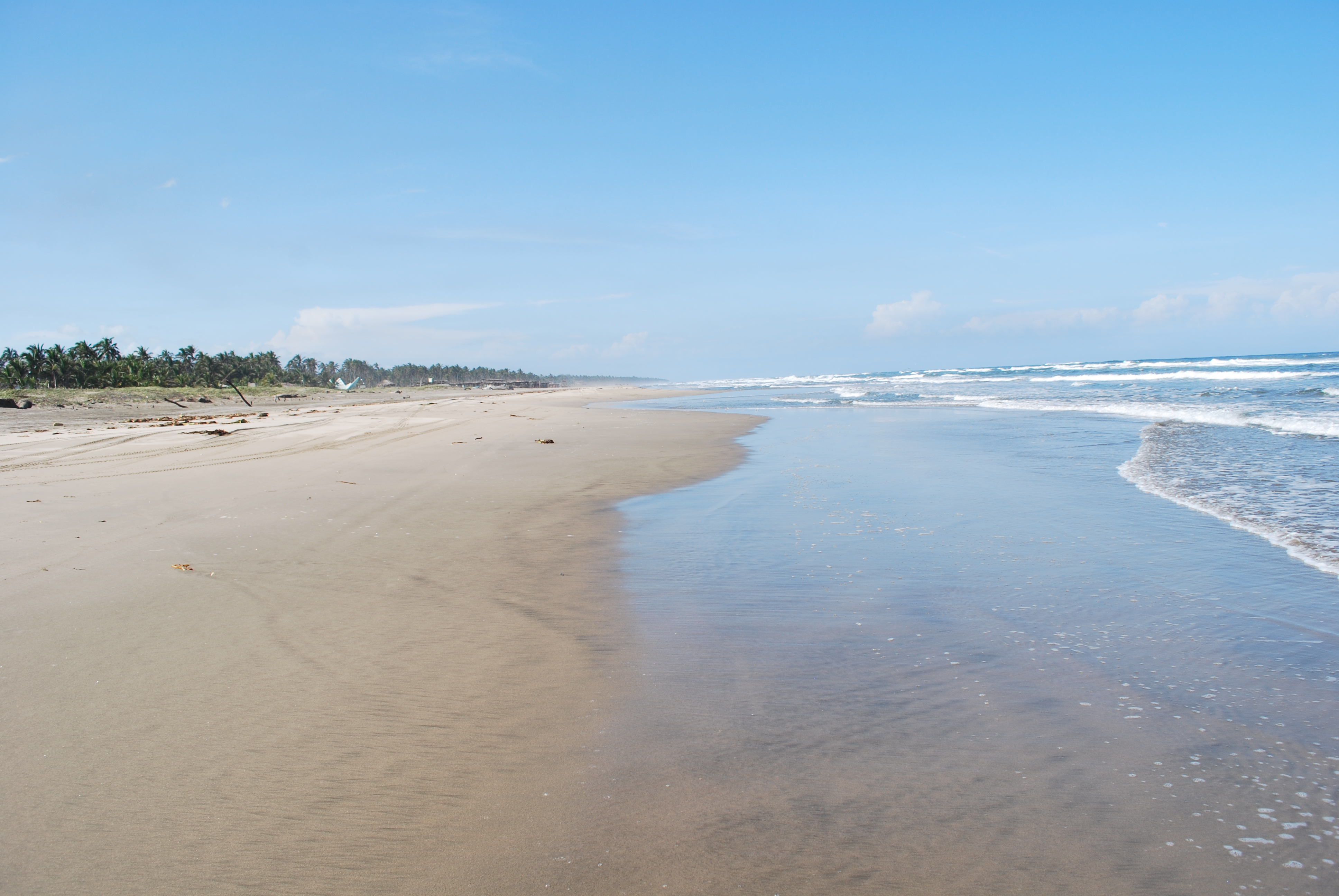
Playa Varadero, municipio de Paraíso.

El estado de Tabasco cuenta con diversos atractivos naturales, arqueológicos, playas, turismo ecológico y de aventura, centros recreativos, museos y atractivos culturales.

### Turismo arqueológico e histórico

#### Zonas arqueológicas
En lo referente a los atractivos arqueológicos, en el estado existen, según el Instituto Nacional de Antropología e Historia (INAH), cerca de mil yacimientos arqueológicos, y la gran mayoría se encuentran sin explorar. Actualmente Tabasco cuenta con varias zonas arqueológicas abiertas al público:
- Cultura olmeca

Zona arqueológica de La Venta
- Cultura maya

Zona arqueológica de Comalcalco
Zona arqueológica de Pomoná
Zona arqueológica de Moral-Reforma
Zona arqueológica de San Claudio
- Cultura zoque

Zona arqueológica de Malpasito
Existen otras zonas arqueológicas importantes que se encuentran en exploración, por lo que no están abiertas al público:
Aguada Fénix
Zona arqueológica de Santa Elena
Sitio arqueológico de Tortuguero
MIrador maya de Panhalé

#### Museos arqueológicos
También existen museos que exhiben piezas arqueológicas de las culturas precolombinas que existieron en la región, como:
- en Villahermosa:

el Museo Regional de Antropología e Historia Carlos Pellicer Cámara
- Parque-Museo La Venta

- en Balancán de Domínguez:

el Museo de Balancán Dr. José Gómez Panaco
- en Jonuta:

el Museo de Jonuta Prof. Omar Huerta Escalante
- los museos de sitio de las diversas zonas arqueológicas:

Museo de sitio de la zona arqueológica de La Venta
Museo de sitio de la zona arqueológica de Comalcalco
Museo de Sitio de la zona arqueológica de Pomoná

#### Monumentos históricos
Aunque, debido a los ataques piratas, las guerras civiles y asonadas militares que hubo en el estado, así como a las guerras de intervención estadounidense y francesa, existen muy pocos vestigios coloniales en la entidad. Sin embargo, en algunos municipios del estado, así como en la capital, todavía pueden apreciarse algunas edificaciones antiguas, consideradas Monumentos históricos de México como:
- el Convento de Santo Domingo de Guzmán, en Oxolotán, construido entre 1572 y 1633;
- la Iglesia de Nuestra Señora de la Asunción, en Tacotalpa, construida entre 1703 y 1710;
- la Iglesia de Las Mirandillas, en el municipio de Cunduacán construida en 1724;
- La Iglesia de la Natividad de María (1725) en Cunduacán;
- el Santuario de Nuestra Señora de Guadalupe (1725), en Teapa;
- la Iglesia de Santiago Apóstol (1725), en Teapa;
- el Templo de Santiago Apóstol, de Tapijulapa, construido en el siglo XVII;
- el Templo del Señor de Esquipulas (1780), en Teapa;
- la Iglesia de la Virgen de Cupilco (siglo XVIII) en Cupilco;

Varias construcciones del siglo XIX, como:
- El Templo de la Inmaculada Concepción (1800);
- El Palacio de Gobierno (construido entre 1884 y 1894);
- La Casa de los Azulejos (1889);

Y muchas otras iglesias y casas antiguas, diseminadas por las diversas ciudades del estado.
| Turismo arqueológico y colonial en Tabasco |                    |                                  |                       |                         |
|                                            |                    |                                  |                       |                         |
| La Venta                                   | Comalcalco         | Pomoná                           | Moral Reforma         | San Claudio             |
|                                            |                    |                                  |                       |                         |
| Malpasito                                  | Tortuguero         | Las Mirandillas                  | Iglesia de Tacotalpa  | Ex Convento de Oxolotán |
|                                            |                    |                                  |                       |                         |
| Iglesia de Cunduacán                       | Iglesia de Cupilco | Centro histórico de Villahermosa | Iglesia de Tapijulapa | Parque Museo La Venta   |

### Ecoturismo
En lo referente al turismo ecológico y de aventura, Tabasco tiene mucho que ofrecer al visitante, ya que cuenta con hermosos sitios como Tapijulapa, el desarrollo turístico de Kolem-Jaa en donde se encuentra el segundo Canopy (Canopea) más largo de América Latina además de cabañas, cascadas en las que se puede practicar rappel, las cascadas de Villa Luz, Cascadas de Reforma, Agua Selva, Laguna del Rosario, el parque Olmeca, el Azufre y sus ríos de aguas sulfurosas, entre otros.
También en Tabasco existen varias reservas ecológicas como: Reserva de la Biosfera de los Pantanos de Centla, reserva ecológica Cañón del Usumacinta, la reserva ecológica estatal Agua Blanca, la reserva ecológica estatal Sierra de Tabasco, el Monumento Ecológico Grutas del Coconá, en las que se pueden realizar diversas actividades como senderismo, avistamiento, campismo, recorridos guiados entre otros.
Mención aparte merece el parque ecológico Yumká, localizado a 15 kilómetros de la ciudad de Villahermosa, el cual es un zoológico al aire libre en el que los visitantes pueden observar animales de diversas partes del mundo.
El estado cuenta con 191 km de costas, por lo que existen diversas playas que pueden ser visitadas por los turistas, como son: Miramar, Pico de Oro, el Bosque, Paraíso, Nuevo Paraíso, playa Bruja, playa Varadero, playa Dorada, playa Pelícanos, el corredor turístico Paraíso-Puerto Ceiba-El Bellote y Puerto Chiltepec.
| Turismo ecológico y de aventura en Tabasco |                                     |                                          |                                |                                        |
|                                            |                                     |                                          |                                |                                        |
| Reserva de la Biósfera Pantanos de Centla  | Desarrollo Ecoturístico "Kolem-Jaa" | Parque Ecológico Cascadas de Agua Blanca | Puerto Ceiba                   | Reserva ecológica Cañón del Usumacinta |
|                                            |                                     |                                          |                                |                                        |
| Grutas del Coconá                          | Parque Estatal Sierra de Tabasco    | Rápidos de San José-Desempeño            | El Bellote                     | Tapijulapa                             |
|                                            |                                     |                                          |                                |                                        |
| Cenote Aktun Ha                            | Cascadas de Reforma                 | Hacienda La Luz                          | Hacienda y Temazcal La Chonita | Villa Luz                              |

### Pueblos mágicos

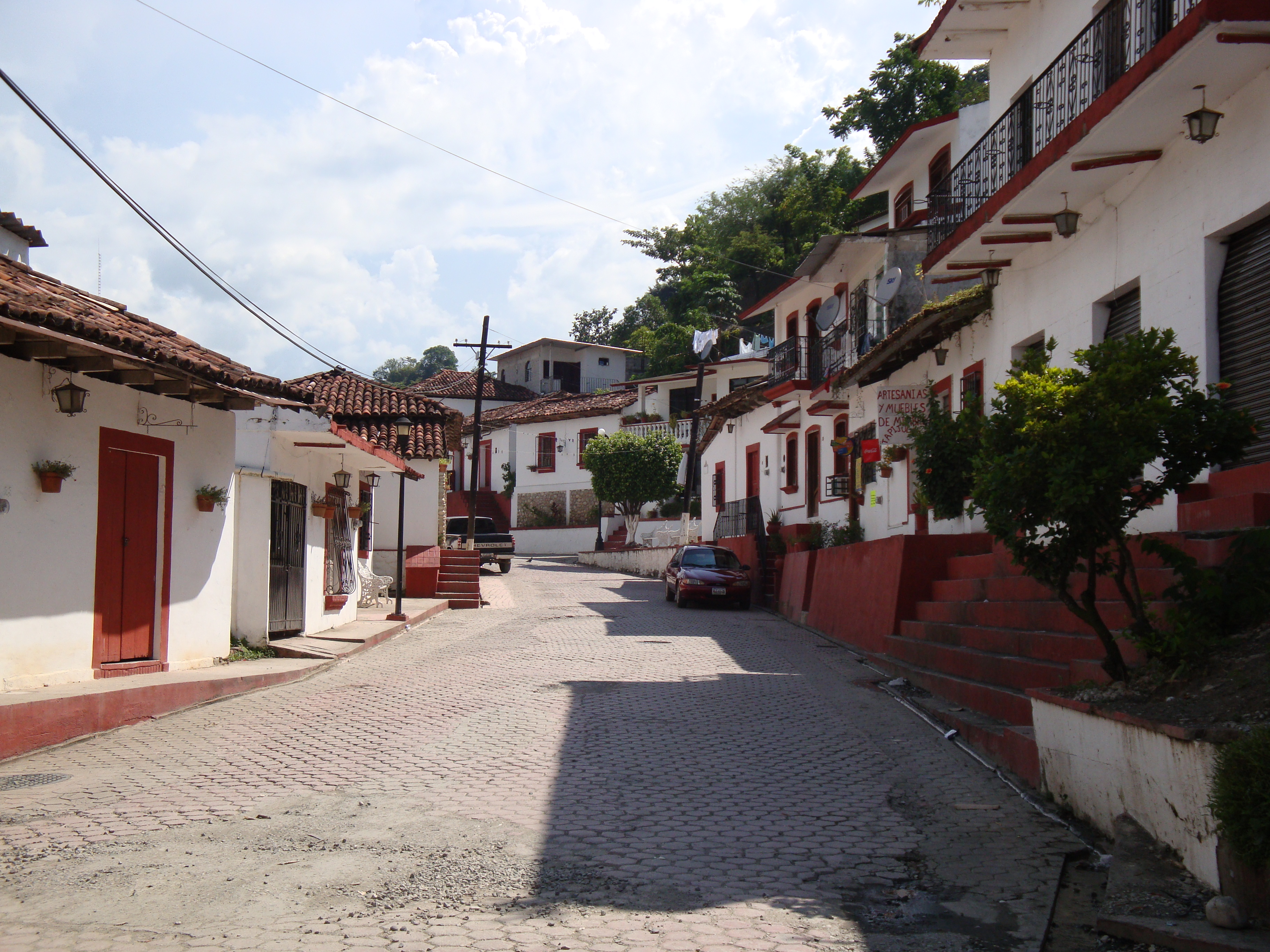
Aspecto del pueblo mágico de Tapijulapa.

El estado de Tabasco cuenta con tres Pueblos mágicos:
El Pueblo Mágico de Tapijulapa, es una población enclavada en la sierra tabasqueña, que alcanzó esta denominación el 9 de junio del año 2010, y posee una peculiar arquitectura con casas de fachadas blancas y rojas, y techos de teja de barro, sus calles angostas y adoquinadas y sus talleres artesanales, donde el visitante puede adquirir hermosas artesanías elaboradas a base de "mutusay" (mimbre). Aquí se localiza el Templo de Santiago Apóstol construido en el siglo XVIII sobre un cerro desde donde se tiene una excelente vista de toda la población. En Tapijulapa existen dos hoteles rurales y varios restaurantes, además de que se pueden visitar varios atractivos cercanos en los que se puede practicar el ecoturismo.
El Pueblo Mágico de Teapa que obtuvo su denominación el 26 de junio de 2023, cuenta con varios monumentos históricos entre los que se encuentran el Santuario de Nuestra Señora de Guadalupe conocido como Templo de Tecomajiaca construido en 1725, la iglesia de Santiago Apóstol cuya construcción fue en 1725; el Templo del Señor de Esquipulas construido en 1780; el manantial "El Mure", así como muchas casas particulares que datan del siglo XIX. También esta población cuenta con atractivos cercanos como el Monumento Ecológico Grutas de Coconá, las grutas de Las Canicas, las grutas de Los Secretos y el balneario El Azufre.
El Pueblo Mágico de Frontera obtuvo su denominación el 26 de junio de 2023, se localiza en el Golfo de México y cuenta entre sus principales atractivos, el edificio de la Aduana Marítima inaugurada por el presidente Benito Juárez en 1871, siendo la aduana más antigua, de todo México y el primer edificio construido ex profeso, para hacer Aduana, la iglesia de Nuestra Señora de Guadalupe, el parque central Quintín Aráuz, así como muchas casas del siglo XIX. En sus cercanías se localizan la Reserva de la Biósfera Pantanos de Centla, así como diversas playas entre las que destacan: El Bosque, Miramar, Pico de Oro y playa Azul.

### Pueblos pintorescos
El estado de Tabasco cuenta con el programa de Pueblos Pintorescos, por medio del cual se promocionan a diversas poblaciones típicas del estado. Actualmente este programa cuenta con cuatro pueblos pintorescos:
Oxolotán, esta población se localiza en la sierra de Tabasco, en el municipio de Tacotalpa y su atractivo principal es el Ex Convento de Santo Domingo de Guzmán que fue construido de 1572 a 1633 y en cuyo interior se localiza el Museo de la Sierra.
Chiltepec, esta población costera en el Golfo de México cuenta dentro de sus principales atractivos su gran oferta gastronómica a base de pescados y mariscos, así como su pequeño malecón y diversos murales que adornan calles y fachadas.
Villa de Guadalupe. Esta población se localiza en la sierra del Municipio de Huimanguillo, y sus principales atracciones son las actividades de ecoturísmo y aventura, ya que en sus cercanías se localiza el área natural de Agua Selva, donde es posible hacer actividades de cañonismo, senderismo, rápel, tirolesa y ascenso de cerros. También cuenta con la zona arqueológica de Malpasito.
San Pedro. Localizada en el Municipio de Balancán esta población cuenta entre sus atractivos cercanos la Reserva de la Biósfera Wanha' que protege los manglares prehistóricos del río San Pedro Mártir que datan de hace 125 mil años, el parque ecológico y balneario Cascadas de Reforma, así como las zonas arqueológicas de Moral Reforma y Aguada Fénix.

### Villahermosa
La ciudad de Villahermosa, cuenta con una importante industria turística, por sus diversos atractivos como la Zona Luz en el centro histórico, la Laguna Las Ilusiones, el Parque-Museo La Venta, el parque Tomas Garrido Canabal, el parque ecológico Yumka´, el desarrollo urbano Tabasco 2000, la Catedral del Señor de Tabasco, Laguna de la Pólvora, la plaza de Armas, zona hotelera y comercial La Choca, mirador del río Grijalva Torre del Caballero, el Centro de Entretenimiento y Negocios del Malecón, grandes y modernas plazas comerciales, y restaurantes de comida típica, nacional e internacional, entre otros atractivos. Todo esto acompañado de una buena oferta hotelera de más de 4000 habitaciones, que incluye hoteles de Gran Turismo, 5, 4 y 3 estrellas.
| Festivales turísticos y gastronómicos en Tabasco |                                           |                                |
|                                                  |                                           |                                |
| Festival del Chocolate en Villahermosa           | Festival del queso artesanal en Tenosique | Festival del Ostión en Paraíso |

## Infraestructura

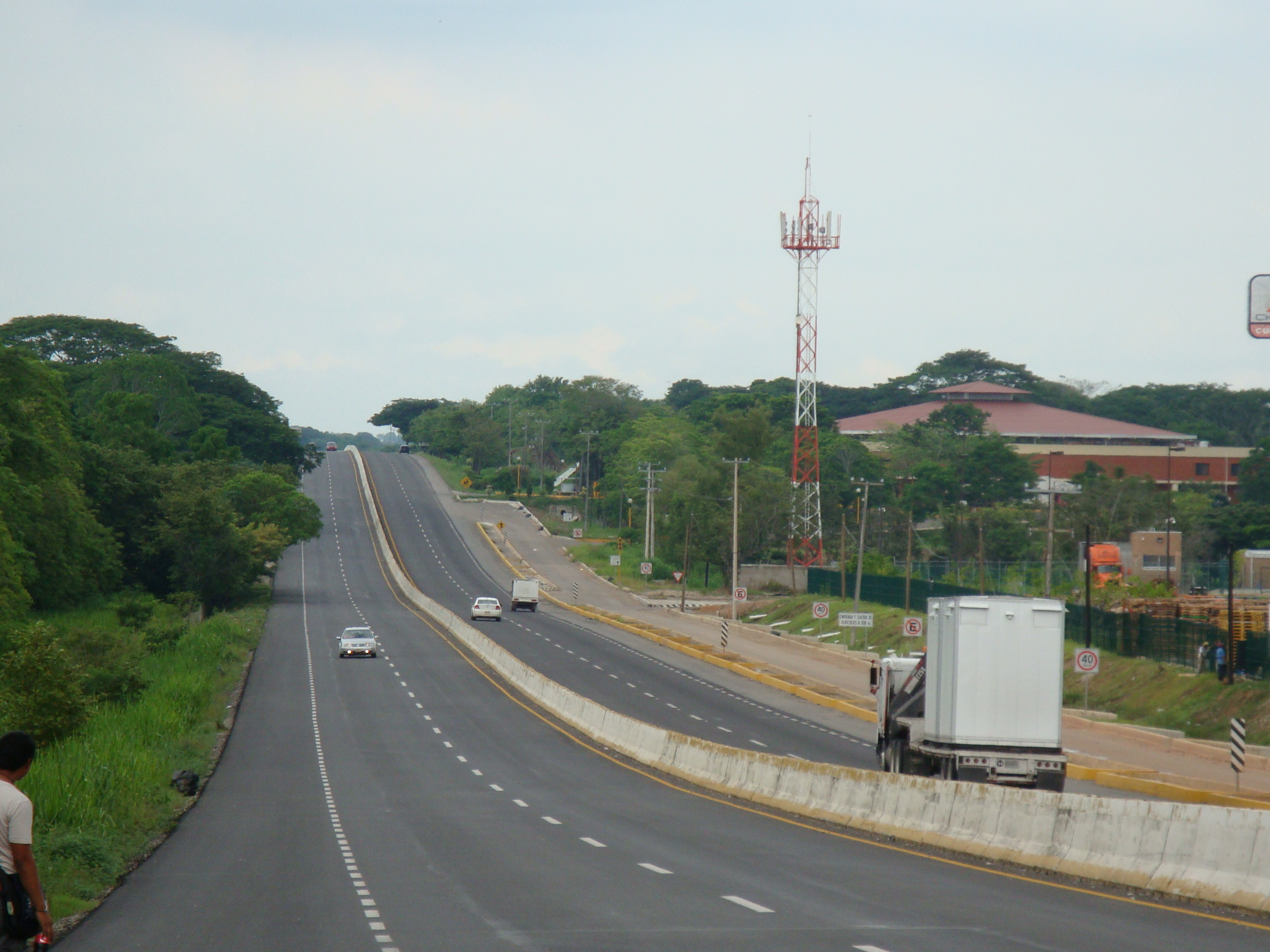
Carretera federal 186, Villahermosa-Chetumal, tramo autopista de 4 carriles Villahermosa-Macuspana.

### Comunicaciones
El estado de Tabasco cuenta con una amplia red de comunicaciones que permiten arribar a él desde cualquier punto del país, por carretera, avión, ferrocarril o vía fluvial.

#### Carreteras
Cuenta con 5686 km de carreteras, de las cuales 607.1 km son carreteras troncales federales pavimentadas; 2111 km de carreteras alimentadoras estatales pavimentadas; y 2968 km de caminos rurales (302 km pavimentadas y 2666 kilómetros revestidas).
Las carreteras más importantes con que cuenta el estado son:
- La autopista de cuatro carriles 180 Villahermosa – Coatzacoalcos.

- La carretera federal 186 Villahermosa - Chetumal; que cuenta con un tramo de 45 km de autopista de cuatro carriles hasta la ciudad de Macuspana.

- La carretera federal 180 Villahermosa - Frontera - Cd. del Carmen, que cuenta con un tramo de 20 km de autopista de 4 carriles más otro tramo de 80 km de autopista de dos carriles hasta el puente San Pedro, límite de los estados de Tabasco y Campeche.

- La carretera federal 195 Villahermosa - Tuxtla Gutiérrez.

- La carretera federal 187 Mal Paso - El Bellote, que comunica a las ciudades de Huimanguillo, Heroica Cárdenas, Comalcalco y Paraíso, y cuenta los tramos de autopista de 4 carriles: Huimanguillo-Cárdenas (15 km.) y Comalcalco-Paraíso (24 km.).

- La carretera federal 203 Entronque Emiliano Zapata - Tenosique, que comunica a las ciudades de Emiliano Zapata y Tenosique de Pino Suárez.

- La carretera internacional Tenosique - El Ceibo - Tikal (Guatemala).

- La autopista estatal de 4 carriles La Isla - Puerto Dos Bocas, que comunica de forma rápida y segura a la ciudad de Villahermosa, con las ciudades de Cunduacán, Comalcalco, Paraíso y el puerto de Dos Bocas.

Caminos y Puentes Federales de Ingreso y SC (CAPUFE), tiene bajo su operación en el estado 72 km de la autopista Villahermosa - Coatzacoalcos (tramo Heroica Cárdenas - entronque La Venta), un tramo de 22 km que va de Villahermosa a la caseta de peaje del puente Grijalva I, así como los puentes Grijalva I y Usumacinta, ambos en la carretera federal 186 Villahermosa - Chetumal.

#### Aeropuertos

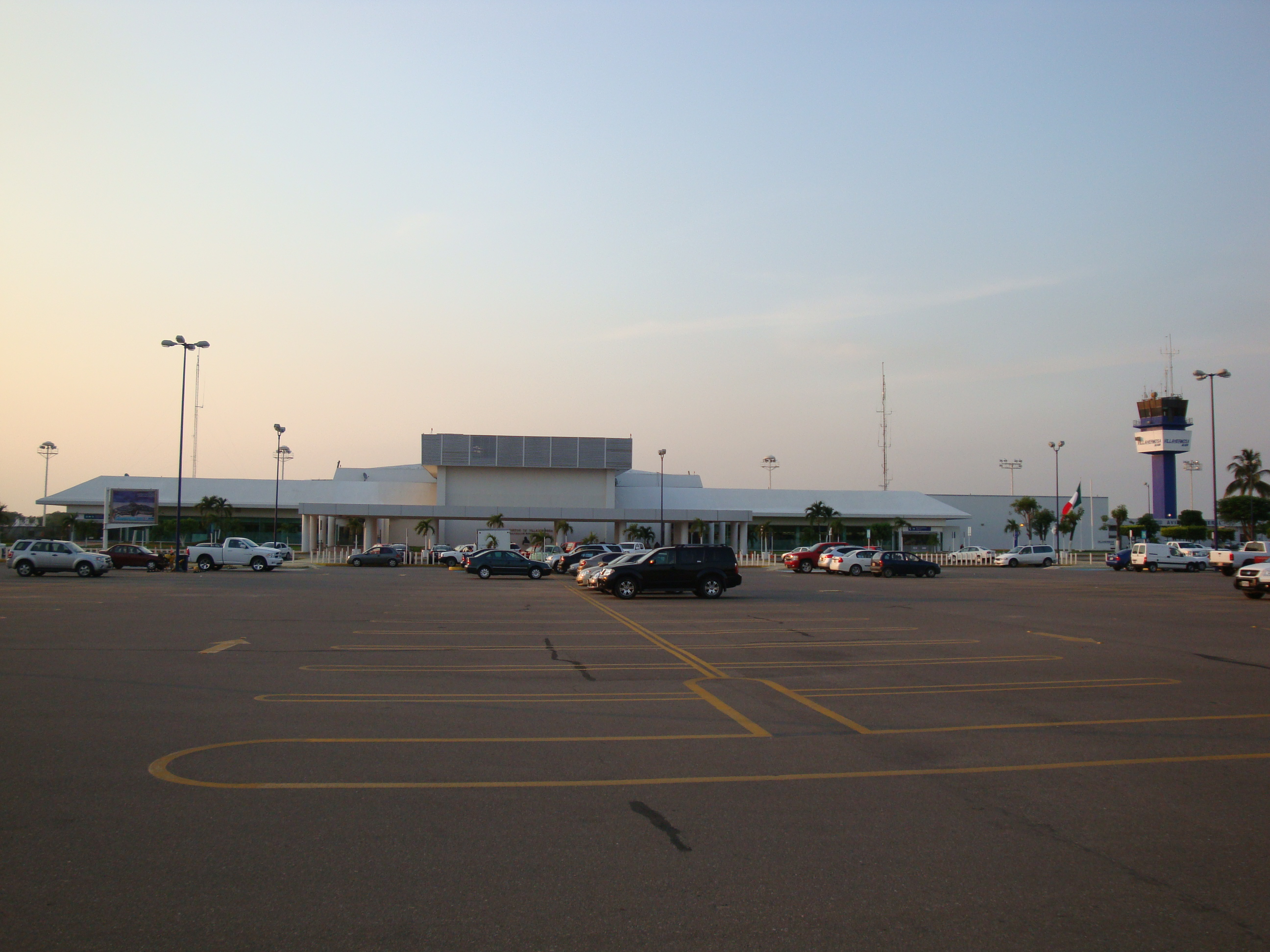
Aeropuerto Internacional Carlos Rovirosa Pérez, en la ciudad de Villahermosa.

El estado de Tabasco, cuenta con servicio aéreo desde 1929. El Aeropuerto Internacional Carlos Rovirosa Pérez ubicado en la ciudad de Villahermosa, enlaza al estado, con las ciudades de México, Toluca, Mérida, Cancún, Guadalajara, Monterrey, Reynosa, Poza Rica y Veracruz. Así mismo, el aeropuerto, recibe dos vuelos diarios internacionales con destino a la ciudad de Houston, EUA. Este aeropuerto, transportó en el 2013 a 1'014,445 094 pasajeros, lo que lo coloca en el lugar 12 a nivel nacional dentro de los aeropuertos más importantes de México y el tercero más importante del sureste de México, solo detrás de los aeropuertos de Mérida y Cancún.
También existen en el estado un campo aéreo ubicado en la ciudad de Tenosique de Pino Suárez operado actualmente por la Secretaría de la Defensa Nacional, el cual tiene capacidad para recibir aviones tipo Boeing 727, y una aeropista, localizada en Ciudad Pemex.

#### Vías férreas
Tabasco cuenta con 315 km de longitud de vías férreas, lo que facilita el traslado de mercancías entre las regiones del estado y el resto del país. La red ferroviaria estatal está constituida de 84.5% de vías troncales y ramales, 9.5% de tipo secundario y solo 6.0% de particulares.
Por este medio se transportaron 523 468 toneladas de carga, de las cuales el 61.2% correspondió a productos industriales.
El Ferrocarril del Sureste, quien es el operario de la red ferroviaria del estado, cuenta con estaciones en los municipios de Huimanguillo, Teapa, Tacotalpa, Macuspana, Tenosique y Balancán. Las estaciones más importantes por su movimiento son: Villa Chontalpa, Teapa, Macuspana, Tenosique de Pino Suárez y Villa El Triunfo.
Actualmente se construye la vía férrea Villa Chontalpa - Dos Bocas que tendrá una longitud de 96.5 km y enlazará a este puerto petrolero con la red ferroviaria del sureste y del país.

#### Vías fluviales

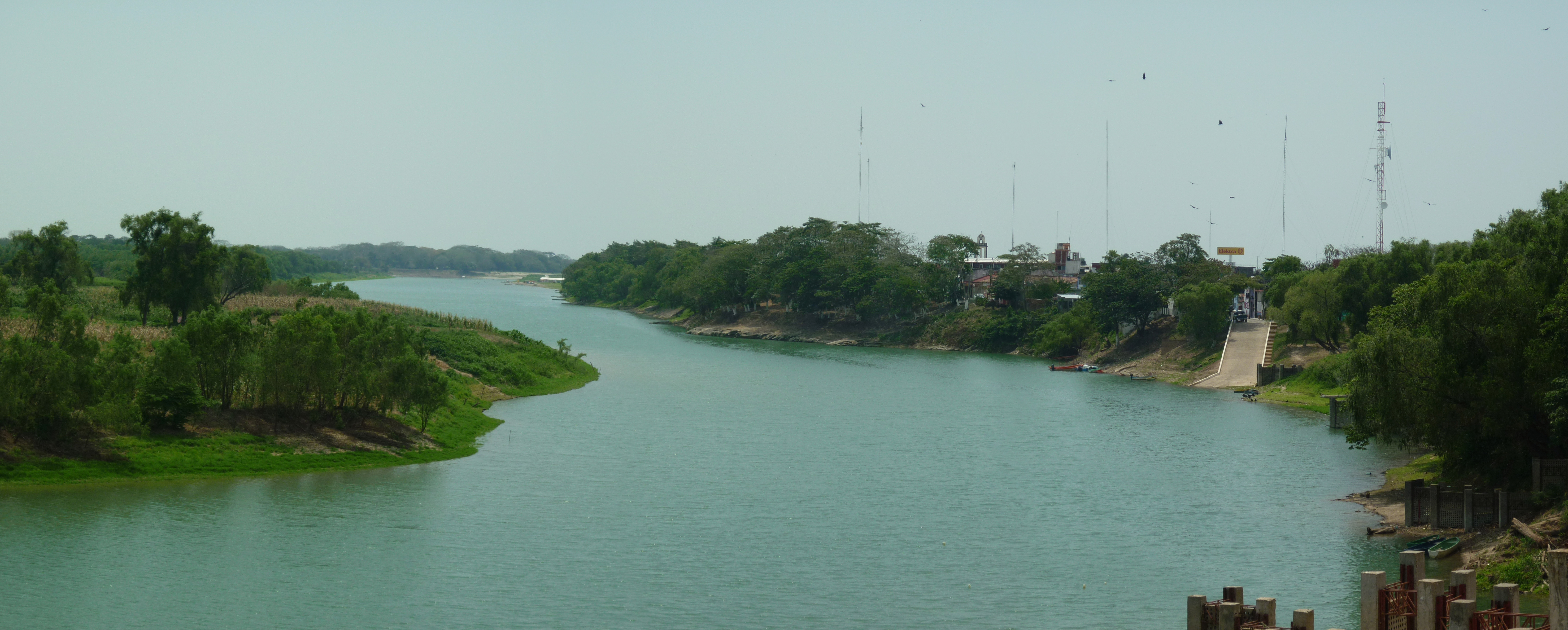
El río Usumacinta a su paso por la ciudad de Balancán.

Por vía fluvial a través de los ríos Grijalva y Usumacinta se puede llegar hasta los municipios de Tenosique, Balancán, Emiliano Zapata, Jonuta y Centla.

#### Puertos
El estado de Tabasco cuenta con los puertos de Dos Bocas y Frontera. El puerto de altura de Dos Bocas es el más importante del estado, y uno de los puertos petroleros más importante del país, ya que por aquí se exportan a grandes cantidades de petróleo provenientes del Litoral de Tabasco y la Sonda de Campeche. También por este puerto, se exportan productos agrícolas e industriales producidos en Tabasco.
El puerto de Dos Bocas tuvo en 2009 un total de 1145 entradas de barcos, colocándose en tercer lugar nacional, mientras que por volúmenes de carga, se registraron un total de 23 437 toneladas métricas, lo que ubicó al puerto, en el segundo lugar nacional, solo detrás de Pajaritos, Veracruz.

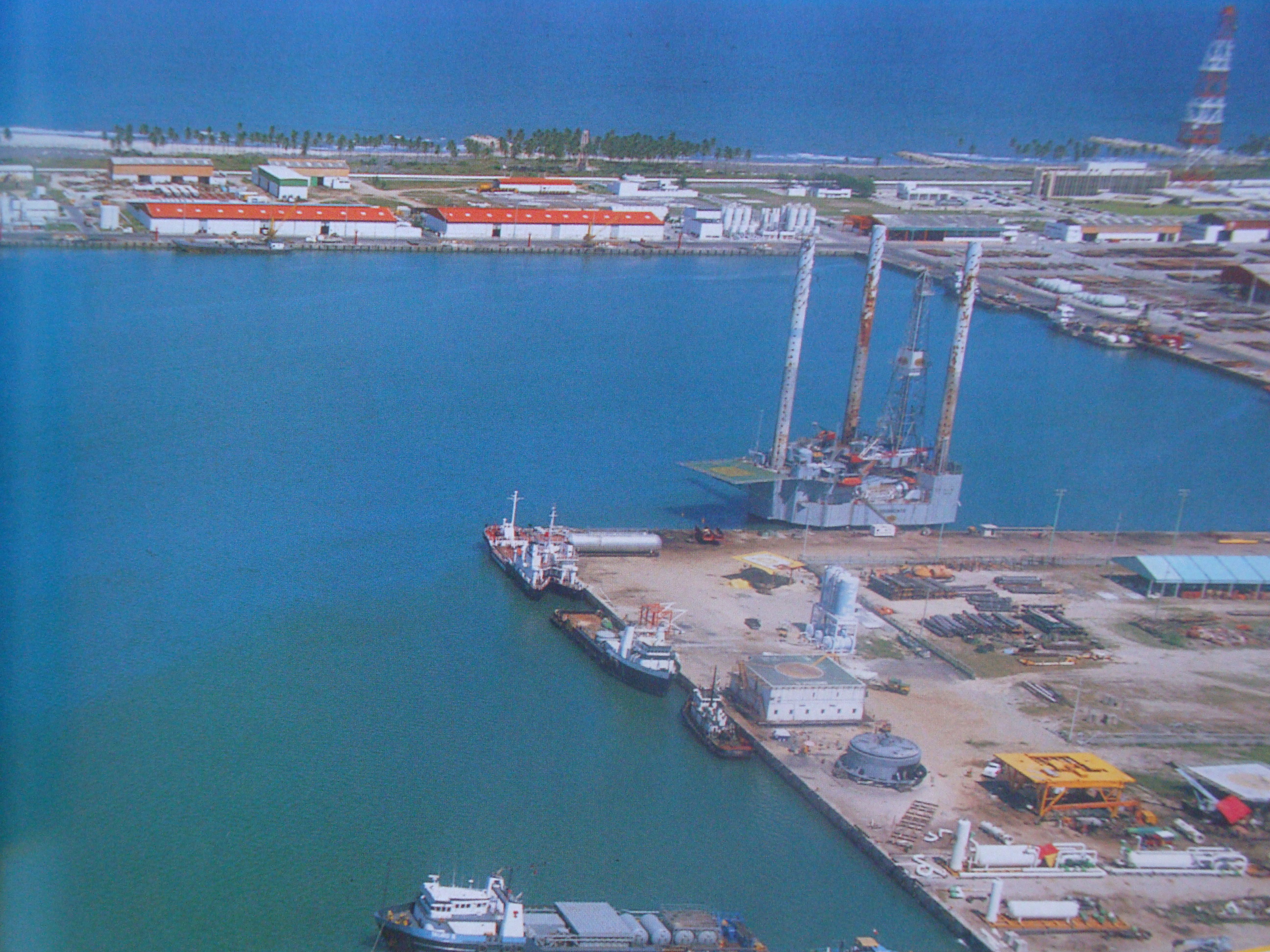
Panorámica del puerto de Dos Bocas.

Como parte del desarrollo turístico, desde el año 2009 el puerto cuenta con una terminal comercial y turística que recibe cruceros, y por segundo año consecutivo el puerto de Dos Bocas fue nombrado líder de la Ruta del Golfo. que agrupa a los puertos de Veracruz, Tabasco, Campeche y Yucatán.
El puerto de Frontera es el puerto histórico del estado. Cuenta con la primera aduana marítima del país inaugurada en 1859 por el presidente Benito Juárez. Actualmente es el polo pesquero más importante del estado y también una importante base naval de Petróleos Mexicanos al tener en sus cercanías más de 30 plataformas petroleras en el Litoral de Tabasco.
Asimismo, el estado cuenta también con los puertos pesqueros y de abrigo de Sánchez Magallanes, Chiltepec y San Pedro.

#### Puerto fronterizo
Tabasco cuenta con el puerto fronterizo de El Ceibo, localizado en el municipio de Tenosique en la frontera con la República de Guatemala y fue inaugurado el 27 de octubre de 2009. El Puerto fronterizo El Ceibo cuenta con aduana, oficinas de migración, estación cuarentenaria, así como destacamentos de la Policía Federal, Agencia Federal de Investigación y el Ejército Mexicano.

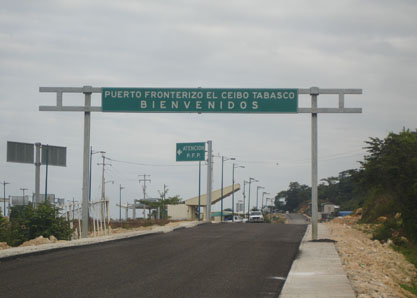
Puerto fronterizo El Ceibo, en el municipio de Tenosique.

Se tiene proyectado que por este punto, crucen una gran cantidad de automóviles y autobuses, que se dirijen a la zona arqueológica de Tikal del lado guatemalteco, así como a las ciudades de Villahermosa. Tenosique de Pino Suárez y las diversas zonas arqueológicas ubicadas del lado mexicano. De hecho en el 2011 según datos del Instituto Nacional de Migración cruzaron por este puerto fronterizo un total de 154.067 extranjeros convirtiendo a este lugar en el más importante punto de arribo de extranjeros al estado de Tabasco.

### Transporte
El organismo encargado del transporte en el estado es la Secretaría de Comunicaciones y Transportes. La ciudad de Villahermosa, cuenta con dos terminales de autobuses, la Terminal de Autobuses de Primera Clase, cuya propietaria es la empresa Autobuses de Oriente y en ella operan las empresas: ADO, ADO GL y ADO Platino que dan servicio de transporte a las principales ciudades del estado, comunicándolas con la Ciudad de México y las principales ciudades del país. También esta la Terminal de Autobuses de Tabasco o de segunda clase, que agrupa a las rutas de transporte TRT, TPV, SUR, Somellera, Transportes Villahermosa-Teapa, Permisionarios de la Sierra, Autobuses de Jalapa, Transportes de Macuspana y Transportes de Centla, que dan servicio a los municipios del estado y algunas poblaciones del sureste del país.
Además de estas dos terminales, en el interior del estado, existen terminales de autobuses en las ciudades de: Heroica Cárdenas, Comalcalco, Cunduacán, Emiliano Zapata, Frontera, Huimanguillo, Jalpa de Méndez, Macuspana y Teapa.

### Medios de comunicación

#### Televisión
La infraestructura de televisión en Tabasco incluye un canal local:
- Canal 9: con repetidoras en Tenosique, Coatzacoalcos, Tuxtla Gutiérrez y Palenque.

Existen también repetidoras de los canales nacionales de Televisa y Televisión Azteca tanto en la ciudad de Villahermosa, como en las principales ciudades del estado.
En el estado, existen además tres sistemas de televisión por cable en las ciudades de Villahermosa, Comalcalco, Macuspana y Ciudad Pemex, así como cuatro cadenas de televisión satelital (Sky, VeTV, MasTV y Dish) que cubren todo el estado.

#### Estaciones de radio
Existen en el estado 31 estaciones de frecuencia modulada (FM), 2 estaciones de amplitud modulada (AM) y 1 estación en combo (FM/AM).

#### Periódicos
- Milenio Tabasco
- Novedades de Tabasco
- Diario Presente
- Tabasco Hoy
- El Heraldo de Tabasco
- Avance Tabasco
- El Sol del Sureste
- Rumbo Nuevo
- Diario de la Tarde
- El Correo de la Tarde
- La Verdad del Sureste
- Diario Olmeca
- La Voz de Tabasco
- Diario de Tabasco
- Vespertino Olmeca

Además, existen en el estado 22 medios impresos de circulación diaria, vespertina, semanal, quincenal o mensual, tanto en la capital del estado como en los municipios.

## Demografía

### Dinámica poblacional

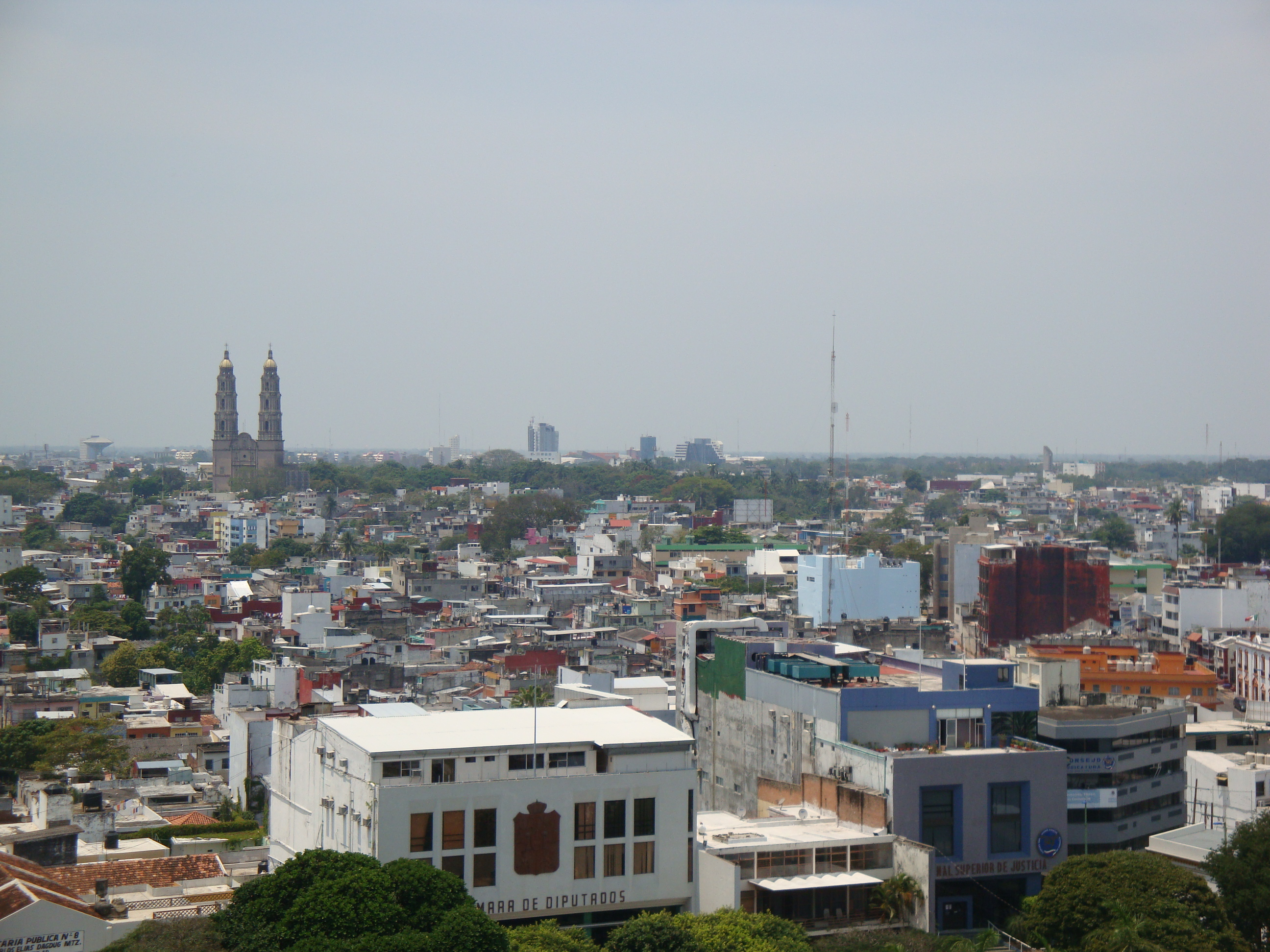
Panorámica de la ciudad de Villahermosa, capital del estado.

De acuerdo con el censo de Población y Vivienda 2020; llevado a cabo por el INEGI; el estado de Tabasco contaba con una población de 2 402 598 habitantes; de los cuales 1 228 927 son mujeres y el restante 1 173 671 son hombres.
En 1980, la población del estado ascendía a 1 169 179 habitantes, de los cuales 587 332 (51%) eran hombres y 582 447 (49%) mujeres; mientras que en 1990 era de 1 501 744 habitantes, siendo 751 762 (50.05%) mujeres y 749 982 (49.95%) hombres; en 1995, la población aumentó a 1 748 769 habitantes; finalmente, en el 2000 la población llegó a 1 891 829 habitantes, siendo 934 515 hombres y 957 314 mujeres.
Esto indica un crecimiento anual promedio del 3.3% en el período 1980-2000. El mayor crecimiento demográfico se dio a partir de la década de los años 1960, debido al crecimiento de la industria petrolera en la región y el desarrollo de grandes proyectos agrícolas, como el Plan Chontalpa.
La densidad de población del estado es de aproximadamente 81 habitantes por km², lo que coloca a Tabasco en el lugar 12 a nivel nacional. Villahermosa es la mayor aglomeración urbana, con una población de 614 308 habitantes en el 2005; pero la Chontalpa es la zona con la mayor densidad de población, con localidades importantes como Comalcalco, Cunduacán y Cárdenas, mientras que los municipios más densamente poblados son Cárdenas y Centro, con más de 200 habitantes por kilómetro cuadrado. El oriente del estado es la región que presenta la menor densidad de población, la mayoría de los asentamientos de esa región se ubican sobre las márgenes del Usumacinta.

### Indicadores sociodemográficos

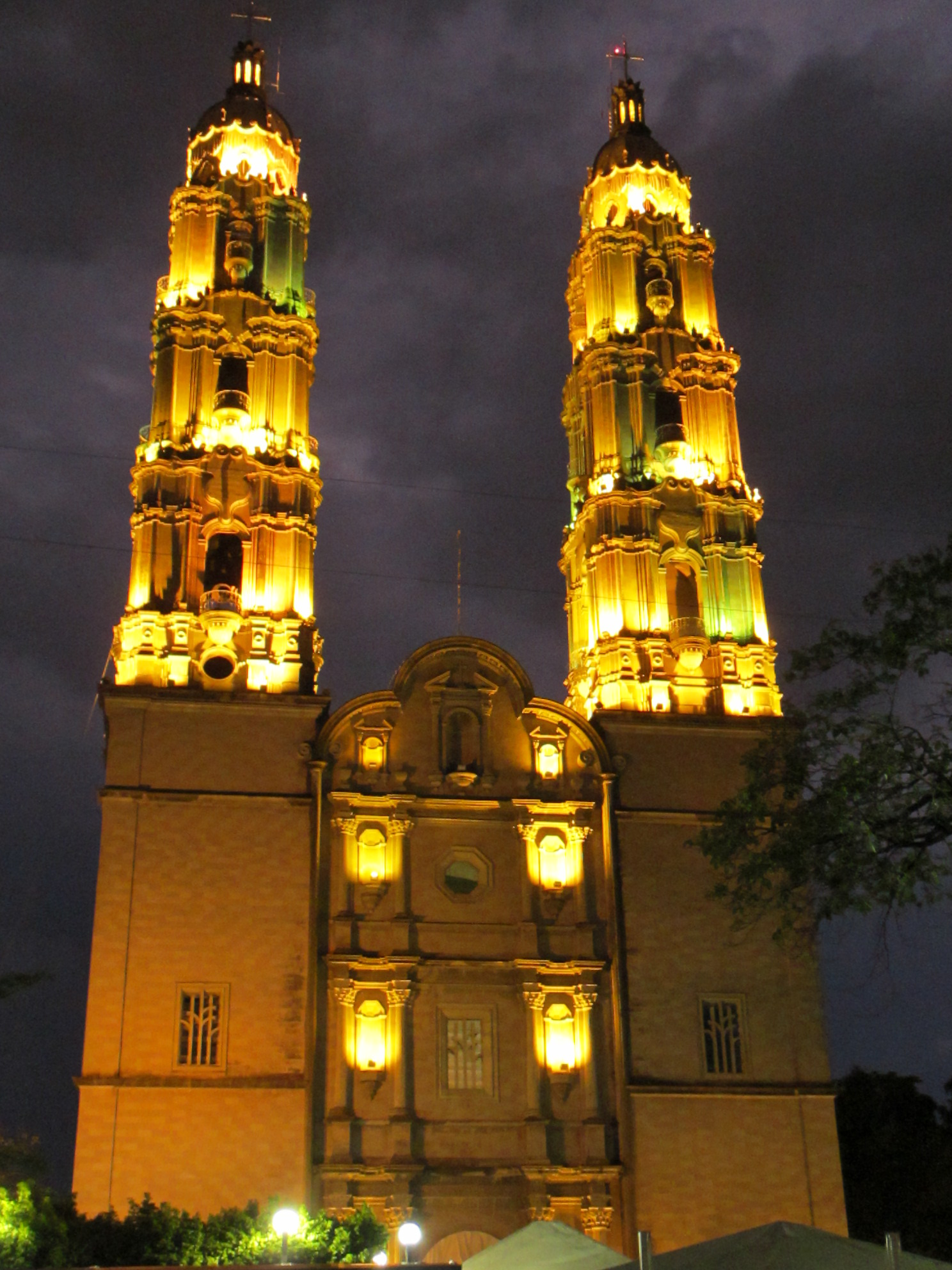
Catedral de Villahermosa, principal templo católico en el estado.

Para el 2020, Tabasco alcanzó un total de 91 025 hablantes de alguna lengua indígena (casi el doble de la cifra anterior que era de 52 139 hablantes). De esta cifra, se sabe que de cada cien personas, doce de ellas no domina el español. Las lenguas más importantes, según el número de hablantes en el estado, son el chontal de Tabasco (60 255 hablantes), el chol (20 017 hablantes), el tseltal (3947 hablantes) y el tsotsil (1604 hablantes), lo que coloca al estado en el decimosegundo lugar; el resto de las lenguas habladas en Tabasco no alcanzan los mil hablantes.
La tasa de natalidad es de 19.3 nacimientos por cada mil habitantes al año, ligeramente superior a la tasa nacional; colocándose Tabasco en el noveno lugar nacional en este rubro. La esperanza de vida en el estado es de 82.5 años, mientras que la tasa de mortalidad es de 4 muertes por millar al año, inferior a la tasa nacional; el estado se ubica en el 26.º lugar nacional en ambas categorías.
El alfabetismo en habitantes de más de 15 años es del 91.3%; en hombres asciende a 93.1% y en mujeres es de 89.6%. Tabasco ocupa el primer lugar nacional en cuanto a cobertura de la demanda de educación preescolar; con el 87.8% cubierto. El 87.6% de la población mayor de 15 años posee estudios posteriores a la escuela primaria, el 16.1% cuenta tan solo con esta última; mientras que el 4.7% de la población no terminó la primaria o no ha recibido instrucción alguna (7.5% y 17.2% respectivamente).
El 62.2% de los tabasqueños es católico; mientras que el 27%, son protestantes. El 4.0% no tiene una religión y se consideran únicamente creyentes, y el 10.2% de los habitantes se consideran ateos o sin creencia hacia alguna religión.

### Áreas urbanas
En el estudio sobre zonas metropolitanas (ZM), publicado en 2005, por el Consejo Nacional de Población (CONAPO), el Instituto Nacional de Estadística y Geografía (INEGI) y la Secretaría de Desarrollo Social (SEDESOL), se estableció que en el estado de Tabasco existe solo una zona metropolitana: la zona metropolitana de Villahermosa, la cual aglutina a los municipios de Centro (en donde se ubica la ciudad de Villahermosa) y Nacajuca, siendo esta conurbación la segunda más poblada del sureste y la vigésima segunda más poblada de México.
También existe una conurbación importante en la ciudad de Cárdenas, ya que debido a su crecimiento demográfico, la mancha urbana ha absorbido comunidades que hoy son colonias de la ciudad y que se asientan en territorio del municipio de Huimanguillo.

## Cultura

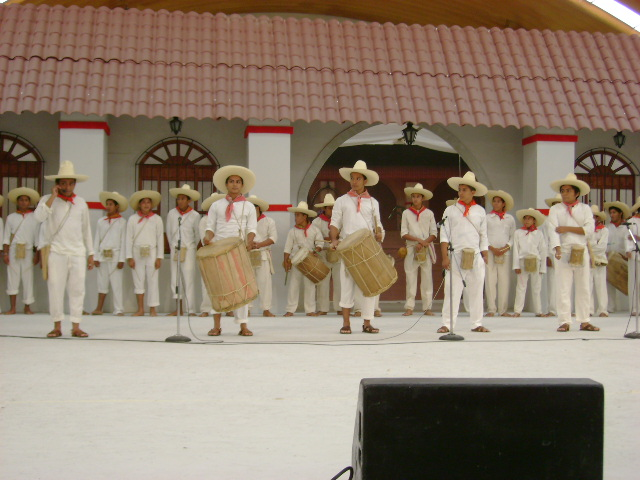
Los tamborileros de Tabasco

Tabasco cuenta con una gran variedad de manifestaciones culturales de interés y su producción artística ha recibido reciente atención por parte de las instancias gubernamentales.
En el centro histórico de Villahermosa, encontramos uno de los edificios más representativos ya que alberga cientos de recuerdos de muchos Tabasqueños y de su historia misma. Lo que alguna vez fue el palacio municipal y una de las bibliotecas más recordadas se ha convertido en el centro cultural Villahermosa donde podemos encontrar diversas exposiciones plásticas y fotográficas, talleres, servicios educativos, conferencias e infinidad de eventos que contrastan en definitiva con la arquitectura extraordinaria y en renovación de este edificio único en su tipo en la región sureste de México.

### Museos
En Tabasco existen en total 21 museos de diferentes rubros, 8 se localizan en la capital del estado, y los restantes en diferentes municipios.
| Nombre                                                | Tipo                          | Localidad                | Municipio       |
| ----------------------------------------------------- | ----------------------------- | ------------------------ | --------------- |
| Parque-Museo La Venta                                 | Cultura olmeca                | Villahermosa             | Centro          |
| Museo Regional de Antropología Carlos Pellicer Cámara | Antropología                  | Villahermosa             | Centro          |
| Museo de Historia de Tabasco                          | Historia                      | Villahermosa             | Centro          |
| Museo de Cultura Popular                              | Cultura y artesanías          | Villahermosa             | Centro          |
| Casa Museo Carlos Pellicer Cámara                     | Historia                      | Villahermosa             | Centro          |
| Museo de Historia Natural José Narciso Rovirosa       | Natural                       | Villahermosa             | Centro          |
| Museo Interactivo Papagayo                            | Infantil                      | Villahermosa             | Centro          |
| Museo de Elevado de Villahermosa                      | Arte contemporáneo            | Villahermosa             | Centro          |
| Museo de sitio de La Venta                            | Cultura olmeca                | La Venta                 | Huimanguillo    |
| Museo de sitio de Comalcalco                          | Cultura maya                  | Comalcalco               | Comalcalco      |
| Museo Comunitario de la Virgen de Cupilco             | Historia oral                 | Cupilco                  | Comalcalco      |
| Museo de sitio de Pomoná                              | Cultura maya                  | Zona arqueológica        | Tenosique       |
| Museo Dr. José Gómez Panaco                           | Cultura maya                  | Balancán de Domínguez    | Balancán        |
| Museo Arqueológico de Jonuta                          | Cultura maya                  | Jonuta                   | Jonuta          |
| Casa Museo del Coronel Gregorio Méndez Magaña         | Historia                      | Jalpa de Méndez          | Jalpa de Méndez |
| Museo de la Sierra                                    | Época colonial                | Oxolotán                 | Tacotalpa       |
| Museo de la ciudad Ventura Marín Azcuaga              | Cultura maya y fotografías    | Emiliano Zapata          | Emiliano Zapata |
| Museo "José Natividad Correa Toca"                    | Cultura maya y época colonial | Teapa                    | Teapa           |
| Museo de Historia de Tenosique                        | Cultura maya                  | Tenosique de Pino Suárez | Tenosique       |
| Museo de Historia Natural de Tenosique                | Natural                       | Tenosique de Pino Suárez | Tenosique       |
| Casa Museo de Tomás Garrido Canabal                   | Arqueología e historia        | Tapijulapa               | Tacotalpa       |

### Festividades

#### Feria Tabasco
La fiesta más importante del estado es la Feria Tabasco que se realiza entre los meses de abril y mayo; y cuyos primeros antecedentes datan de 1786 y ya más en forma desde 1880, siendo instituida oficialmente en 1928 por el exgobernador Tomás Garrido Canabal. Esta festividad es de tipo comercial, turística, artística e industrial.
Desde 1953 se realiza también, en conjunto con las exposiciones, el Baile de Embajadoras; en el cual 17 muchachas (las embajadoras) representan a sendos municipios en una competencia por el título de la Flor más Bella de Tabasco. Durante la feria, se celebra un desfile de carros alegóricos por las calles de Villahermosa, cada carro se adorna con motivos alusivos a los municipios y en ellos, las embajadoras pasean por la ciudad ataviadas con trajes típicos. Lo mismo sucedía sobre las aguas del Grijalva, donde se realiza el desfile de los barcos alegóricos igualmente adornadas frente al malecón de Villahermosa.
La Feria Tabasco, tiene una duración de 10 días y recibió en el 2016 en total más de dos millones de visitantes, lo que la coloca entre las tres más importantes del país por el número de visitantes, expositores y atracciones.

#### Festival Cultural Ceiba

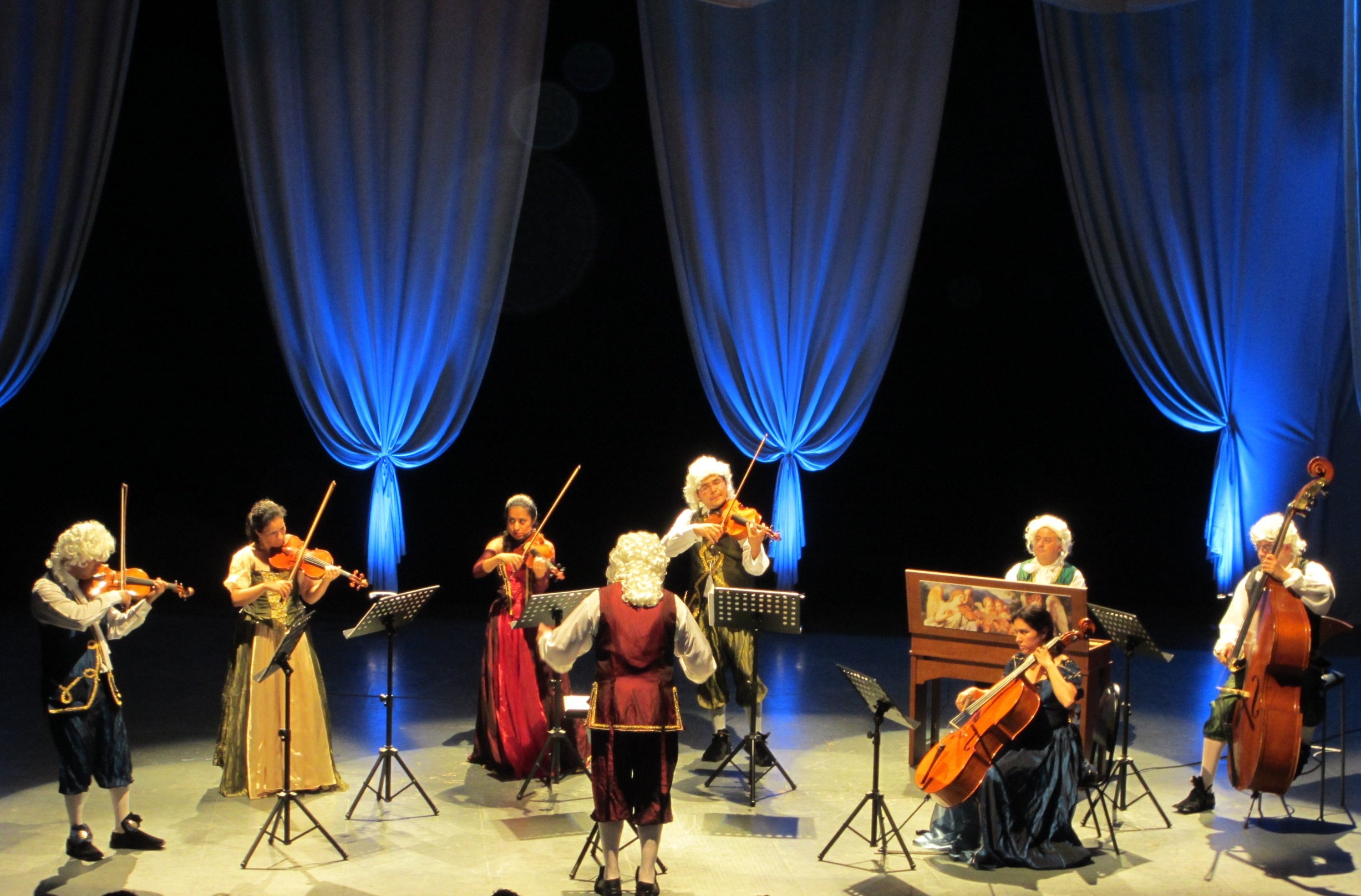
Orquesta "Viva Vivaldi" en una edición del Festival Ceiba.

En 2003 se instituyó el Festival Cultural Ceiba, que tiene como propósito la difusión de la cultura y las Bellas Artes dentro del estado, así como la promoción de la producción artística local hacia el resto del país.
El festival, se realiza cada año entre los meses de octubre y noviembre y cuenta con la presencia de artistas y grupos teatrales tanto de México como de otros países invitados. Dentro del evento, el Gobierno del Estado entrega la presea Savia del Edén a personalidades destacadas en el ámbito cultural nacional e internacional.

#### Carnaval de Villahermosa
En Villahermosa se celebra año tras año antes del miércoles de ceniza el Carnaval Villahermosa, en el que se realizan desfiles infantiles y de adultos, donde encontramos comparsas de fantasía y de disfraz, carros alegóricos y un sinfín de actividades, y que cuenta con la participación de comparsas provenientes de algunos estados de la región como Veracruz, Campeche y Yucatán.

#### Carnaval de Tenosique
El mayor atractivo de la ciudad de Tenosique de Pino Suárez lo constituye su Carnaval, al que sus habitantes consideran «el más raro del mundo» ya que tiene raíces prehispánicas, y es el más famoso del estado. Se realiza desde finales de enero hasta el Miércoles de Ceniza. Durante la festividad, los habitantes se avientan harina y después presencian la famosa danza del Pochó. El Carnaval de Tenosique, atrae no solo a turistas de la capital del estado y municipios cercanos, sino también a personas de estados vecinos, quienes abarrotan los cuartos de los hoteles existentes en la ciudad.

#### Festival de la ciudad de Villahermosa
El 24 de junio Villahermosa celebra el aniversario de su fundación, ya que antiguamente era conocida como San Juan Bautista, y por este motivo, se lleva a cabo durante el mes de junio, uno de los eventos culturales y artísticos más destacados desde el año 2001 Festival de la Ciudad Villahermosa, que incluye exposiciones fotográficas, conferencias, mesas redondas, eventos musicales y artísticos con talento regional como internacional y se desarrolla en diferentes recintos de la ciudad.

#### Fiestas populares
| \| Nombre \| Fecha \| Localidad \| Municipio \| \| ----------------------------------------------------------------------- \| ---------------------------------- \| ------------------------ \| --------------- \| \| Fiesta de la virgen de la Candelaria \| 25 de enero al 2 de febrero \| Villa Ignacio Zaragoza \| Centla \| \| Carnaval de Tenosique \| 26 de enero al Miércoles de Ceniza \| Tenosique de Pino Suárez \| Tenosique \| \| Fiesta de San Marcos y feria municipal de Paraíso \| 17 al 25 de abril \| Paraíso \| Paraíso \| \| Fiesta de San Lázaro \| 5° viernes de Cuaresma \| Mazateupa \| Nacajuca \| \| Pesca de la Sardina Ciega \| domingo de ramos \| Villa Luz, Tapijulapa \| Tacotalpa \| \| Fiesta del Santo Sepulcro \| Viernes Santo \| Oxolotán \| Tacotalpa \| \| Feria Tabasco \| 30 abril Al 10 de mayo \| Villahermosa \| Centro \| \| Fiesta de San Marcos \| 17 al 25 de abril \| Balancán de Domínguez \| Balancán \| \| Fiesta de San Antonio de Padua \| 1° al 14 de mayo \| Heroica Cárdenas \| Cárdenas \| \| Feria municipal de Teapa \| 1° al 5 de mayo \| Teapa \| Teapa \| \| Fiesta de San Isidro Labrador y feria municipal de Comalcalco \| 3 al 16 de mayo \| Comalcalco \| Comalcalco \| \| Feria municipal de Macuspana \| 7 al 15 de mayo \| Macuspana \| Macuspana \| \| Fiesta del Señor de la Salud (Cristo Negro) y feria municipal de Jonuta \| 25 al 31 de mayo \| Jonuta \| Jonuta \| \| Fiesta de la Virgen de la Asunción \| 17 al 22 de mayo \| Oxiacaque \| Nacajuca \| \| Fiesta de la Virgen María y feria municipal de Jalpa de Méndez \| durante todo el mes de mayo \| Jalpa de Méndez \| Jalpa de Méndez \| \| Feria municipal de Cárdenas \| 1° al 14 de junio \| Heroica Cárdenas \| Cárdenas \| \| Feria municipal de Jalapa \| 14 al 29 de junio \| Jalapa \| Jalapa \| \| Fiesta de la Virgen del Carmen \| 15 al 16 de julio \| Chiltepec \| Paraíso \| \| Fiesta de la Virgen del Carmen \| 16 al 26 de julio \| Tapotzingo \| Nacajuca \| \| Fiesta de la Virgen de Santa Ana \| 22 al 26 de julio \| Villa Sánchez Magallanes \| Cárdenas \| \| Feria de Tapijulapa \| 22 al 25 de julio \| Tapijulapa \| Tacotalpa \| \| Fiesta de Santa Ana \| 22 al 26 de julio \| Frontera \| Centla \| \| Fiesta de la Asunción \| 1° al 19 de agosto \| Cupilco \| Comalcalco \| \| Feria municipal de Tacotalpa \| 12 al 16 de agosto \| Tacotalpa \| Tacotalpa \| \| Fiesta de la Virgen de los Remedios y feria municipal de Nacajuca \| 26 de agosto al 4 de septiembre \| Nacajuca \| Nacajuca \| \| Fiesta de Virgen de la Natividad \| 1 al 8 de septiembre \| Cunduacán \| Cunduacán \| \| Feria del Señor de las Lluvias \| 1° al 14 de septiembre \| Teapa \| Teapa \| \| Feria municipal de Tenosique \| mes de septiembre \| Tenosique de Pino Suárez \| Tenosique \| \| Feria municipal de Huimanguillo \| 9 al 16 de septiembre \| Huimanguillo \| Huimanguillo \| \| Fiesta de San Miguel Arcángel \| 27 al 30 de septiembre \| Ayapa \| Jalpa de Méndez \| \| Feria municipal de Emiliano Zapata \| 25 al 31 de octubre \| Emiliano Zapata \| Emiliano Zapata \| \| Fiesta de la Natividad \| 5 al 8 de diciembre \| Cuauhtémoc \| Centla \| \| Feria municipal de Balancán \| 9 al 16 de diciembre \| Balancán de Domínguez \| Balancán \| \| Feria municipal de Frontera \| 1 al 12 de diciembre \| Centla \| Tabasco \| |                                    |                          |                 |
| Nombre | Fecha                              | Localidad                | Municipio       |
| Fiesta de la virgen de la Candelaria | 25 de enero al 2 de febrero        | Villa Ignacio Zaragoza   | Centla          |
| Carnaval de Tenosique | 26 de enero al Miércoles de Ceniza | Tenosique de Pino Suárez | Tenosique       |
| Fiesta de San Marcos y feria municipal de Paraíso | 17 al 25 de abril                  | Paraíso                  | Paraíso         |
| Fiesta de San Lázaro | 5° viernes de Cuaresma             | Mazateupa                | Nacajuca        |
| Pesca de la Sardina Ciega | domingo de ramos                   | Villa Luz, Tapijulapa    | Tacotalpa       |
| Fiesta del Santo Sepulcro | Viernes Santo                      | Oxolotán                 | Tacotalpa       |
| Feria Tabasco | 30 abril Al 10 de mayo             | Villahermosa             | Centro          |
| Fiesta de San Marcos | 17 al 25 de abril                  | Balancán de Domínguez    | Balancán        |
| Fiesta de San Antonio de Padua | 1° al 14 de mayo                   | Heroica Cárdenas         | Cárdenas        |
| Feria municipal de Teapa | 1° al 5 de mayo                    | Teapa                    | Teapa           |
| Fiesta de San Isidro Labrador y feria municipal de Comalcalco | 3 al 16 de mayo                    | Comalcalco               | Comalcalco      |
| Feria municipal de Macuspana | 7 al 15 de mayo                    | Macuspana                | Macuspana       |
| Fiesta del Señor de la Salud (Cristo Negro) y feria municipal de Jonuta | 25 al 31 de mayo                   | Jonuta                   | Jonuta          |
| Fiesta de la Virgen de la Asunción | 17 al 22 de mayo                   | Oxiacaque                | Nacajuca        |
| Fiesta de la Virgen María y feria municipal de Jalpa de Méndez | durante todo el mes de mayo        | Jalpa de Méndez          | Jalpa de Méndez |
| Feria municipal de Cárdenas | 1° al 14 de junio                  | Heroica Cárdenas         | Cárdenas        |
| Feria municipal de Jalapa | 14 al 29 de junio                  | Jalapa                   | Jalapa          |
| Fiesta de la Virgen del Carmen | 15 al 16 de julio                  | Chiltepec                | Paraíso         |
| Fiesta de la Virgen del Carmen | 16 al 26 de julio                  | Tapotzingo               | Nacajuca        |
| Fiesta de la Virgen de Santa Ana | 22 al 26 de julio                  | Villa Sánchez Magallanes | Cárdenas        |
| Feria de Tapijulapa | 22 al 25 de julio                  | Tapijulapa               | Tacotalpa       |
| Fiesta de Santa Ana | 22 al 26 de julio                  | Frontera                 | Centla          |
| Fiesta de la Asunción | 1° al 19 de agosto                 | Cupilco                  | Comalcalco      |
| Feria municipal de Tacotalpa | 12 al 16 de agosto                 | Tacotalpa                | Tacotalpa       |
| Fiesta de la Virgen de los Remedios y feria municipal de Nacajuca | 26 de agosto al 4 de septiembre    | Nacajuca                 | Nacajuca        |
| Fiesta de Virgen de la Natividad | 1 al 8 de septiembre               | Cunduacán                | Cunduacán       |
| Feria del Señor de las Lluvias | 1° al 14 de septiembre             | Teapa                    | Teapa           |
| Feria municipal de Tenosique | mes de septiembre                  | Tenosique de Pino Suárez | Tenosique       |
| Feria municipal de Huimanguillo | 9 al 16 de septiembre              | Huimanguillo             | Huimanguillo    |
| Fiesta de San Miguel Arcángel | 27 al 30 de septiembre             | Ayapa                    | Jalpa de Méndez |
| Feria municipal de Emiliano Zapata | 25 al 31 de octubre                | Emiliano Zapata          | Emiliano Zapata |
| Fiesta de la Natividad | 5 al 8 de diciembre                | Cuauhtémoc               | Centla          |
| Feria municipal de Balancán | 9 al 16 de diciembre               | Balancán de Domínguez    | Balancán        |
| Feria municipal de Frontera | 1 al 12 de diciembre               | Centla                   | Tabasco         |

### Indumentaria típica
- El traje regional femenino: consta de una blusa blanca de cuello ovalado hasta los hombros, lleva en los bordes de escote y mangas una tira bordada en punto de cruz con motivos florales, sobre todo tulipanes (hibiscus rosa-sinensis) (flor representativa del estado) y colores alegres sobre fondo oscuro. La falda es amplia y terminada en olán muy plegado; adornada con motivos florales (traje típico casual), en pie de falda del traje de gala que puede ser blanca o azul se destacan o notan cuatro cintas de colores (rojo, verde, amarillo y azul) cuyo significado hace tributo a las cuatro regiones que dividen al estado; azul: región de los ríos, rojo: región del centro, verde: región de la sierra, y amarillo: región de la chontalpa. Se usan, como accesorios del vestuario, un paliacate o pañuelo rojo colgado de la cintura; un rebozo de color vivo en combinación con el de la falda; zapatos negros, cerrados, de tacón bajo. El peinado es recogido hacia atrás en un moño adornado por un lado con dos flores de tulipán una roja y la otra en color amarillo, y por el otro, con cuatro peinetas de los colores de las regiones.

- El traje regional masculino: sencillo, se compone de camisa y pantalón blancos, botines y cinturón negros y un sombrero chontal, de paja con cuatro picos. Lleva un pañuelo o paliacate rojo al cuello. Adicionalmente, se incluyen un morral, un machete al cinto y una cantimplora (o bush) llena de pozol (bebida típica a base de maíz y cacao); los cuales se utilizan en las faenas diarias en el campo.

| Trajes regionales del estado de Tabasco |                              |                        |
|                                         |                              |                        |
| Traje regional ordinario                | Traje regional de media gala | Traje regional de gala |

### Artesanías
La expresión creadora de los artesanos tabasqueños de hoy proviene de la cultura olmeca y de la cultura maya, quienes se establecieron en esta región.
Esta larga tradición de cerámica, escultura, tejido y labrado se ha desarrollado con mucha intensidad, preservando la memoria histórica del arte decorativo tabasqueño.
Destacan en la elaboración de artesanías los siguientes municipios:
Nacajuca.- Las artesanías se elaboran principalmente en las comunidades chontales de Tapotzingo, Arroyo, Tecoluta, Tucta, Mazateupa y Taxco; una multitud de artículos de uso y ornato, como petates, sombreros, abanicos, escobas, canastos, cortinas, gorras, bolsos de mano, tiras bordadas, adornos diversos de guano y joloche pintado, máscaras de madera, cayucos en miniatura, así como también objetos de cerámica y barro, flautas y tambores de diversos tamaños.
Centla y Tenosique.- En estos municipios se elaboran diversos artículos con pieles exóticas de manatí, lagarto, peces víbora, tiburón, mono, iguana y ganado vacuno. Los artículos más producidos son cinturones, bolsos de mano, billeteras, etc.
Jalpa de Méndez.- Se distingue por el labrado a mano de jícaras y la elaboración de diversos objetos de alfarería.
Tacotalpa.- Desarrolla la elaboración de muebles y numerosos objetos de mimbre (matusay) y canastos de bejuco.
Jalapa.- Principalmente se tallan cayucos en miniatura.
Centro.- Se trabaja el tallado de madera y hueso, los pirograbados y numerosos objetos de alfarería, cerámica rústica, utilitaria y decorativa, pintada a mano; labrado de hueso de pescado y de toro; se trabaja la piel de pescado. Se elaboran también bushes y coladores.
Tenosique.- Se tallan máscaras de madera y se realizan figuras de joloche (hoja del elote).
En casi todo el estado se utiliza la madera para fabricar cayucos, bateas y canaletes; en cerámica: apastes, comales, ollas, tinajas, cajetes, sahumerios, incenciarios y juguetería. Con fibras naturales de guano, jolotzín, cañita, carrizo, junco y bejuco se elaboran bolsos de mano, sombreros, petates, cojines, mecapales, lámparas, canastos y abanicos; estos trabajos ponen de manifiesto lo variado y valioso de la artesanía tabasqueña.
| Artesanías de Tabasco                                 |                                       |                             |                              |                              |
|                                                       |                                       |                             |                              |                              |
| Jícaras labradas, Jalpa de Méndez                     | Cojines de fibra de jacinto, Nacajuca | Cerámica y figuras, Paraíso | Muebles de Mimbre, Tacotalpa | Chocolates, Comalcalco       |
|                                                       |                                       |                             |                              |                              |
| Figuras en madera y productos de talabartería, Centla | Máscara, Nacajuca                     | Figuras de concha, Paraíso  | Figuras talladas, Jonuta     | Figuras en madera, Macuspana |

### Gastronomía

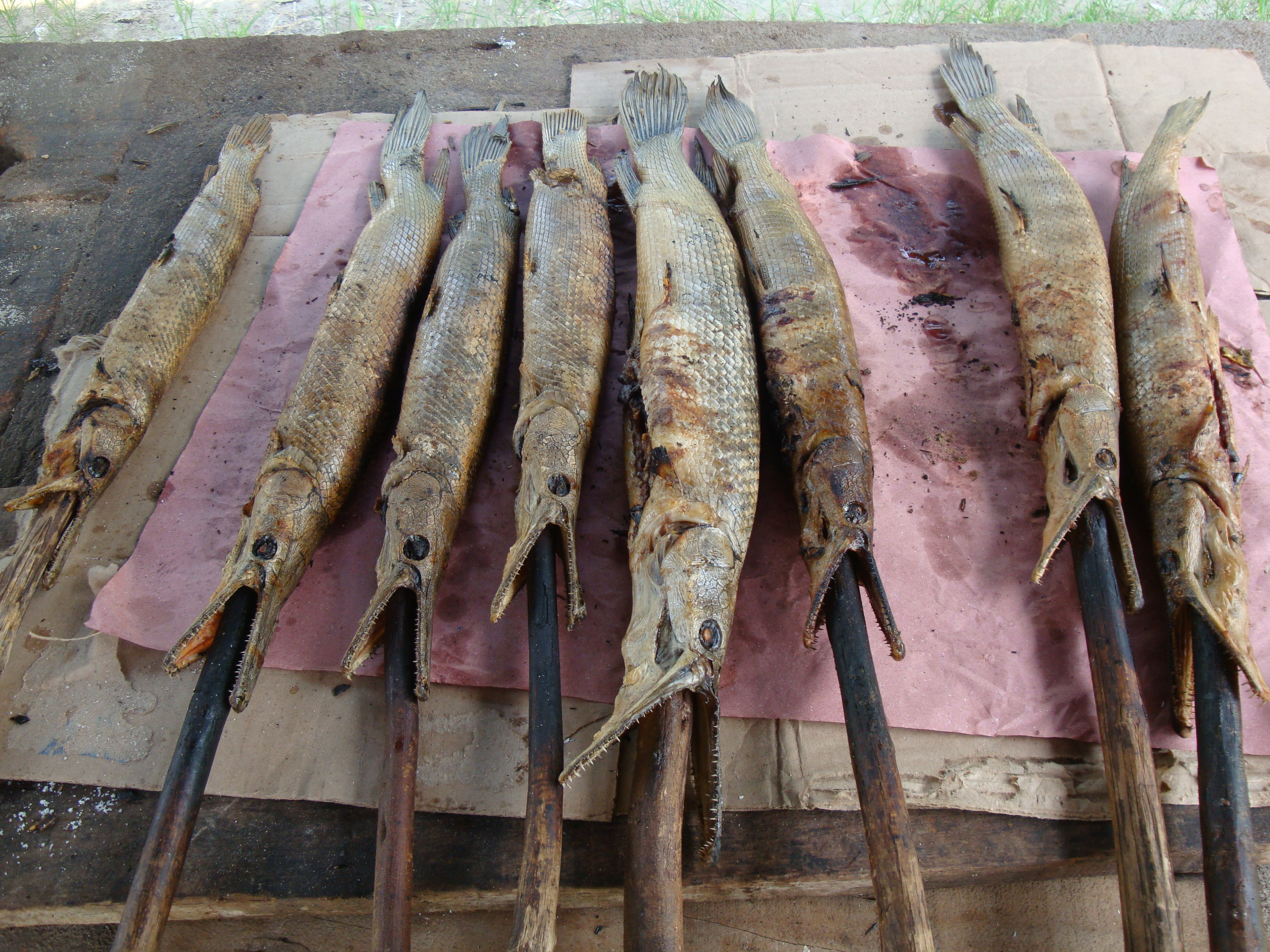
El pejelagarto asado, un platillo típico de la cocina tabasqueña.

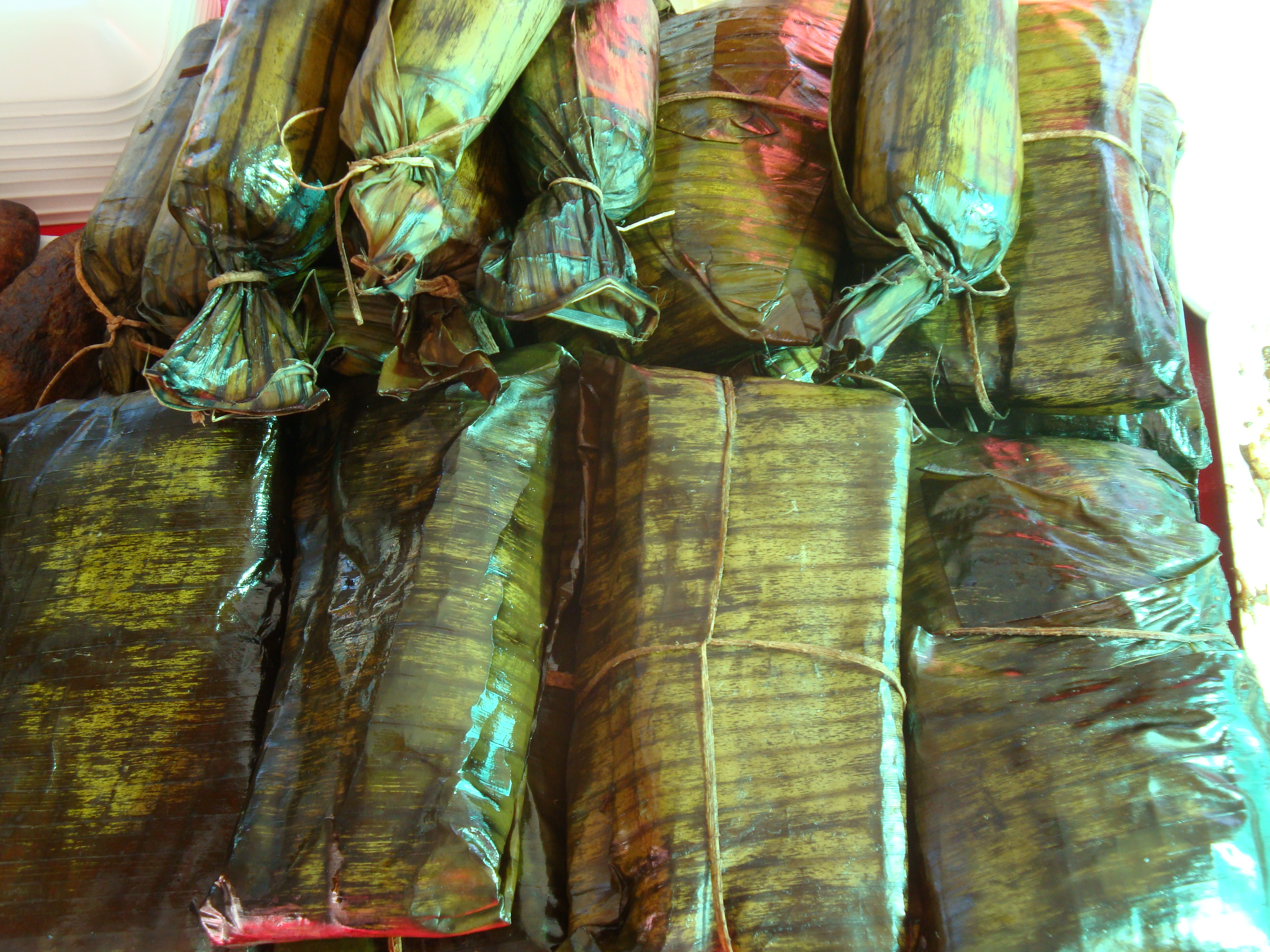
Tradicionales tamales tabasqueños, envueltos en hoja de plátano.

La cocina regional tabasqueña es variada y extensa gracias a las antiguas recetas mayas y chontales, a la gran cantidad de vegetales, frutas y animales existentes en la entidad, así como a las plantas o hierbas (achiote, chaya, muste, perejil, epazote, cilantro, chipilín, chile amashito, hoja de plátano o de tó) que le dan delicioso y singular olor, color y sabor a los guisos típicos de la región.
Se caracteriza por la utilización de ingredientes y especies propios del estado y que son difíciles de encontrar en las mesas de otros estados del país, incluso en las regiones colindantes. En el acervo culinario tabasqueño destacan recetas como las de tortuga en sangre, tortuga en verde, iguana al chirmol, pejelagarto asado, tamales de chipilín y la bebida popular más conocida: el pozol, hecho a base de masa de maíz y cacao; el cual es, a pesar de ser una bebida, la base de la alimentación de los tabasqueños. Pozol con cacao, chorote, pozol blanco, o sea sin cacao, se puede beber fresco (recién molido) o agrio (dejar la mezcla de cacao y masa unos 8 días para que se fermente), esta bebida es la que caracteriza a los tabasqueños.
Al emblemático pejelagarto se le unen otras especies locales, como la hicotea y el pochitoque, ambas tortugas; el armadillo y la iguana; cada uno de los cuales sirve para preparar un platillo típico.
Sin embargo en la actualidad la caza, pesca, venta y consumo de especies como la hicotea, pochitoque, iguana y armadillo, está prohibida por la ley ya que se encuentran en la lista de especies en peligro de extinción.
Del mismo modo, se añaden al maíz, frijol y cacao, omnipresentes en la gastronomía mexicana, ingredientes como el chipilín (una hoja que se utiliza en la preparación de tamales), el achiote (una pasta roja que sirve como colorante) y una gran variedad de chiles entre los que destaca el tradicional chile amashito, y frutas en general. Los platillos de las zonas costeras presentan también gran variedad de pescados y mariscos, como el róbalo, el huachinango, la mojarra, la jaiba, el ostión y el camarón.

## Cinematografía

### Películas filmadas en Tabasco
| Producción                    | Fecha de Estreno | Locación                                                      | Sinopsis - Dirección                                                                                                   |
| ----------------------------- | ---------------- | ------------------------------------------------------------- | --- |
| Tiburoneros                   | 1960             | Frontera                                                      | Director Luis Alcoriza. Una de las grandes películas del cine mexicano.                                                |
| Lo mejor de Teresa            | 1976             | Villahermosa                                                  | Los empeños de una joven provinciana que por abrirse paso en la vida se va a la capital y vive una serie de aventuras. |
| Rumores de Guerra             | 1980             | Selva de Tabasco                                              | Director Richard T. Heffron. Película sobre la Guerra del Vietnam.                                                     |
| Orinico                       | 1986             | Frontera                                                      | Director Julián Pastor.                                                                                                |
| Miss Caribe                   | 1988             | Chiltepec                                                     | Director Fernando Coloma, Película Española.                                                                           |
| Morir en el Golfo             | 1990             | Tapijulapa, Villahermosa y Teapa                              | Director Alejandro Pelayo.                                                                                             |
| En un claro oscuro de la luna | 1999             | Teapa                                                         | México-Rusia, director Sergio Olhovich.                                                                                |
| Sin dejar huella              | 2000             | Frontera                                                      | Dirección de María Novaro. México - España.                                                                            |
| Roma                          | 2018             | Paraíso                                                       | Dirección de Alfonso Cuarón.                                                                                           |
| Temporada de Huracanes        | 2023             | Paraíso, Jalpa de Méndez, Nacajuca, Teapa, Cárdenas y Centla. | Dirección de Elisa Miller.                                                                                             |

Tabasco ha sido escenario para diversas películas nacionales e internacionales, así como cortometrajes, series y telenovelas. Sin contar con numerosas visitas de directores de locaciones de EE. UU., Europa, Asia, entre otros. Como la visita del actor Luke Wilson en 2014 a diversos estadios de béisbol en Tabasco.

### Cortometrajes filmados en Tabasco
| Producción          | Fecha de Estreno | Locación   | Sinopsis - Dirección        |
| ------------------- | ---------------- | ---------- | --------------------------- |
| El llanto del cacao | 2019             | Comalcalco | Director David Garcés Rosas |
| NORA                | 2020             | Teapa      | Director Juan Garrafa       |

## Ubicación geográfica
| Noroeste: Golfo de México | Norte: Golfo de México | Nordeste: Campeche |
| Oeste: Veracruz           |                        | Este: Campeche     |
| Suroeste: Veracruz        | Sur: Chiapas           | Sureste: Guatemala |